# Les Papiers posthumes du Pickwick Club
Vous lisez un « article de qualité » labellisé en 2012.  Il fait partie d'un « thème de qualité ».
Les Papiers posthumes du Pickwick Club, également connu sous le titre Les Aventures de Monsieur Pickwick (titre original anglais : The Posthumous Papers of the Pickwick Club, souvent abrégé en The Pickwick Papers [ðə 'pɪkwɪk 'peɪpəz]), est le premier roman de Charles Dickens. Il a été publié en feuilleton, de mars 1836 à octobre 1837.
En France, il est « traduit librement » par Eugénie Niboyet dès 1838 sous le titre Le Club des Pickwistes, roman comique. Pour une traduction fidèle au texte original, il faut attendre 1887 avec la parution, en feuillets illustrés, des Aventures de Monsieur Pickwick, titre ayant persisté jusqu'à la réédition de 2006.

## Présentation
Signé Boz et publié en feuilleton de mars 1836 à novembre 1837, The Pickwick Papers connaît un succès quasi immédiat. Le premier numéro sort à environ 400 exemplaires ; au dernier, le tirage s'élève à 40 000. Ainsi, comme il est dit dans l'un des premiers comptes rendus, Dickens s'est trouvé « catapulté vers la gloire comme une fusée » (« catapulted him to fame like a sky rocket »), et l'ouvrage demeure à la première place dans le cœur des lecteurs de Dickens depuis de nombreuses décennies.
À l'instar de Miguel de Cervantes, Dickens a conçu un héros donquichottesque dont les excentricités, loin d'agacer les lecteurs, le rendent aimable et touchant ; comme son prédécesseur espagnol, Dickens cloue au pilori ses détracteurs en les humiliant plus qu'il ne le fait du héros. Il existe un parallèle entre les deux personnages : Don Quichotte est entiché de chevalerie errante et Pickwick s'est amouraché de savoir itinérant, et chacun n'a de cesse de mener son combat selon un schéma devenu picaresque.
Malgré sa naissance accidentelle et sa structure épisodique, ce que Dickens a appelé « sa nature faite de pérégrination et d'exploration » (« perigrinatory and exploratory nature »), The Pickwick Papers s'est peu à peu constitué en roman, encore que certains de ses éléments restent en dehors de l'intrigue principale, mais contribuent, selon David Parker, à approfondir son ultime signification. Ce qui a commencé par une série d'épisodes comiques et relevant le plus souvent de l'anecdote gagne en envergure narrative, se transforme en intrigue et finit, surtout après l'introduction dans l'histoire de Sam Weller et les démêlés du héros avec la vraie vie, que représente ici la rigueur de la loi, par devenir, selon Davis, « une sorte de roman d'apprentissage comique où s'effrite l'innocence du protagoniste, qui apprend à donner la primauté au réel sur les principes » (« a kind of comic Bildungsroman in which the innocent protagonist learns to compromise principle and affirm life »). Et loin d'être diminué ou aigri par ses souffrances et ses épreuves, Pickwick, qui n'a rien renié, préserve et même renforce sa bonne humeur et son indulgence premières. En conclusion, Davis souligne qu'avec The Pickwick Papers, Dickens devient, de journaliste, non seulement romancier, mais « le grand romancier comique de son siècle » (« the great comic novelist of his century »).
Ce succès foudroyant engendre de nombreuses imitations, si bien que, comme l'écrit Paul Schlicke, « les Pickwick Papers ont gardé leur feuillage persistant » (« remained evergreen »). Ainsi, le premier roman de Dickens, ou du moins son héros, est universellement connu et « continue de recevoir l'hommage du plaisir des lecteurs et l'attention critique des érudits » (« to receive its meed of delight from readers, as well as scholarly and critical attention »).
Enfin, comme le fait remarquer Chesterton dans son commentaire repris en préface de l'édition J. M. Dent and Sons Ltd, The Pickwick Papers constitue « une sorte de folle promesse, comme une vision prénatale de tous les enfants de Dickens » (« a kind of wild promise, a pre-natal vision of all the children of Dickens »), mais, ajoute-t-il — et cela n'est pas une opinion unanimement partagée —, il est à douter que Dickens se soit ensuite jamais hissé au même niveau (« To the level of 'The Pickwick Papers' it is doubtful if he ever afterwards rose »),.

## Genèse de l'ouvrage et publication

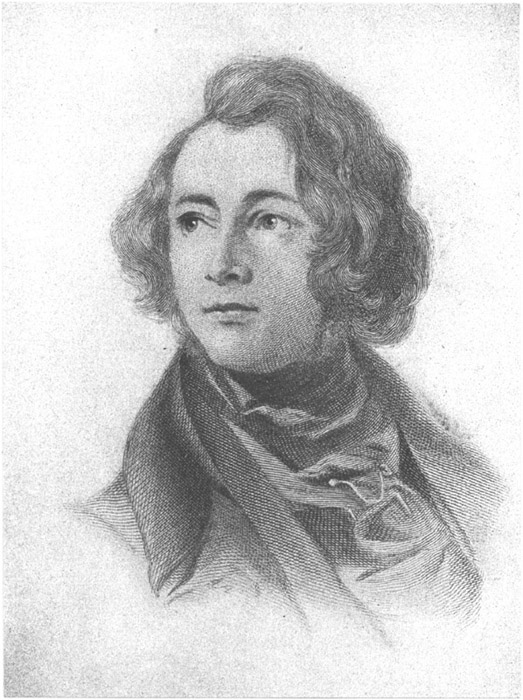
Charles Dickens du temps de M. Pickwick.

Qui vraiment a eu l'idée de The Pickwick Papers ? Au départ est l'offre faite en novembre 1835 par l'artiste Robert Seymour, illustrateur et caricaturiste politique, populaire mais avec des embarras financiers, à la jeune maison d'édition Chapman & Hall d'une série de gravures sur bois traitant des « exploits sportifs » du Nimrod Club cockney, qu'il a observé lors de ses promenades dans les faubourgs encore ruraux du nord de Londres et dont la maladresse, tant à la chasse, à la pêche qu'en d'autres activités, semble congénitale. Ces estampes sont destinées à être publiées selon un rythme mensuel, avec un texte d'accompagnement. La veuve de Robert Seymour, Chapman & Hall, Dickens lui-même sont d'accord pour affirmer que l'idée originale émane bien de l'illustrateur : il s'agit de dépeindre avant tout graphiquement — le commentaire devant rester bref — des événements sportifs. C'est aussi Seymour qui choisit le Nimrod Club, dont les exploits vont être illustrés, et que Dickens délaissera ensuite sans jamais le renier. À l'origine, l'éditeur s'adresse à des sommités littéraires plus expérimentées qui déclinent son invitation.
Après cela, les avis diffèrent : Mrs Seymour s'octroie l'avantage d'avoir elle-même choisi le jeune chroniqueur, non pas tant sur son mérite qu'en raison de sa pauvreté, gage, selon elle, d'une collaboration assurée et docile. En réalité, bien plus vraisemblable, pense David Parker, est l'hypothèse selon laquelle le rédacteur en chef de la maison d'édition, que Seymour harcèle de plus en plus, n'a pas eu le temps de faire ou de terminer le travail lui-même et a donc recommandé Dickens, sur qui le récent succès des Sketches by Boz, publié selon le format mensuel projeté pour la nouvelle aventure, attire désormais l'attention de la critique et des lecteurs, et qui, d'ailleurs, s'apprête à en faire paraître une édition en deux volumes. De toute façon, David Parker est d'avis qu'en cette affaire, la veuve Seymour exagère le rôle de son mari et que Dickens le minimise ; la seule chose qui est certaine, c'est que le projet de Seymour a déclenché un processus créateur chez le jeune écrivain qui, « sans l'avoir explicitement rejeté, l'a sublimé » (« […] he did not so much reject it as much as sublimate it »).

### Un «projet subalterne» (Paul Schlicke)
Le 10 février 1836, donc, Chapman dépêche son jeune associé William Hall auprès de Dickens qui vient de fêter, trois jours auparavant, son vingt-quatrième anniversaire et dont le premier volume de Sketches by Boz sort tout juste de chez John Macrone,, pour lui demander ce qu'il appelle « un petit quelque chose » (« a little something »). Dickens en est tout heureux, qui écrit le soir même à sa fiancée Catherine Hogarth : « Ils [Chapman and Hall] m'ont offert 14 £ par mois pour assurer la rédaction et la mise en œuvre d'une nouvelle publication dont ils ont l'idée, sous mon entière responsabilité ; ce sera mensuel et chaque numéro contiendra quatre gravures sur bois […] Ce n'est pas du gâteau comme travail, mais les émoluments sont trop tentants pour qu'on les refuse » (« They have made me an offer of 14 £ a month, to write and edit a new publication they contemplate, entirely by myself; to be published monthly and each number to contain four wood cuts […] The work will be no joke, but the emolument is too tempting to resist »). Le contrat est en effet signé début mars : 14 £ par numéro mensuel de 12 000 mots, le premier devant être proposé dans les trois semaines.
D'après Paul Schlicke, pourtant, c'est là du travail subalterne, à la solde de l'illustrateur et de l'éditeur qui ont déjà arrêté la plupart des décisions, ce que Dickens rappelle plus tard dans une préface de 1847 : « Mes amis m'ont dit que c'était une publication au rabais, qui allait mettre ma réputation montante en berne » (« My friends told me it was low, cheap form of publication, by which I should ruin all my rising hopes »),,. À en juger par le nombre de tâches qu'entreprend Dickens et celles qu'il continue d'assumer, sans doute a-t-il en effet quelque doute sur la réussite de l'entreprise : déjà journaliste parlementaire à plein temps au Morning Chronicle, il écrit trois pièces pour le théâtre, un pamphlet politique, reprend une seconde série des Esquisses de Boz, s'engage pour un roman (Gabriel Vardon, le futur Barnaby Rudge) et un livre pour enfants (auquel il finit par renoncer), signe un contrat avec Bentley pour deux autres romans et la gestion éditoriale du Bentley's Miscellany. D'autant, précise David Paroissien, que dans ces premières décennies du siècle, la publication mensuelle n'a guère la cote, tant elle vise un public peu raffiné, les « vrais » auteurs préférant de loin les gros livres « à trois étages », les three-deckers, c'est-à-dire trois volumes.

### La mainmise de Dickens

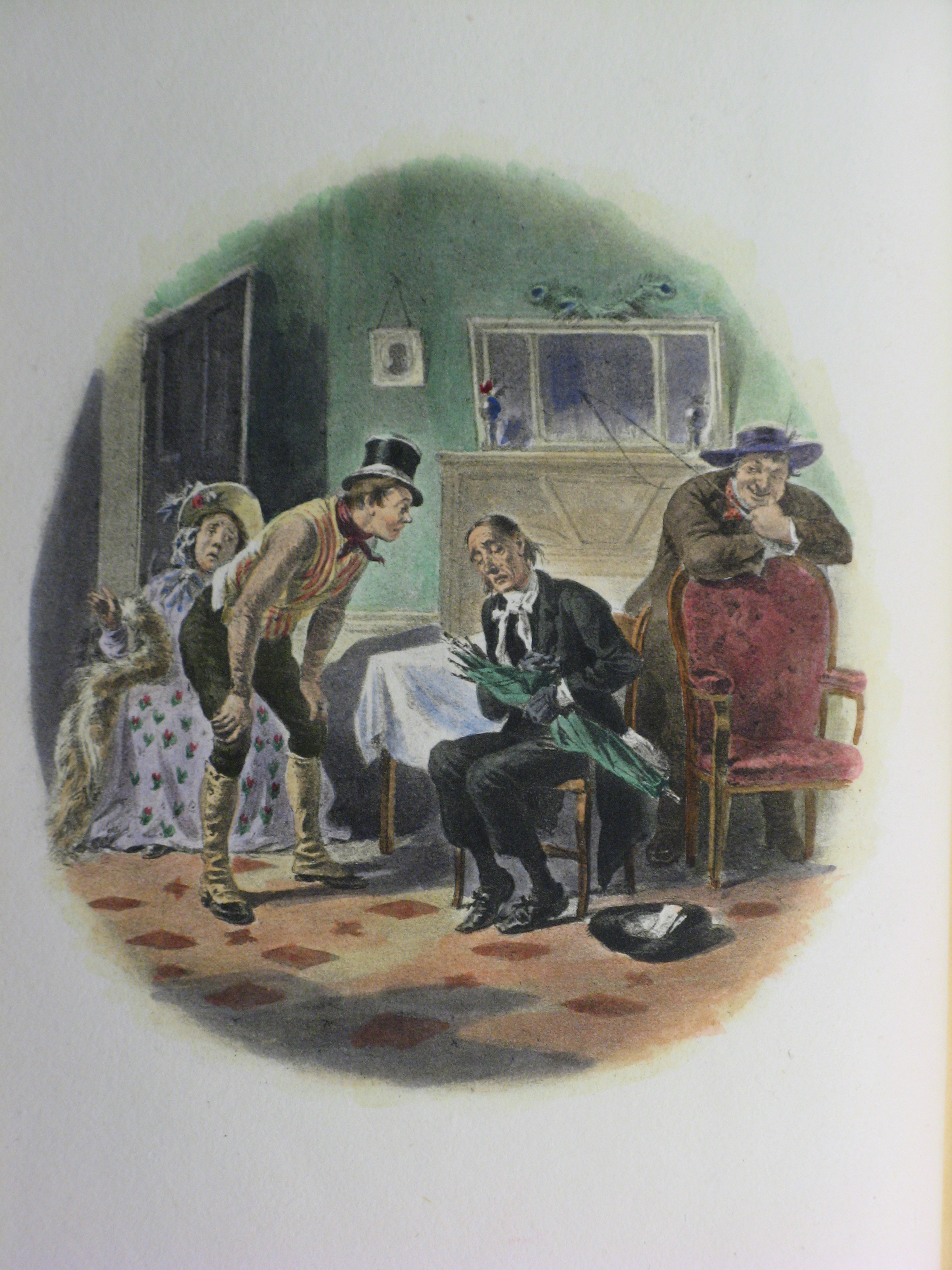
Le pickwick Club (par F. O. C. Darley).

The Pickwick Papers, cependant, défie les pronostics des prudents confrères et devient, après quelques hésitations de la part des libraires de province, un véritable phénomène d'édition. C'est qu'entre-temps, Dickens a pris le projet en mains. « Dès le départ, écrit-il dans la préface de 1847, j'ai, après réflexion, fait remarquer que, bien qu'étant né et ayant été en partie élevé à la campagne, je n'avais rien d'un grand sportif, à l'exception de tout ce qui concerne la locomotion, que l'idée n'avait rien d'original, avait déjà beaucoup servi, et qu'il serait infiniment préférable que les gravures naquissent comme naturellement du texte, qu'il me fallait donc suivre mon propre chemin, avoir le champ plus libre pour les scènes et les gens de l'Angleterre, et que, de toute façon, je craignais fort que je n'en fisse sur ce point qu'à ma guise » (« I objected, on consideration, that although born and partly bred in the country I was no great sportsman, except in all kinds of locomotion, that the idea was not novel, and been already much used; that it would be infinitely better for the plates to arise naturally out of the text and that I should like to take my own way, with a freer range of English scenes and people, and I was afraid I should ultimately do so in any case »). « Dès le départ… », c'est-à-dire huit jours après que le projet lui eut été soumis, et déjà la machine Dickens est en marche. « Mes vues ont prévalu, j'ai eu l'idée de M. Pickwick, et j'en ai écrit le premier numéro » (« My views being defferred to, I thought of Mr Pickwick, and wrote the first number »), poursuit-il. Les rôles se sont donc inversés : ce n'est pas Dickens qui accompagne le travail de Seymour, mais ce dernier qui, « d'après les épreuves du texte, dessine le club et fait l'excellent portrait de son fondateur » (« from the proof sheets of which, Mr Seymour made his drawing of the Club and his happy portrait of its founder ».
Dickens promet le premier numéro pour le 1er mars, mais, le 4, il écrit à Catherine Hogarth que la tâche est lourde, « tant la matière est abondante » (« I had no idea there was so much in them »). Bref, la publication est effective le 31 mars 1836, et chaque mois se reproduisent jusqu'au terme la même hâte fébrile et la livraison de dernière minute ; mais sauf lors du drame de la mort de Mary Scott, les numéros paraissent à la date prescrite. Au début, sans doute par prudence, car il connaît la réputation des publications échelonnées, écrit David Parker, Dickens omet le mot « roman » (novel), qui n'apparaîtra vraiment qu'après l'introduction de Sam Weller dans sa quatrième partie, au chapitre 10.

### Le changement d'illustrateur

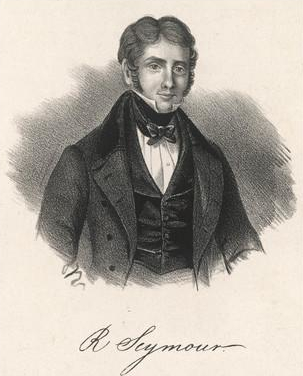
Robert Seymour, de qui tout est parti.
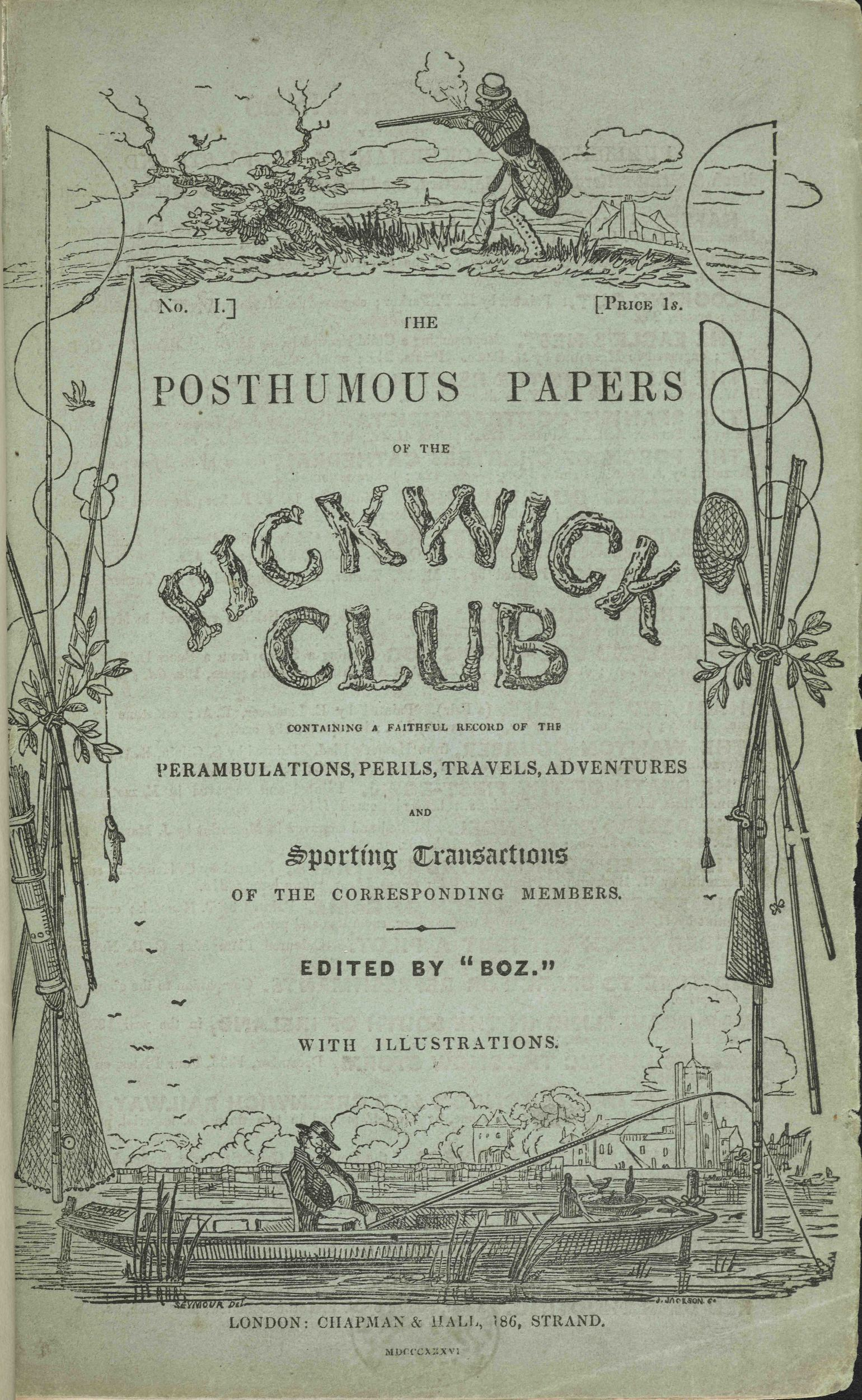
Couverture originale due à Robert Seymour.
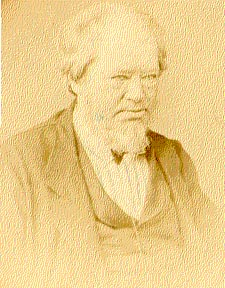
R. W. Buss, deuxième illustrateur de The Pickwick Papers.
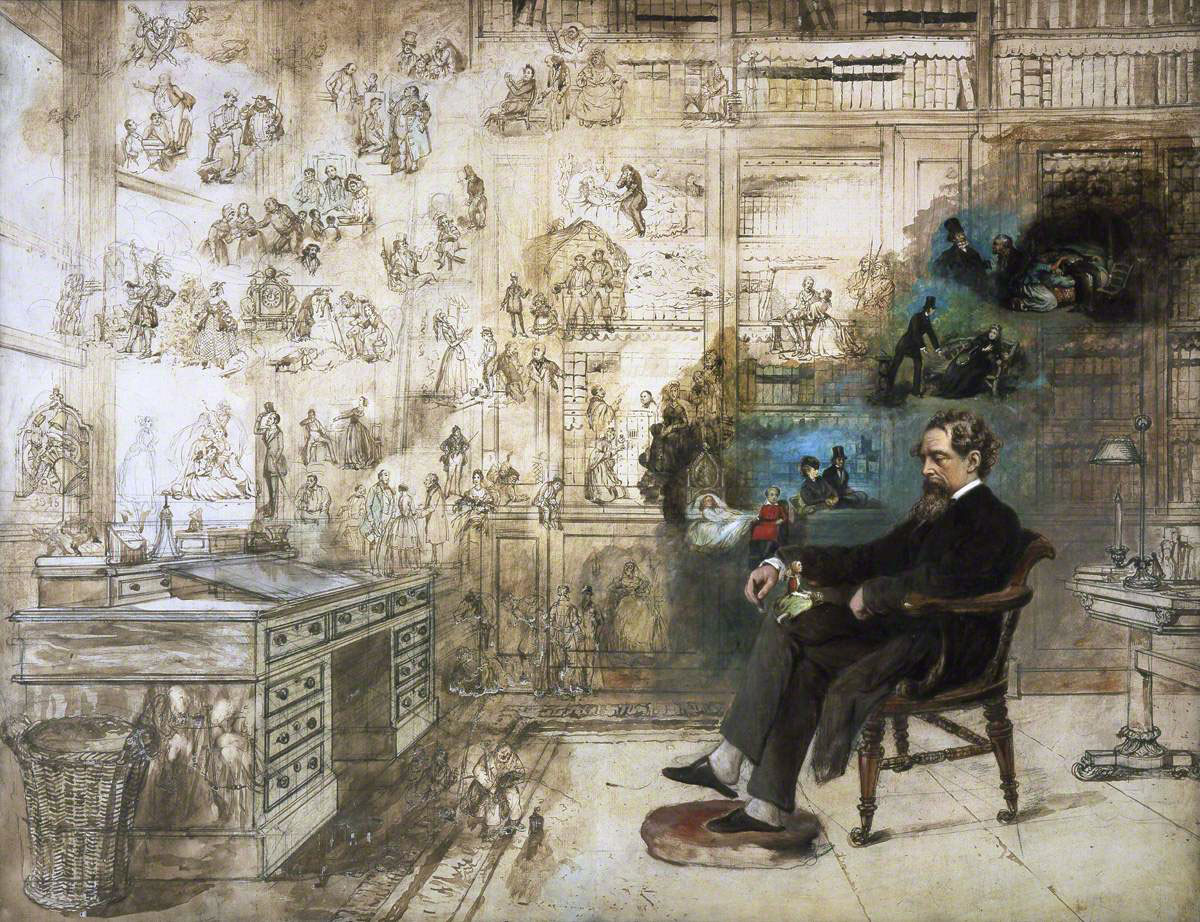
« Le rêve de Dickens » (R. W. Buss).
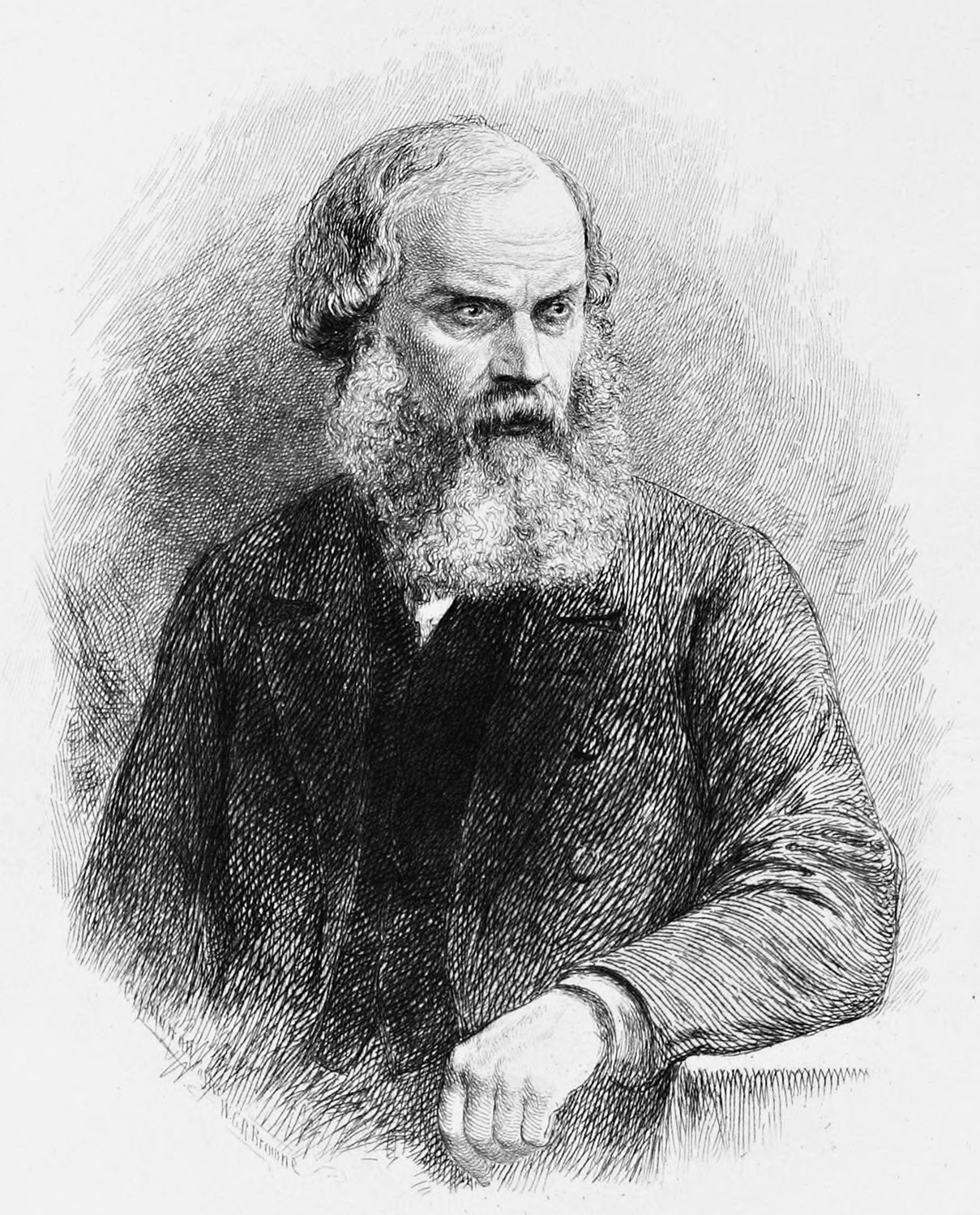
Phiz, troisième illustrateur.

Le 20 avril 1836, soit exactement dix-huit jours après le mariage de Dickens avec Catherine Hogarth, l'illustrateur Robert Seymour, dépressif depuis six années, en retard pour ses estampes, harcelé par des créditeurs, écrit une lettre d'adieu à sa femme, gagne la petite tonnelle du jardin familial d'Islington et se tire une balle dans le cœur. Bien que les premières ventes ne soient toujours pas très bonnes, Dickens et Chapman & Hall décident de poursuivre l'aventure sur des bases un peu changées : désormais, Dickens touche 20 guinées par mois, soit 21 £, et fournit 32 pages imprimées au lieu de 24, les plaques passant de quatre à deux. Comme le désire l'éditeur mais contre son gré, paraît-il, Dickens garde les références aux « activités sportives » du Nimrod Club, ne serait-ce que par l'attirail de chasse et de pêche qui orne encore les colis d'expédition.

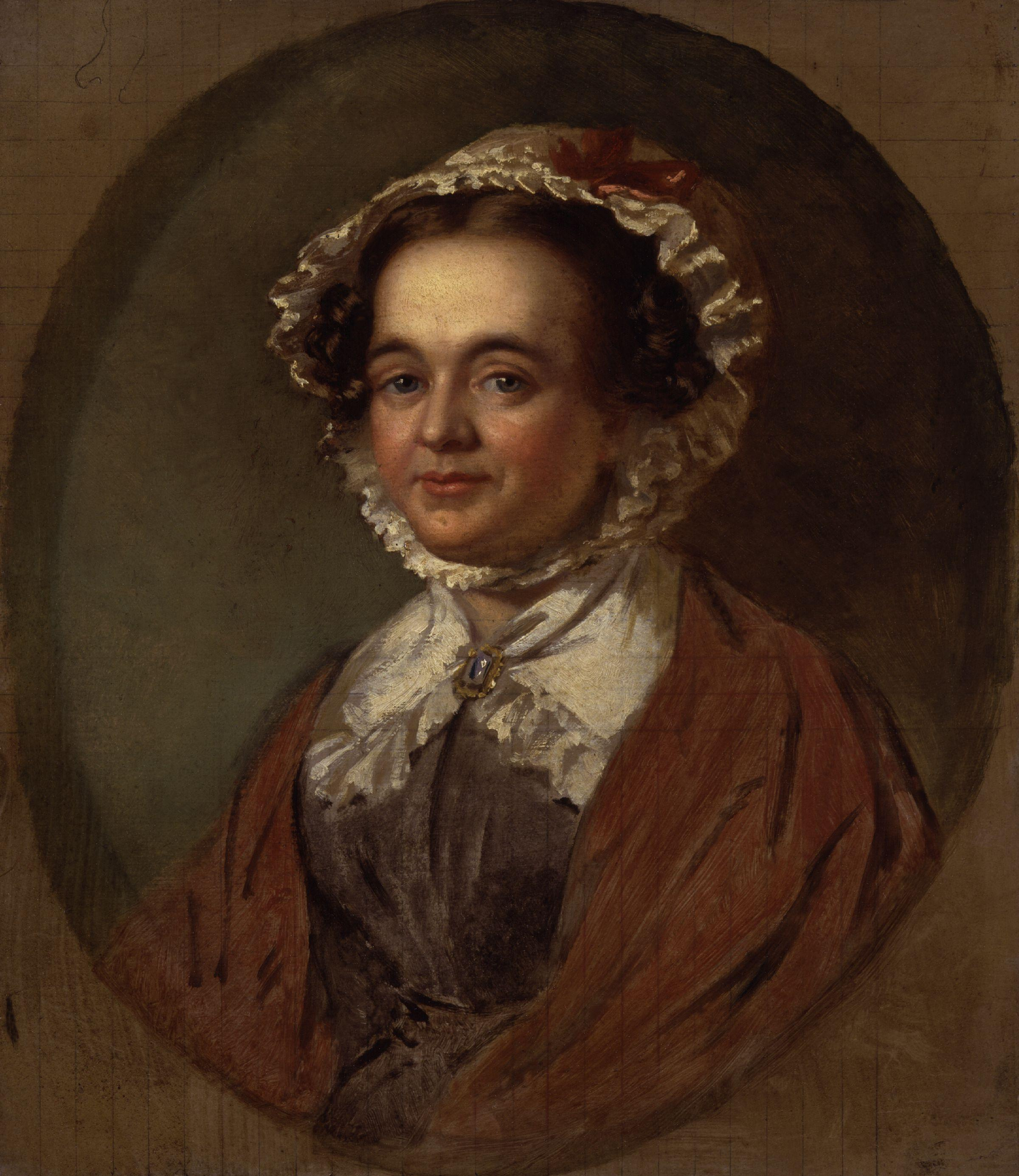
Mary Russell Mitford qui engage vivement à lire The Pickwick Papers.

Le nouvel illustrateur est Robert W. Buss (1804-1875), mais, le travail qu'il réalise pour le troisième numéro n'étant pas jugé à la hauteur, il est sommairement remercié,. C'est le jeune Hablot Knight Browne (1815-1882), âgé de vingt ans, qui le remplace, au détriment de Thackeray, qui s'était porté candidat. Il inaugure ainsi une collaboration de vingt-trois ans avec Dickens, et, pour l'occasion, afin de rester dans la veine du nom de plume de son employeur « Boz », il adopte, en accord avec Dickens, le pseudonyme qui le rendra célèbre, « Phiz », abréviation argotique de physiognomy (physionomie, visage),, mot très à la mode en cette première partie du XIXe siècle. Browne jouit déjà d'une certaine renommée, car il vient d'être récompensé pour son estampe du John Gilpin de William Cowper (1731-1800) où un cavalier à la mine déconfite perché sur un cheval mors aux dents annonce bien des plans du futur Pickwick auquel il va collaborer,.
Le quatrième numéro, publié le 29 juin, est donc remarquable à quatre titres : Hablot Knight Browne est aux commandes des illustrations ; au chapitre 10, Dickens présente Sam Weller dont l'adjonction, selon Paul Schlicke, fait d'emblée de Mr Pickwick, jusque-là simple cible de railleries, « un personnage authentiquement comique » (« an incomparable comic character ») ; deux chapitres plus loin, Mrs Bardell, se méprenant sur l'annonce faite par Pickwick que son intention est de prendre Sam Weller à son service, se persuade qu'il l'a demandée en mariage et, ainsi, induit malgré elle un élément d'intrigue ; enfin, les Pickwickiens quittent le Kent et reviennent, au moins provisoirement, dans le Londres que Dickens connaît si bien. De ce fait, sans cesser d'être un pot-pourri épisodique, The Pickwick Papers se mue en véritable roman, devient la coqueluche du public anglais et multiplie ses ventes par quarante. À son amie Emily Jephson, alors en Irlande, Mary Russell Mitford exprime sa grande surprise qu'elle n'en ait point encore eu vent : « Trouve le moyen d'emprunter les Pickwick Papers, lui écrit-elle. C'est comme si tu n'avais jamais entendu parler de Hogarth […] Tu dois absolument lire les Pickwick Papers » (« Do take some means of borrowing the 'Pickwick Papers'. It seems like not having heard of Hogarth […] You must read the 'Pickwick Papers' »).

### Synchronisation saisonnière et rush final

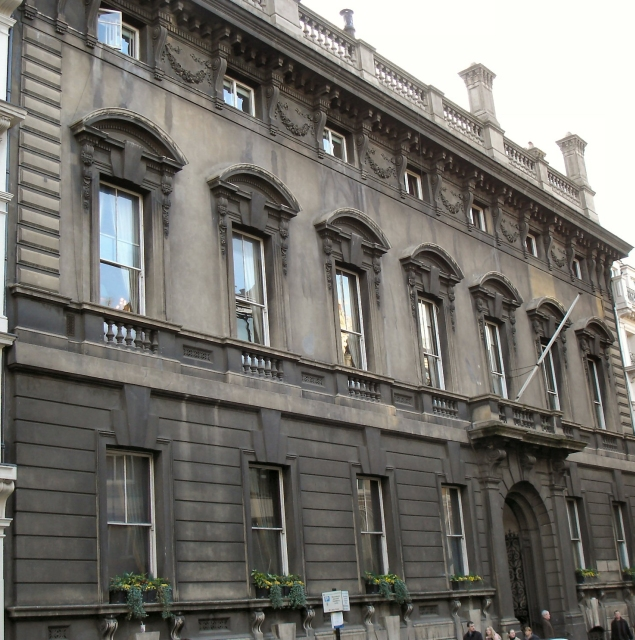
Le Garrick Club où est élu Dickens le 20 novembre 1837.

À partir du sixième numéro qui est dû pour le mois d'août, Dickens a l'idée de synchroniser les événements racontés et la saison au cours de laquelle s'effectue la publication. Ainsi, le septième, programmé pour le 1er janvier 1837, évoque Noël ; le douzième, prévu en mars, voit Sam Weller écrire un poème de Saint-Valentin à Mary, et Mr Pickwick est poursuivi pour rupture de bans.
Le 4 novembre, Dickens donne son accord à Richard Bentley pour assurer la gestion éditoriale du Bentley's Miscellany ; le 5, il démissionne du Morning Chronicle ; le 6, naît son premier enfant ; deux semaines plus tard, il est élu au Garrick Club. Le premier épisode d'Oliver Twist paraît chez Bentley le 31 janvier 1837 : désormais, jusqu'au double numéro de novembre, Dickens écrit simultanément deux romans. Pour cela, il divise chaque mois en deux parties dont il consacre la première à Bentley et la seconde à son Pickwick Club. Le 31 mars, les Dickens quittent Furnival's Inn pour le 48 Doughty Street et, le 8 avril, Chapman & Hall organise un dîner en l'honneur du romancier qui reçoit, outre un Shakespeare complet, un chèque de 1 500 £ ; et ce même mois, est donnée au théâtre de la Cité de Londres une adaptation de l'œuvre signée par Stirling, et en paraît aussi le premier compte rendu substantiel dans le Court Magazine du 10 mars 1837.
Malgré cette frénésie d'activités, les parutions se succèdent sans anicroche : seul à-coup, le décès brutal le 7 mai de la jeune Mary Scott Hogarth qui plonge les Dickens dans un profond désespoir. Le couple s'enferme à Hampstead dans le nord de Londres, et, en juin, ni Pickwick ni Oliver Twist ne sont au rendez-vous. Un voyage d'une semaine en France, les premières vacances à Broadstairs en juillet, et, début octobre, afin de rattraper le temps perdu, Dickens est contraint, « en violation de [s]on intangible règle » (« in violation of my established usage »), rapporte-t-il, d'écrire le soir pour venir à bout du numéro double de Pickwick qui paraît le 30. Dès lors, la popularité du roman devient « phénoménale », les pauvres se cotisent ou vont se faire lire les pages, les bourgeois mêlent les feuillets sommairement brochés aux riches et respectables reliures de cuir de leur bibliothèque ; bref, écrit Edgar Johnson, « sans doute aucune œuvre n'a jamais, ni avant ni depuis, suscité un enthousiasme aussi ardent et universel dans toute l'histoire de la littérature » (« It is doubtful if any other single work of letters before or since has ever aroused such wild and widespread enthusiasm in the entire history of literature »).

### Publication
Aussi étrange que cela puisse paraître, « originalité à la fois plaisante et inhabituelle » (« the pleasant and uncommon fact »), pas une seule ligne contractuelle n'a été signée ni avant ni pendant la publication, ce que constatent les participants au dîner organisé le 18 novembre 1837 chez Degex's à Leicester Square pour en célébrer l'achèvement. Seules deux lettres ont été échangées entre Chapman & Hall et Dickens, la proposition et son acceptation, encore que les contacts, lors de la progression des travaux, aient été constants entre auteur, illustrateurs et éditeurs. Ce manque juridique est évoqué lors du dîner du 18 et, à l'initiative de John Forster, un acte officiel est signé le 24, selon lequel Dickens reçoit un tiers des droits d'auteur après cinq ans et s'engage à écrire un nouveau roman (ce sera Nicholas Nickleby).

### Calendrier des parutions

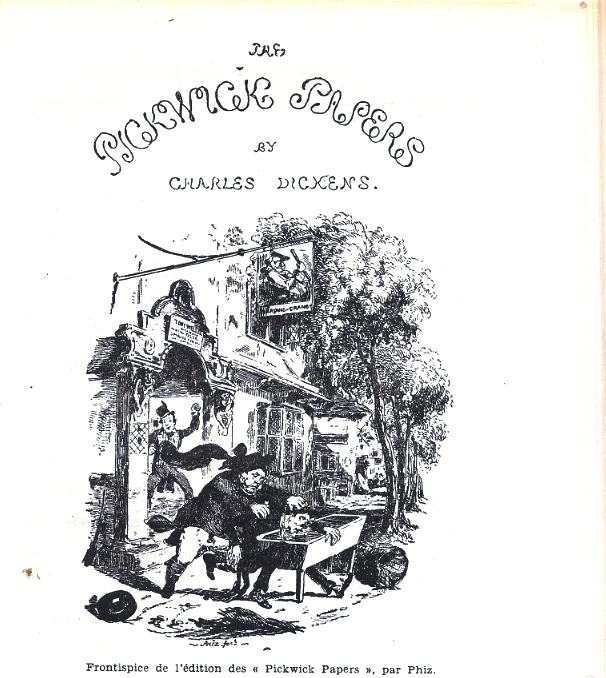
Frontispice de l'édition des Pickwick Papers par Phiz.

Les épisodes du roman ont été publiés par Chapman & Hall selon le calendrier suivant :
| Numéro | Date           | Chapitres |
| ------ | -------------- | --------- |
| I      | mars 1836      | 1-2       |
| II     | avril 1836     | 3-5       |
| III    | mai 1836       | 6-8       |
| IV     | juin 1836      | 9-11      |
| V      | juillet 1836   | 12-14     |
| VI     | août 1836      | 15-17     |
| VII    | septembre 1836 | 18-20     |
| VIII   | octobre 1836   | 21-23     |
| IX     | novembre 1836  | 24-26     |
| X      | décembre 1836  | 27-28     |
| XI     | janvier 1837   | 29-31     |
| XII    | février 1837   | 32-33     |
| XIII   | mars 1837      | 34-36     |
| XIV    | avril 1837     | 37-39     |
| XV     | juin 1837      | 40-42     |
| XVI    | juillet 1837   | 43-45     |
| XVII   | août 1837      | 46-48     |
| XVIII  | septembre 1837 | 49-51     |
| XIX-XX | octobre 1837   | 52-57     |

### Accueil

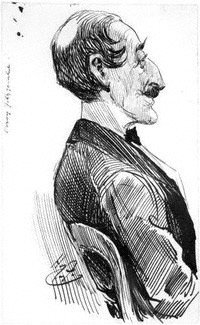
Percy Fitzgerald (en), une vie consacrée à l'étude de Dickens.
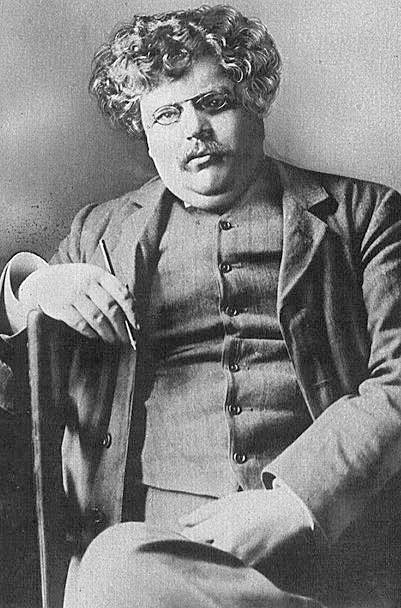
G. K. Chesterton, pour qui le livre est « plus noble qu'un roman ».
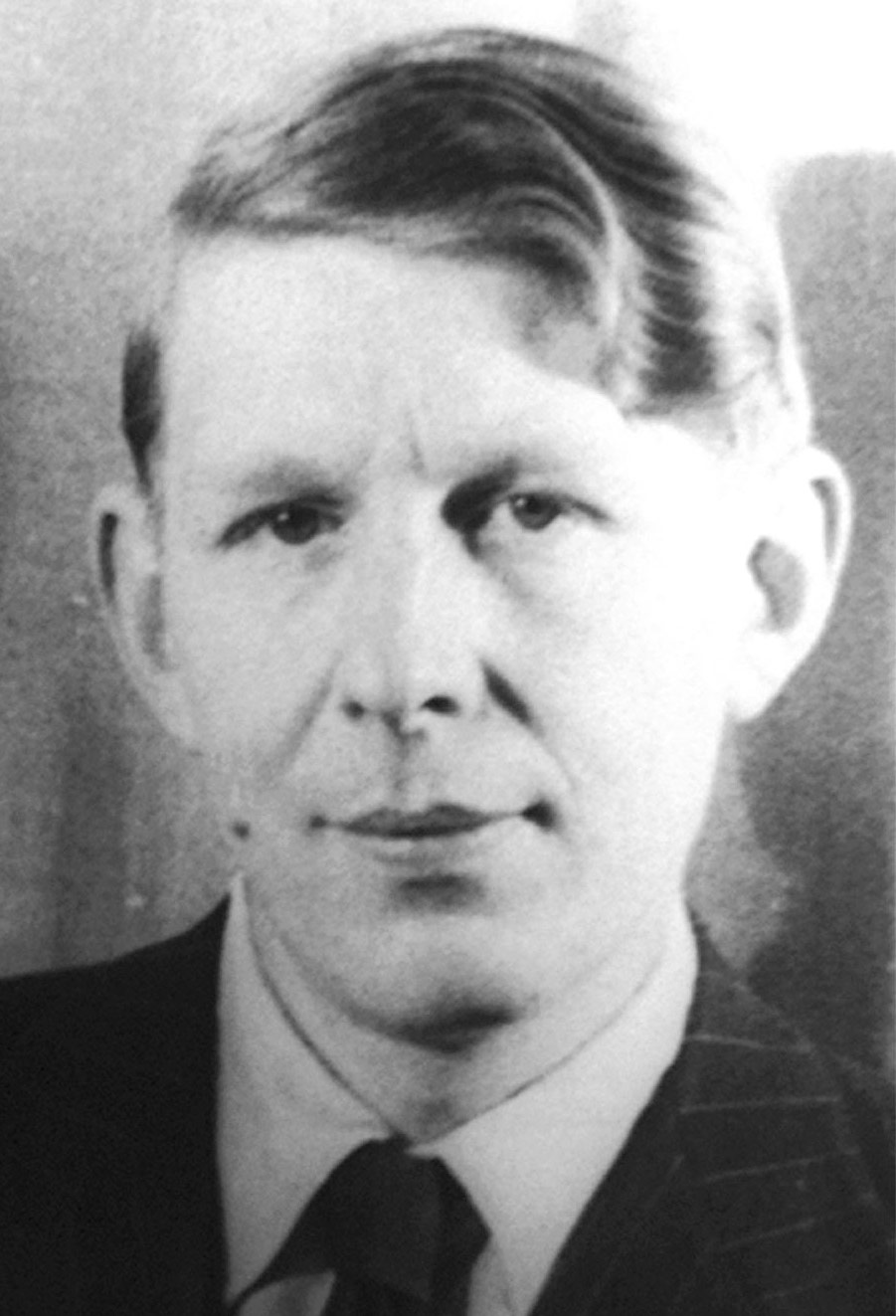
W. H. Auden, qui y trouve « le mythe de la chute de l'homme revisité ».
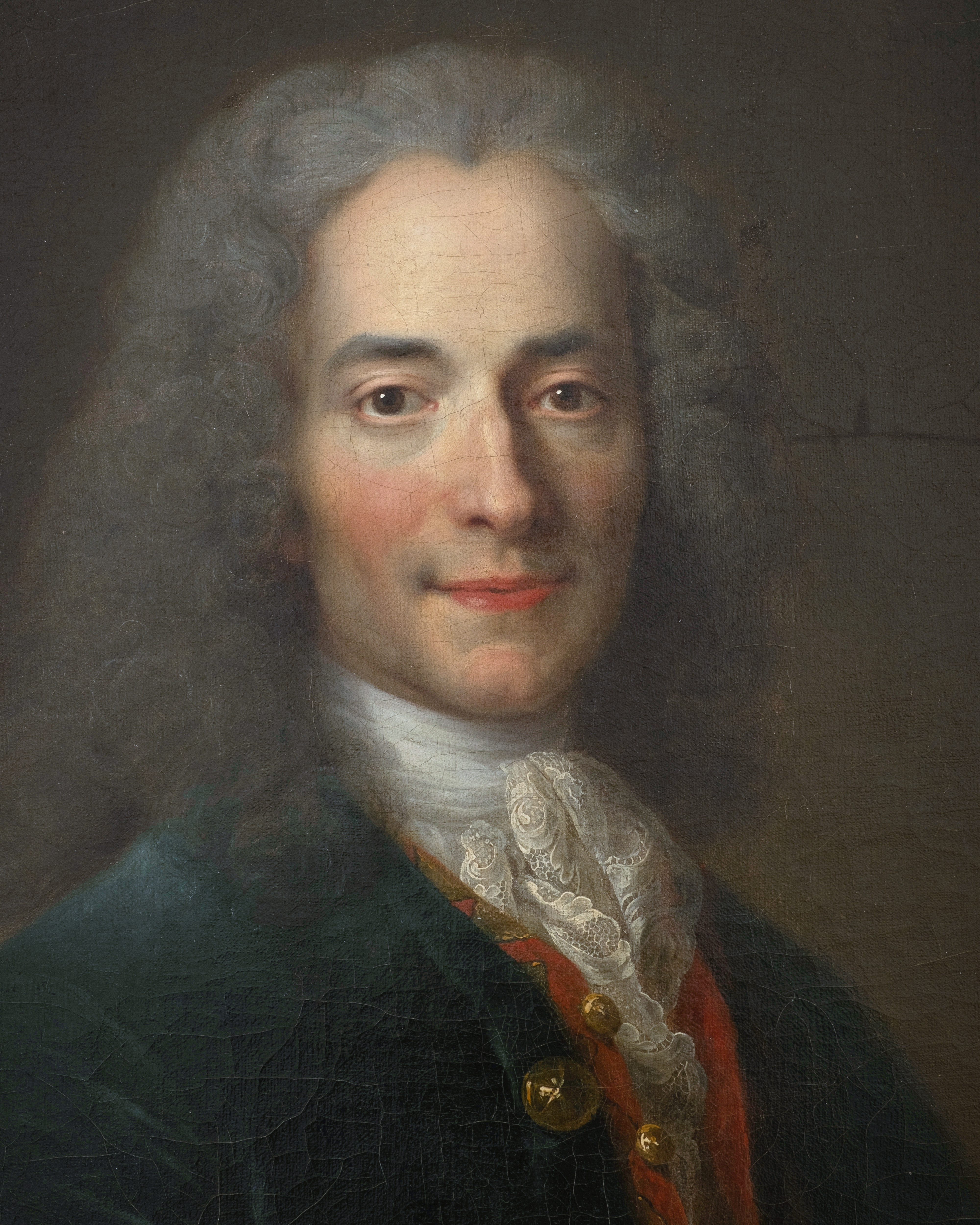
Voltaire, auteur de contes dans la lignée desquels se tiendraient The Pickwick Papers.

Chapman & Hall compte sur environ 500 ventes par mois. De fait, sur les 1000 premiers numéros imprimés, à peine la moitié est écoulée. Le succès commence avec le quatrième, si bien qu'en février 1837, le tirage passe à 14 000 pour grimper jusqu'à 40 000 à la fin de l'année. Comme l'écrit Robert L. Patten, « Chapman & Hall sont tombés sur une mine d'or » (« Chapman and Hall had stumbled on a gold mine »). Pickwick devient en effet un phénomène dont s'emparent le public, la presse et le monde théâtral : avant même qu'il ne soit terminé, il fait l'objet de quatre adaptations scéniques et de bon nombre d'imitations. D'ailleurs, Dickens s'imite lui-même, d'abord en utilisant Sam, Tony et M. Pickwick dans l'éphémère Horloge de Maître Humphrey, puis en organisant deux lectures publiques, dont l'une, consacrée au procès imposé au héros par la veuve Bardell, est un grand classique jusqu'à la fin de sa carrière. Enfin, en marge, mais révélateur d'un engouement sans précédent, fleurit tout un commerce parallèle avec, offert à la vente par les boutiques ou les colporteurs, un attirail de chapeaux, pipes, cigares, capes, tissus, canes, figurines de porcelaine, recueils de chansons, fascicules de blagues, tous estampillés « Pickwick ».
Devant ce succès, Chapman & Hall publie l'ouvrage en un volume le 17 novembre 1837 ; Bradbury and Evans en font deux tomes en 1858, et, en 1867, Chapman and Hall en présente une ultime édition, revue et corrigée par l'auteur. De l'autre côté de l'Atlantique à Philadelphie, chez Lea and Blanchard, en Inde à Calcutta, aux antipodes en Tasmanie, sur le continent en Europe, par exemple à Leipzig, paraissent très vite des copies piratées et d'après Robert L. Patten, au moins 96 éditions ont paru en Angleterre et 127 en Amérique ; parmi cette masse, l'édition la plus érudite et la plus scientifique reste, selon lui, celle de 1986 de Clarendon Press, dirigée par James Kinsley. Tout compris, éditions bon marché incluses, dont celle de 1847 qui est un grand succès, à la fin de 1878, sans compter les traductions qui fleurissent en Europe, 1 600 000 exemplaires ont été vendus en Grande-Bretagne et outre-Atlantique.
La critique non plus n'a jamais fait relâche : Percy Fitzgerald (en) à lui seul a rédigé cinq volumes d'études pickwickiennes, avec notes, commentaires, énigmes, doutes, dont le plus célèbre est son livre de mémoires publié en 1903 ; G. K. Chesterton déclare en 1906 que « Pickwick a quelque chose de plus noble qu'un roman » (« something nobler than a novel »), « comme si les dieux étaient partis en promenade à travers l'Angleterre » (« a sense as of the gods gone wandering in England »), et l'édition J. M. Dent and Sons de 1954 reproduit une de ses analyses en guise d'introduction ; W. H. Auden, quant à lui, renchérit sur Chesterton en affirmant dans un célèbre essai que le roman est « le mythe revisité de la chute de l'homme » (« a mythic retelling of the Fall of Man »). Certes, d'autres critiques prétendent que la structure distendue du livre n'en fait pas un roman et, se fondant sur cette analyse, A. E. Dyson ne l'inclut pas parmi les œuvres romanesques de Dickens dans son The Inimitable Dickens, préférant le considérer comme une sorte de conte philosophique dans la veine de ceux de Voltaire,.

## Personnages
Il est opportun de présenter les personnages avant d'aborder le détail de l'intrigue, tant son foisonnement de farce philosophico-comique itinérante risque de rester obscur, à moins que ses principaux acteurs ne soient déjà connus. Telle est d'ailleurs la méthode proposée par la plupart des éditions du livre : ainsi, celle de J. L. Dent and Sons, qui reprend en guise d'introduction le texte déjà mentionné de G. K. Chesterton, en donne la liste juste avant le premier chapitre, avec une répartition par sexe. Dans la colonne de gauche figurent les personnages masculins, dans celle de droite les personnages féminins, distinction s'expliquant sans doute par le fait qu'effectivement, ce sont les hommes, dans cette histoire, qui jouent les premiers rôles et restent de bout en bout, la veuve Bardell exceptée, les principaux moteurs de l'action. En tête cependant, chapeautant les deux colonnes, figurent le nom du fondateur du Pickwick Club, Samuel Pickwick, et celui des adhérents de l'« Association des membres correspondants », Augustus Snodgrass, Tracy Tupman et Nathaniel Winkle.
Toutefois, The Pickwick Papers comprend en tout soixante personnages masculins et vingt-deux féminins, qui participent directement à l'intrigue. S'y ajoutent seize personnages relevant des histoires rapportées lors des digressions, soit un total de quatre-vingt-dix-huit, auquel se joint le narrateur lui-même. À ce compte, c'est l'un des plus populeux romans de Dickens, ce qui rend sans intérêt d'en dresser ici la liste complète.

### Personnages principaux
Ils forment la petite cohorte des voyageurs :

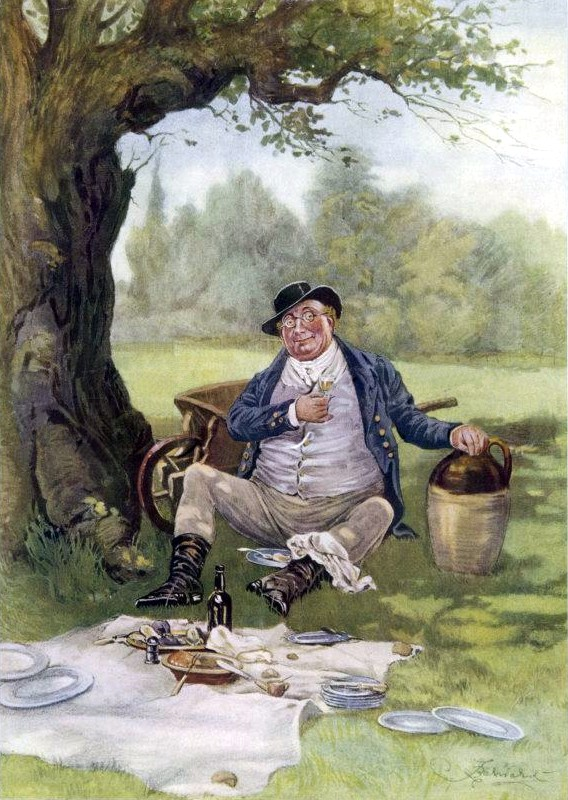
Ce bon M. Pickwick dans ses œuvres : le punch et la brouette (Fred Barnard).
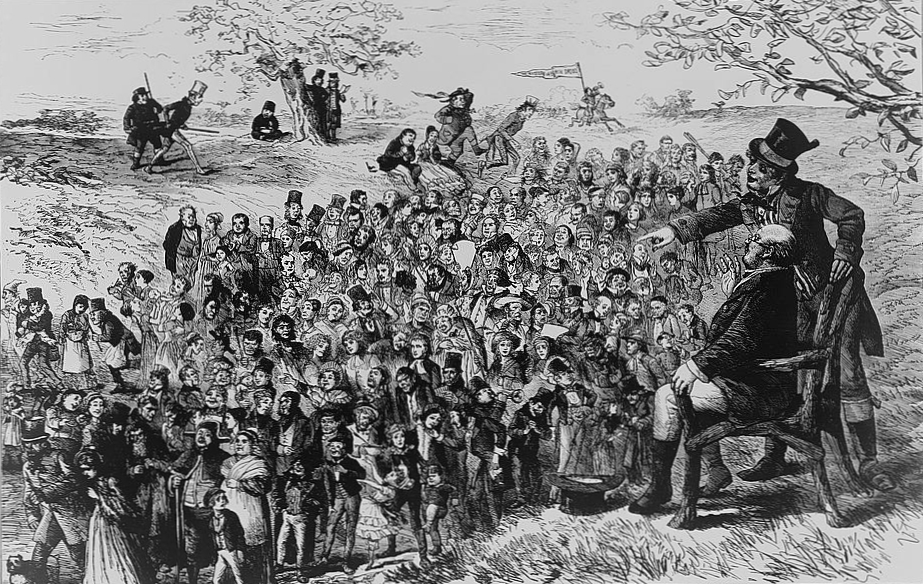
« Une vision prénatale de tous les enfants de Dickens » (G. K. Chesterton), présentée par Sam Weller à son maître.
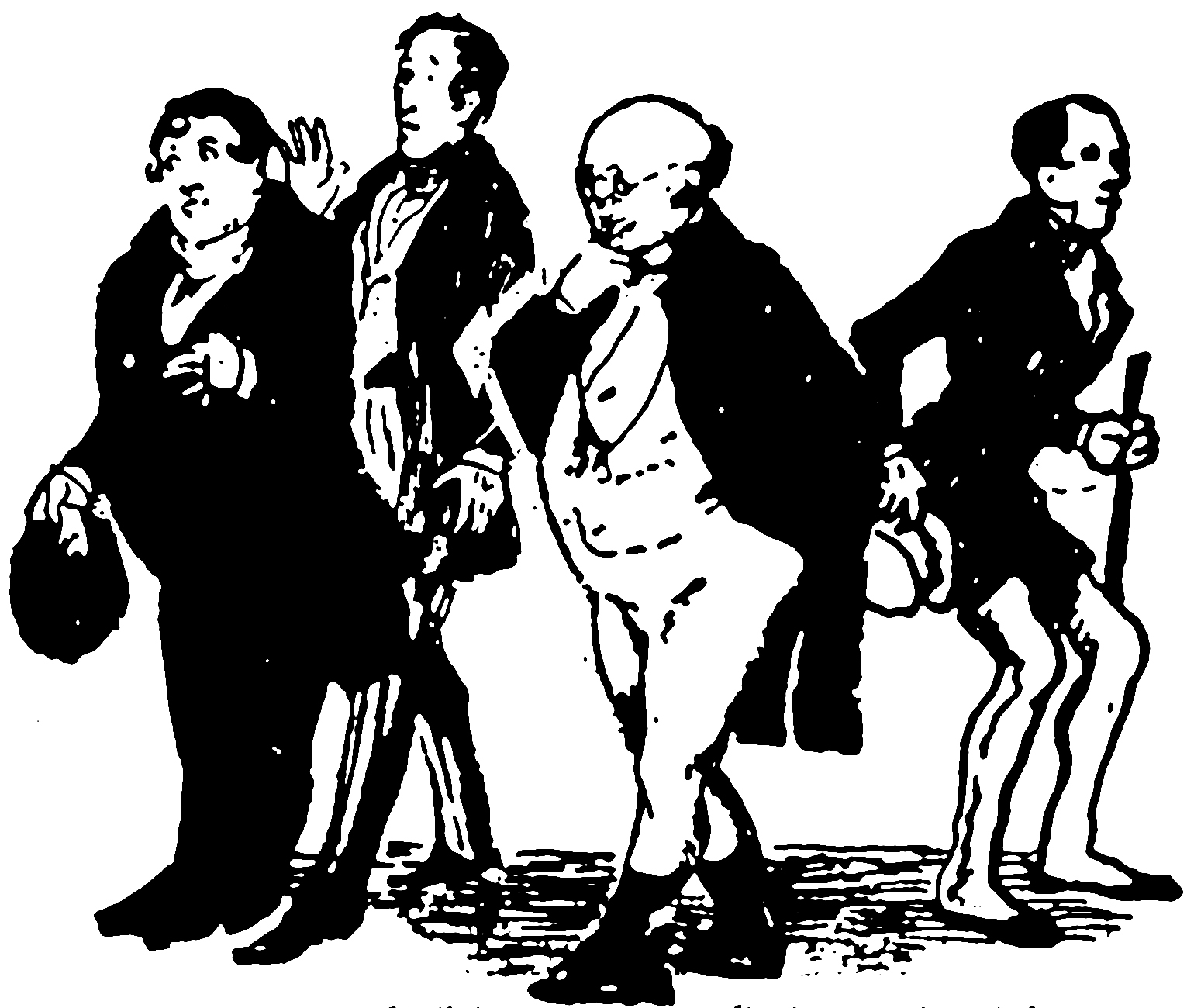
Les quatre voyageurs : Tracy Tupman, Nathaniel Winkle, Samuel Pickwick et Augustus Snodgrass.

#### Samuel Pickwick

##### D'où vient-il?
D'où vient Mr Pickwick, le doyen de l'assemblée, à la retraite après une belle carrière dans les affaires ? Dickens a écrit que l'idée du personnage lui est venue avant celle du roman. « J'ai eu l'idée de M. Pickwick » (« I thought of Mr Pickwick »), écrit-il dans sa préface de 1847, et le reste a suivi.
Quant au nom, il a été emprunté à un certain Moses Pickwick, transporteur assurant la liaison Bath-Londres et propriétaire d'hôtels à Bath, notamment l'auberge du Cerf blanc (White Hart), intégrée au chapitre 35 lorsque les Pickwickiens se rendent en cette ville. Le personnage de Pickwick change au cours de l'histoire, mais Dickens se défend de l'avoir vraiment voulu : plutôt que M. Pickwick, remarque-t-il dans la même préface, c'est le regard que lui porte le lecteur qui a varié, tant il est vrai que l'habitude qu'on acquiert des gens, surtout lorsqu'ils sont aussi originaux et capricieux que M. Pickwick, « oblige à y regarder de plus près et à reconnaître le meilleur de leur être sous les traits superficiels » (« it isn't before we are better acquainted with him that we usually begin to look below these superficial traits, and to know the better part of him »).
De ce fait, l'adjectif pickwickien (Pickwickian),, outre la référence au Pickwick Club (voir le § suivant), s'est pris à signifier, comme l'explique Paul Davis, « tout mot désobligeant ayant perdu ses connotations péjoratives » (« an uncomplimentary word that has lost its derogatory connotations ») ; ce miracle sémantique dérive, certes, de sa première acception quelque peu forcée, lorsque, pour se tirer d'affaire après avoir traité M. Pickwick de humbug (fumiste), Blotton l'assure que le sens attribué est « à la Pickwick » (Pickwickian); mais son sens s'est épaissi du fait que M. Pickwick, de toujours éminemment sympathique, soit en plus devenu, quoique sur le tard, un sage.
Enfin, dans le roman, puis dans l'imagination populaire, le nom « Pickwickien » (Pickwickian) désigne une catégorie bien définie d'individus, les membres du Pickwick Club ; d'où le nécessaire emploi de la majuscule française signifiant leur appartenance à un groupe s'assimilant à une ethnie, et au-delà, toute personne dont le physique ou le caractère, voire les deux, rappelle le personnage de Dickens.

##### Qui est-il?
Samuel Pickwick : principal protagoniste, fondateur du Pickwick Club, visage lunaire, rasage impeccable, petites lunettes rondes comme sa face et puissant embonpoint, il diffère des autres membres. Son âge semble d'abord inopportun pour l'entreprise d'un Bildungsroman collectif, d'autant, précise Paul Davis, que, d'emblée, c'est lui qui définit, crée en quelque sorte, un nouveau monde, insolite et inouï, où tout est sens dessus dessous. Paradoxe vivant, cet homme d'affaires à la retraite, donc en principe averti, qui plus est observateur scientifique, certes autoproclamé, mais mentor honoré d'un groupe de gens plus jeunes que lui, se posant en représentant sincère de l'expérience et de la sagesse vécues, possède en réalité l'innocence et la naïveté d'un enfant que « sa bonté innée rend incapable de voir le monde autrement qu'en termes bienveillants et optimistes à l'extrême » (« his innate goodness makes him incapable of imagining the world in anything other than the most benevolent and optimistic terms ».

#### Ses accompagnateurs
- Augustus Snodgrass : homme dit « de poésie », qu'enveloppe un manteau lui-même « poétique » avec un col en fourrure de chien (chapitre 1), qui se prend en effet pour un poète, mais dont le narrateur se garde bien de citer ou de lui faire dire un seul de ses vers. Il s'éprend de Miss Emily Wardle, finit par l'épouser et vivre dans le bonheur conjugal à Dingley Bell (chapitre 57).
- Tracy Tupman : déjà à l'âge de la maturité et encombré d'une obésité peu obligeante, qui se considère comme le type même du romantique amoureux et transi. Sa passion dominante (ruling passion) est l'amour du « beau sexe »[49]. Dickens a cependant un faible pour lui : il lui octroie une ardeur et un enthousiasme juvéniles qui font merveille avec Rachel Wardle, il est vrai vieille fille à la cinquantaine passée, mais, une fois cette entreprise déjouée car jugée inopportune, il lui confère une sage rédemption en l'autorisant à se retirer dignement et se contenter de l'admiration des vieilles dames désargentées de Richmond (chapitre 57).
- Nathaniel Winkle : ami de M. Pickwick, soi-disant excellent cavalier et expert en armes à feu, qui se révèle dangereusement incapable de manier ses montures et ses fusils. Il épouse Miss Arabella Allen et se met peu à peu à ressembler à son vieux père, la calvitie en moins (chapitre 50). Seul véritable héritier des sportifs conçus par Robert Seymour[10], il a pour fonction de créer des situations apparemment inextricables où le comique côtoie le dangereux, le rire et le frisson faisant alors excellent ménage. Gaffeur impénitent, il suscite le courroux de son mentor, mais finit toujours par se faire pardonner. C'est un faire-valoir, un déclencheur d'épisodes insolites, un personnage que Dickens a épaissi par la constance même de son incorrigible maladresse et qu'il a fini par adouber en bon citoyen[50].

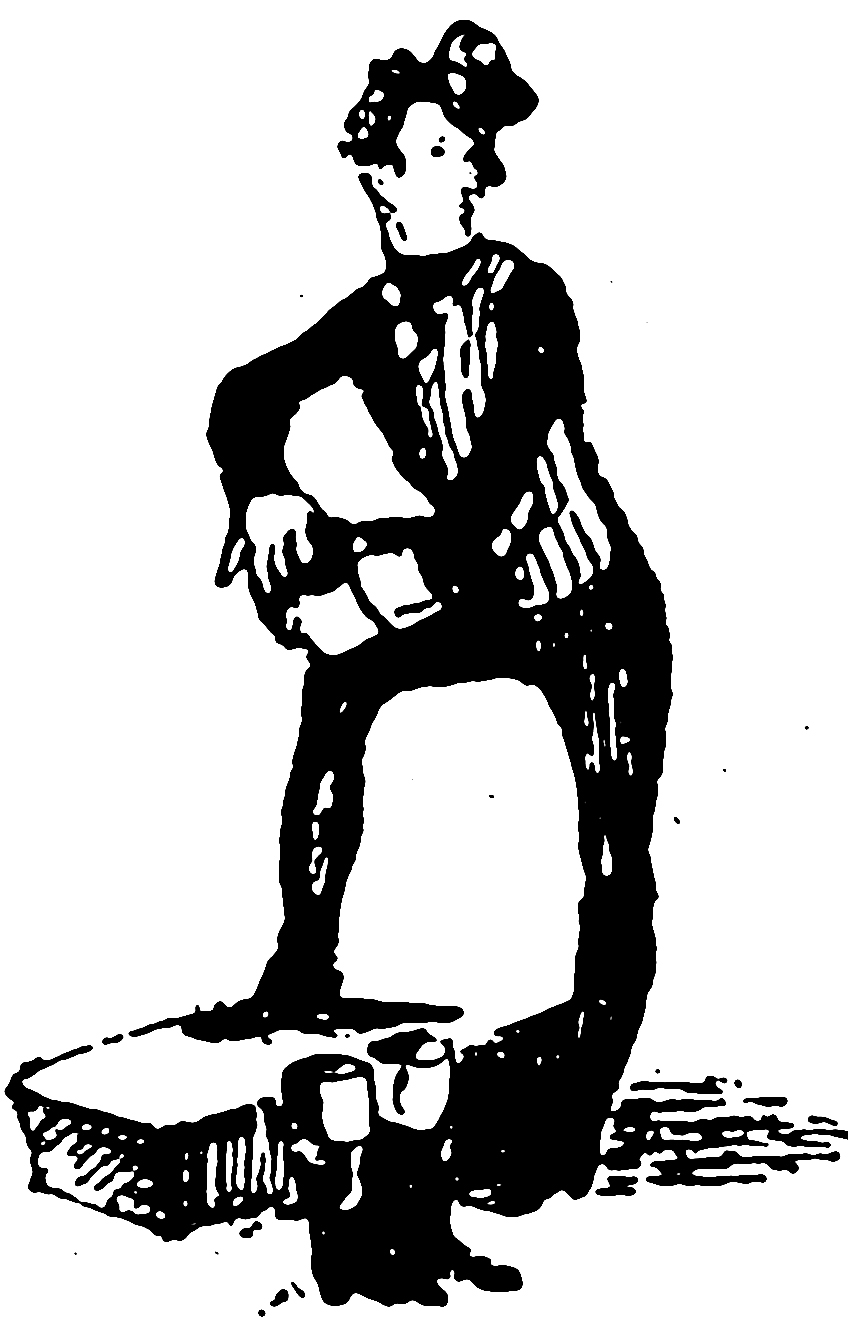
Sam Weller vu en 1836 (H. K. "Phiz" Browne).
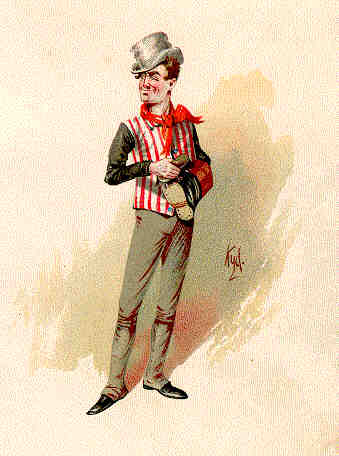
Sam Weller vu vers 1890 (Kyd).
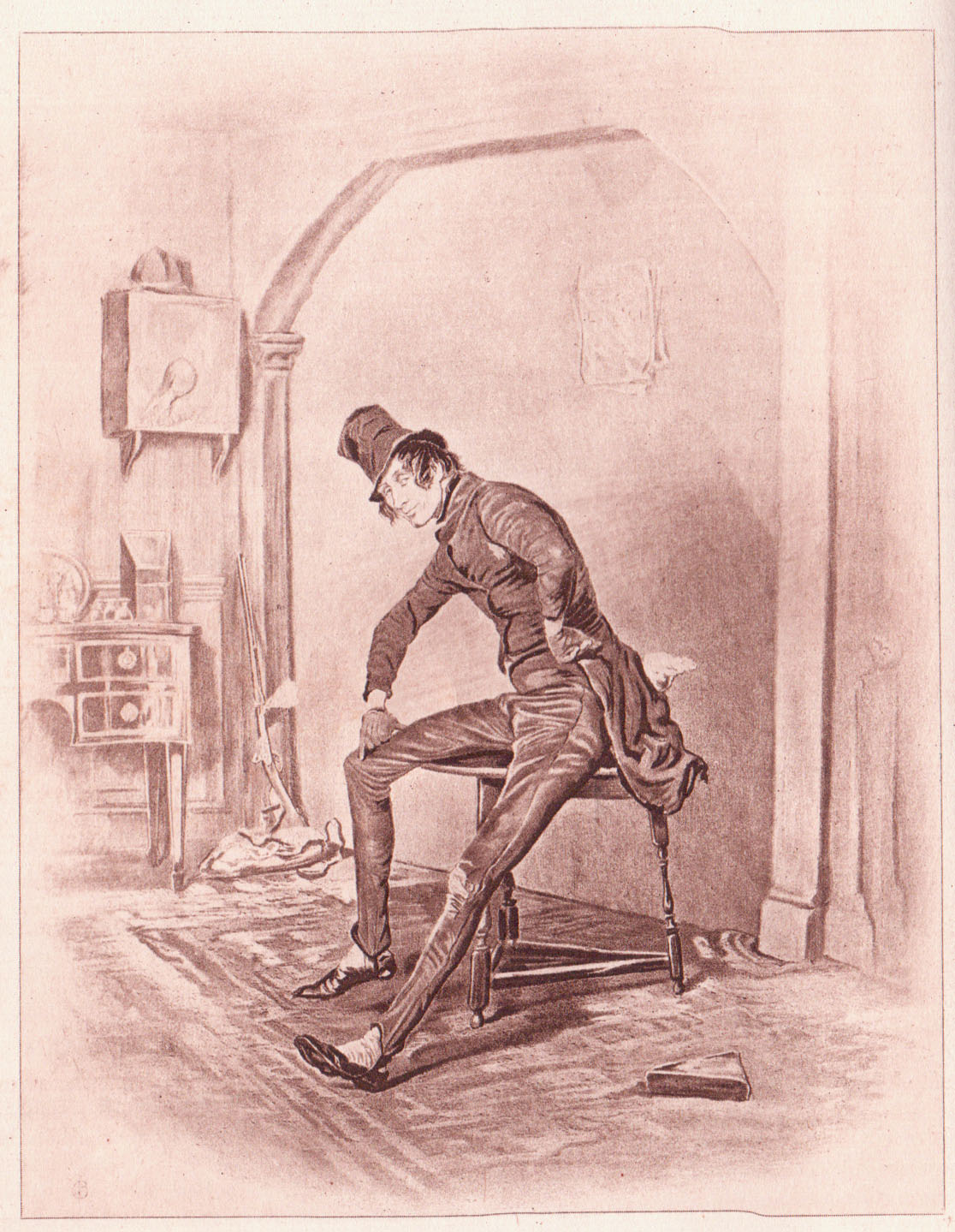
Alfred Jingle par Fred Barnard.

- Sam Weller : ancien cireur de chaussures dans une auberge, promu valet de M. Pickwick, source inépuisable de conseils dispensés sous forme de proverbes et d'aphorismes devenus célèbres. Produit à la fois de la rue et du voyage (son père, Tony, est cocher), Sam combine le double savoir cockney du citadin et de la route campagnarde. Son entrée en scène change la donne du roman : tout aussi spirituel que Jingle mais bien plus cohérent (ses histoires ont queue et tête et comportent une morale), il a l'art de rendre service sans chercher à se faire valoir. Il devient peu à peu l'alter ego de Pickwick, et aussi son antidote, son expérience neutralisant l'innocence première de son maître[48]. Le couple Pickwick-Weller s'affirme progressivement comme le pivot de l'histoire, alors que le Pickwick Club se marginalise quelque peu. En somme, résume Paul Davis, avec Weller, Pickwick a trouvé son centre, les épisodes décousus se reliant au fur et à mesure que se gélifie l'alchimie liant les deux personnages[51].
- Alfred Jingle : pièce rapportée dès le premier jour et intégrée à l'histoire sans être toujours présent ; acteur, charlatan itinérant, remarquable par ses anecdotes incongrues au style « télégraphique » extravagant et décousu[48] ; à l'inverse des enflures rhétoriques de Pickwick, Jingle est capable de réduire l'existence à un minimum de sensations et leur rendu à quelques noms et verbes[48]. Il est aussi, et à ce tire il joue un rôle non négligeable dans l'action, l'auteur d'escapades un peu moins qu'honorables, car, doté d'une nature protéenne (protean), il gruge ses victimes en incarnant aussitôt, par ses dons de mime et de travestissement, le moindre de leurs désirs[48]. Contrairement à Weller, c'est un être sans morale, non par volonté délibérée mais par une disposition congénitale, la « carence du service à autrui » (« no notion of serving others »)[48]. Bien traité lui aussi en définitive, il finit sa carrière, toutes dettes payées, tout contentieux effacé, sous les palmes des cocotiers des Indes occidentales[52].

### Comparses
Ils forment la garde-arrière à Londres ou, le plus souvent, sont rencontrés au cours du périple en province.
- Mr Wardle, le country squire, gentilhomme rural, propriétaire d'une ferme paradisiaque, Manor Farm à Dingley Dell, excellent ami de M. Pickwick.
- Joe, domestique chez les Wardle, gros gaillard qui s'empiffre et s'endort en tous lieux, toutes circonstances et à toute heure. Sa narcose pathologique a donné un nom à une forme du syndrome d'apnées du sommeil, le « syndrome de Pickwick ».
- Rachael Wardle, sœur de Mr Wardle, la vieille fille qui s'enfuit en compagnie de Mr Jingle.
- Job Trotter, domestique de Mr Jingle, rusé et hypocrite, dont la rouerie ne se décèle qu'au tout début d'une scène car, tel le caméléon, il change aussitôt sa couleur en docilité servile.
- Mr Perker, l'un des avocats de M. Pickwick.
- Mary, l'accorte servante (« a well-shaped female servant »), l'amour secret de Sam Weller qui lui compose un poème pour la Saint-Valentin.
- Mrs Bardell, veuve, propriétaire des appartements de M. Pickwick, créatrice de fâcheux quiproquos et instigatrice du procès.
- Emily Wardle, l'une des filles Wardle.
- Arabella Allen, amie d'Emily Wardle.
- Ben Allen, frère d'Arabella, étudiant en médecine prodigue et dissipé.
- Bob Sawyer, ami et camarade d'« études » de Ben Allen.
- Mr Serjeant Buzfuz, avocat de Mrs Bardell dans ses démêlés judiciaires avec M. Pickwick.

## Résumé

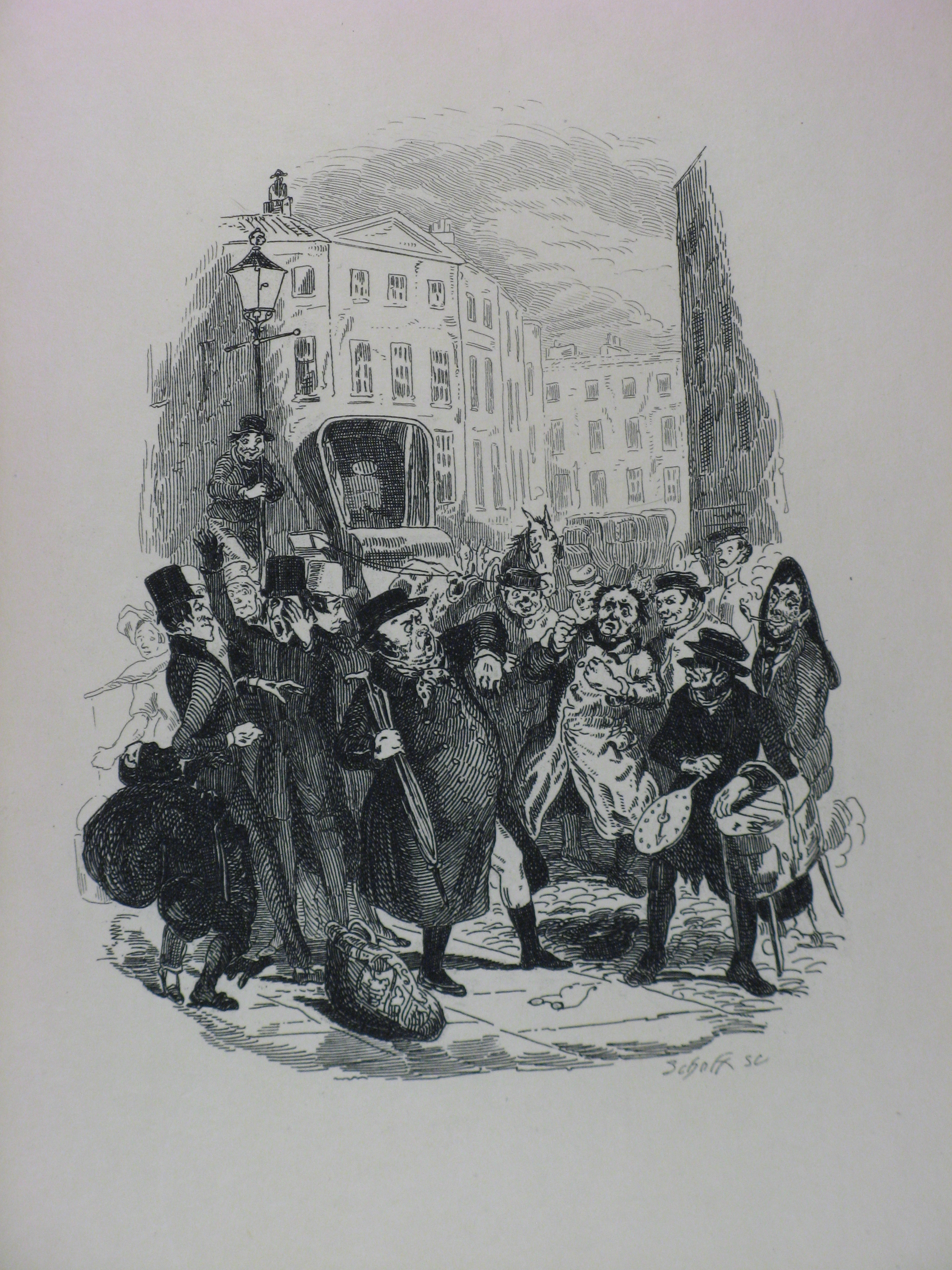
Le cocher pugnace.

Le Pickwick Club de Londres décide en mai 1827 de fonder une association dite « de correspondance », dont quatre des membres partent en voyage pour rendre compte de leurs expériences.
Lors de leur première étape, les Pickwickiens se font rosser par un cocher qui les prend pour des espions, au milieu d'une foule hostile. Ils doivent leur salut à Alfred Jingle, qui voyage en leur compagnie jusqu'à Rochester. Jingle s'avère être un aventurier qui s'intéresse aux femmes riches et qui compromet Winkle auprès d'un irascible Dr Slammer, qui le provoque en duel.
À Chatham, les Pickwickiens assistent à des manœuvres militaires, au cours desquelles ils se font bousculer ; ils rencontrent aussi Mr Wardle, le country squire local qui les invite chez lui à Dingley Bell dans sa ferme de Manor Farm. Les invités finissent par arriver malgré un accident et, à Manor Farm, jouent aux cartes, courtisent les dames, entendent des histoires, chassent et regardent un match de cricket. Mr Tupman s'éprend de Rachel, la sœur de Mr Wardle restée vieille fille, tandis que Mr Snodgrass se trouve un faible pour sa fille Emily. Cependant, Tupman se fait supplanter par Jingle qui, son bagout aidant, prend la fuite avec Rachel. M. Pickwick et Mr Wardle les poursuivent jusqu'à Londres où, avec l'aide de l'avocat Perker, ils achètent Jingle et sauvent ainsi Rachel d'une union promise au désastre.
À Londres, M. Pickwick rencontre Sam Weller, cireur de bottes et bon à tout faire, qu'il engage aussitôt comme valet. Sam est un cockney averti des choses du monde, spirituel, intelligent, le poing aussi affûté que la langue. M. Pickwick explique à sa logeuse, Mrs Bardell, qu'il vient de prendre un domestique, mais sa façon alambiquée de présenter les choses la conduit à croire qu'il lui fait une proposition de mariage, et, rompue d'émotion, elle s'évanouit dans ses bras au moment même où arrivent les trois autres compères.
Tout au long du roman, le cocher Tony Weller, père de Sam, qui a eu le malheur d'épouser une veuve évangéliste, acariâtre et alcoolique, se livre à un commentaire indéfiniment recommencé sur les dangers matrimoniaux. Mrs Bardell, quant à elle, dépose plainte contre Mr Pickwick, pour manquement à sa promesse.
Entre-temps, les Pickwickiens se rendent à Eatansville, où ils assistent à une élection, dont la violence n'a d'égale que l'absurdité. Pickwick et Winkle logent chez Mr Pott, patron d'une gazette partisane, et Winkle se laisse entraîner dans les querelles de la maisonnée. Les Pickwickiens sont invités à une fête costumée donnée par une célébrité littéraire locale, Mrs Leo Hunter. Au cours des réjouissances, M. Pickwick tombe sur Jingle, qu'il poursuit jusqu'à la ville voisine. Jingle, apprend-il de son domestique, a des vues sur une jeune pensionnaire d'un établissement scolaire, et Mr Pickwick décide d'empêcher le forfait. Malheureusement, ce renseignement n'est qu'une ruse qui conduit Pickwick à une sérieuse déconvenue, ce qui lui cause une crise de rhumatismes.
Les Pickwickiens se rassemblent à Bury St Edmunds, où Mr Wardle donne une partie de chasse à laquelle M. Pickwick, suffisamment remis de ses émotions, peut participer. Il y apprend la démarche de Mrs Bardell auprès du cabinet Dodson and Fogg, deux avocats véreux. Aussi retourne-t-il à Londres pour prendre conseil.
Il a vent que Jingle se trouve à Ipswich, où il se rend aussitôt pour le démasquer. Un malentendu dans une auberge le conduit devant la justice, représentée localement par un petit tyran lui-même tyrannisé par sa femme, et à la fille duquel s'intéresse Jingle. Pickwick se tire d'affaire en révélant que Jingle n'est qu'un aventurier de bas étage.
Les Pickwickiens retournent chez les Wardle pour les célébrations de Noël et le mariage d'Isabella. Snodgrass courtise toujours Emily et Winkle s'éprend d'Arabella Allen, amie des filles Wardle.
Le jour de la Saint-Valentin de 1831 se déroule le procès de M. Pickwick ; la rhétorique de Serjeant Bufuz et les témoignages à charge lui valent un verdict de culpabilité et la condamnation aux dépens, qu'il refuse d'honorer.
Il lui reste deux mois de répit avant que Dodson and Fogg puissent le faire arrêter. Aussi en profite-t-il pour emmener ses compagnons à Bath, où Winkle s'embrouille avec une femme d'âge assez mûr et doit fuir jusqu'à Bristol ; il y apprend que sa bien-aimée Arabella est retenue cachée par son frère. Sam et Pickwick arrivent à la rescousse et s'arrangent pour que Winkle ait un contact avec sa belle et lui fasse part de ses intentions.
Les deux mois sont écoulés : Pickwick, de retour à Londres, est incarcéré à la prison de la Fleet, où il ne trouve que détresse, saleté et misère, et se voit brièvement en butte aux agissements de deux prédateurs. Il y découvre Alfred Jingle soumis à un régime abject et lui vient en aide, ordonne à Sam de quitter son service, mais ce dernier se fait lui-même arrêter pour dettes afin de rester auprès de lui. Accablé par l'immense détresse qui l'entoure, Pickwick reste reclus dans la chambre qu'il a louée et dont il ne sort que brièvement le soir. Il assiste ainsi à l'arrivée de Mrs Bardell, elle-même emprisonnée pour dettes, car elle ne peut payer ses avocats. Son cœur commence à fléchir, et bientôt, sollicité par Winkle qui a épousé Arabella et a besoin de son intercession auprès de son père et de son beau-frère, il décide de tout payer : son dû à la justice, celui de Mrs Bardell et les dettes de Jingle.
Sa mission auprès de Ben Allen à Bristol, fort aidée par de bonnes rasades d'alcool, tourne bien. Vient ensuite la rencontre avec Mr Winkle père à Birmingham, que la nouvelle du mariage semble irriter et dégoûter au plus haut point.
De retour à Londres, Pickwick paie Dodson and Fogg, envoie Jingle et son domestique aux Indes occidentales pour se refaire une vie, et apprend que Snodgrass s'apprête à enlever Emily. Il se fait l'interprète du couple auprès de Mr Wardle qui finit par donner sa bénédiction. Le mariage est célébré en la nouvelle demeure de Mr Pickwick. Sam Weller épouse l'accorte Mary qu'il courtise depuis longtemps. Le Pickwick Club est dissous, mais Samuel Pickwick devient le parrain des enfants de ses anciens compagnons de voyage.

## Le déroulement de l'histoire
D'après Margaret Drabble, le roman a pour seul lien la relation entre l'« Association des membres correspondants » (The Corresponding Society) partie sur les routes et le Pickwick Club resté à Londres. L'ensemble, écrit-elle, est une série d'incidents détachés, de personnages divers, sans action définie, que ponctuent des contes ou histoires indépendants racontés au gré des rencontres. Aussi se contente-t-elle de donner la liste chronologique des principaux événements. De fait, longueur du texte, multiplication des aventures, constant changement de lieux, histoires annexes, digressions, font que le seul résumé s'avère impuissant à en capter la richesse, d'où le choix du synopsis complet et détaillé, en l'occurrence adapté de Paul Davis, Charles Dickens from A to Z.

### Première partie (avril 1836)

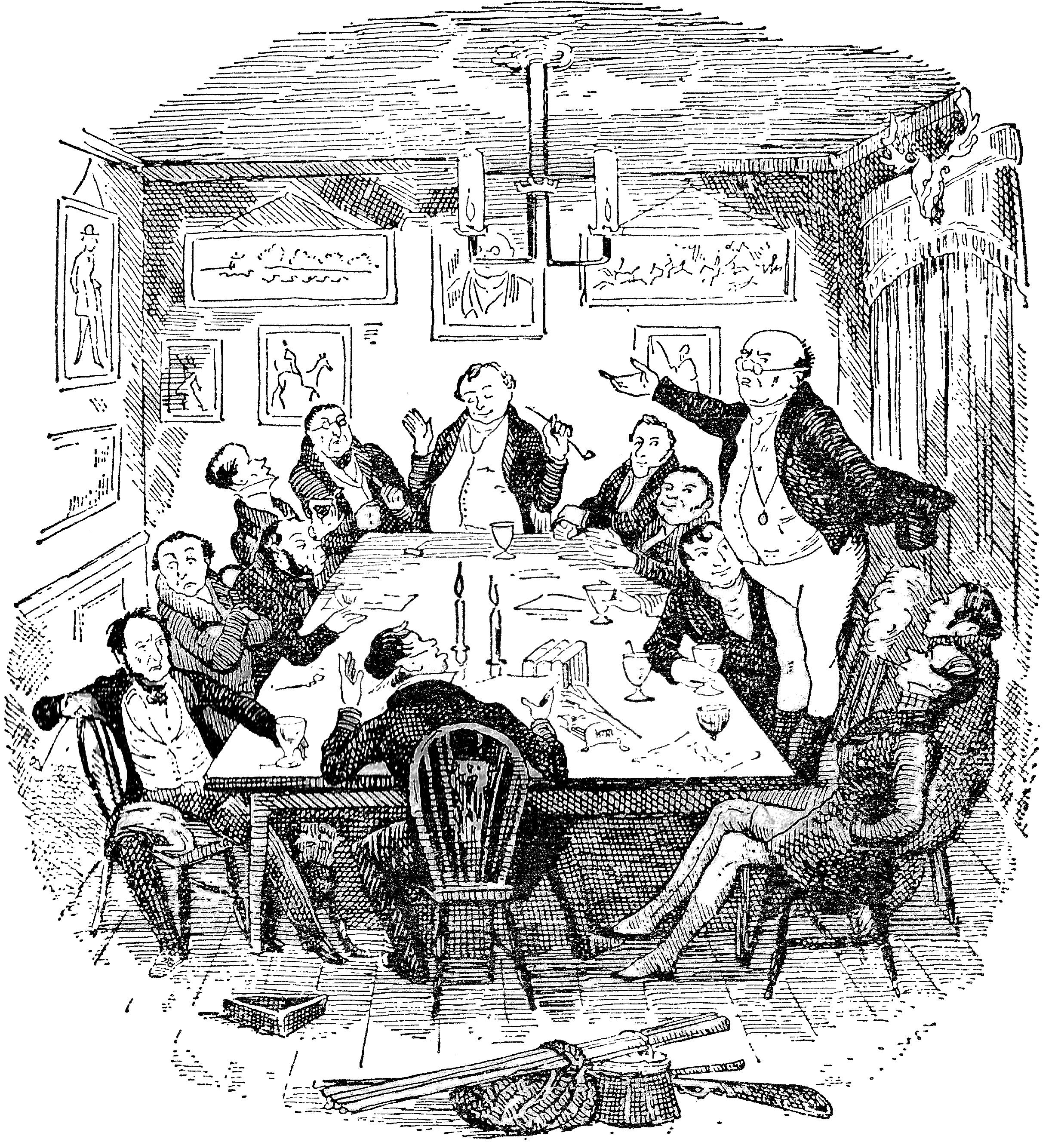
M. Pickwick s'adressant aux membres du club.
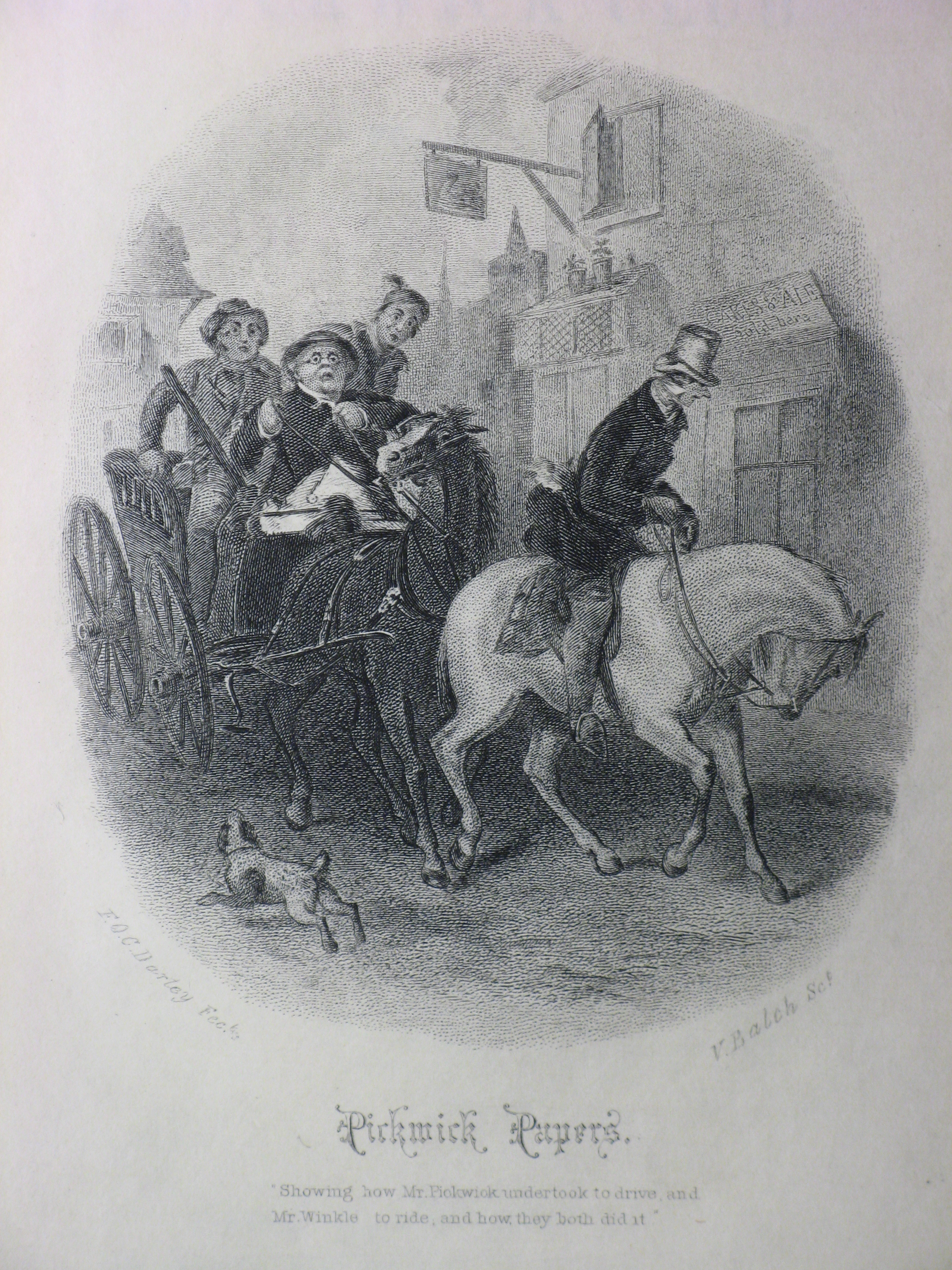
Le départ des Pickwickiens.
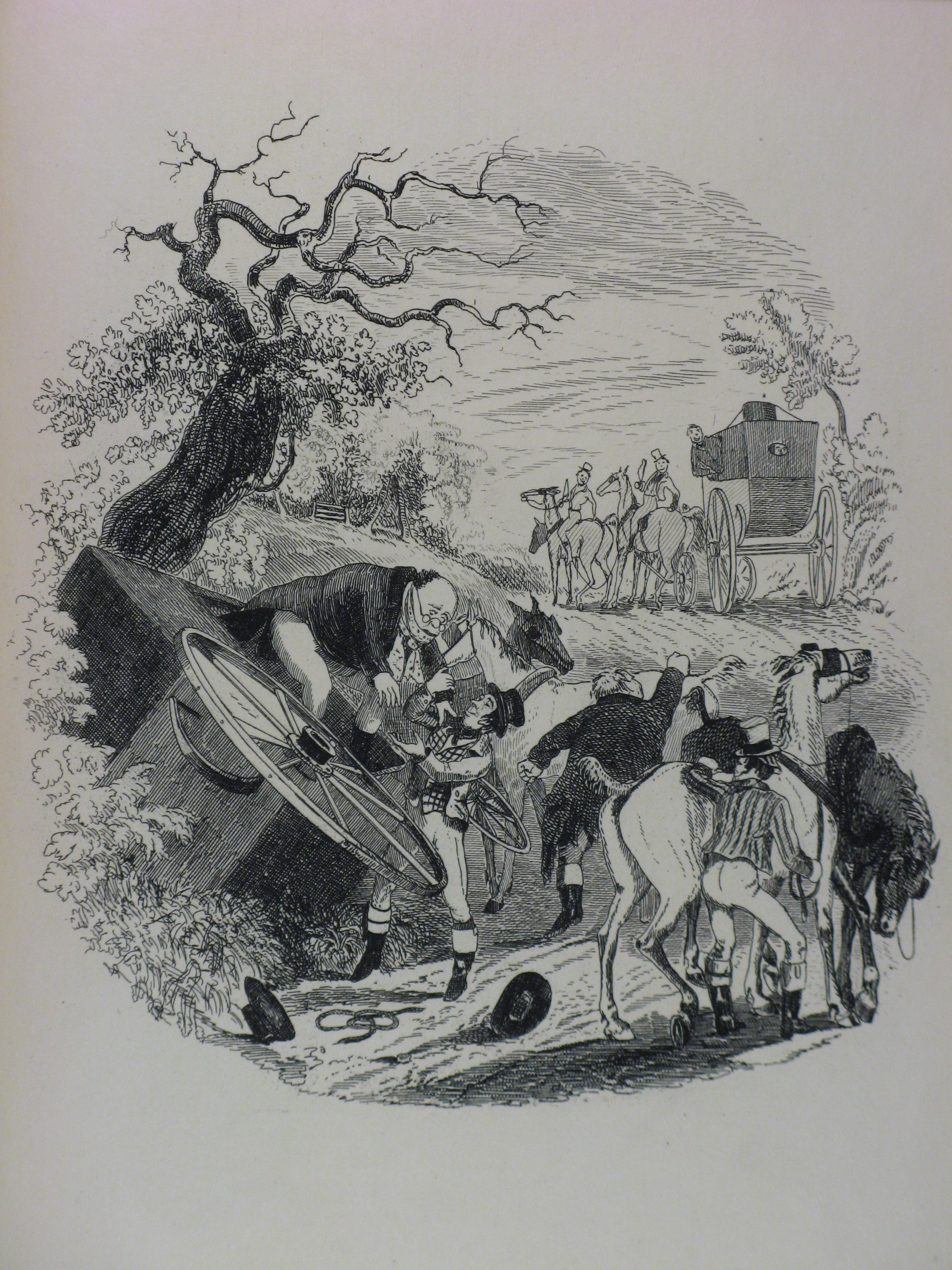
La voiture se renverse sur le chemin.
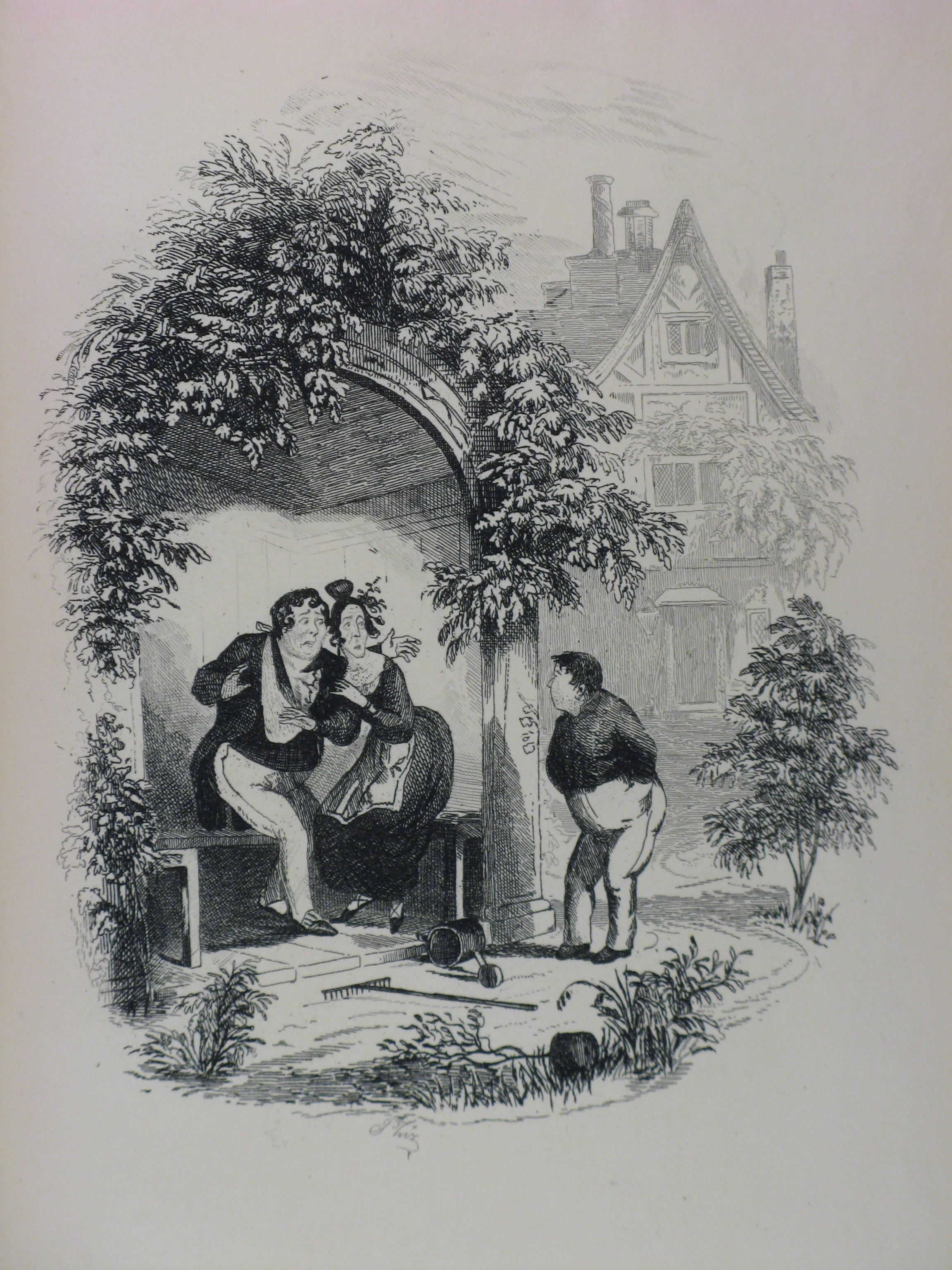
Joe surprend les amoureux dans le jardin.
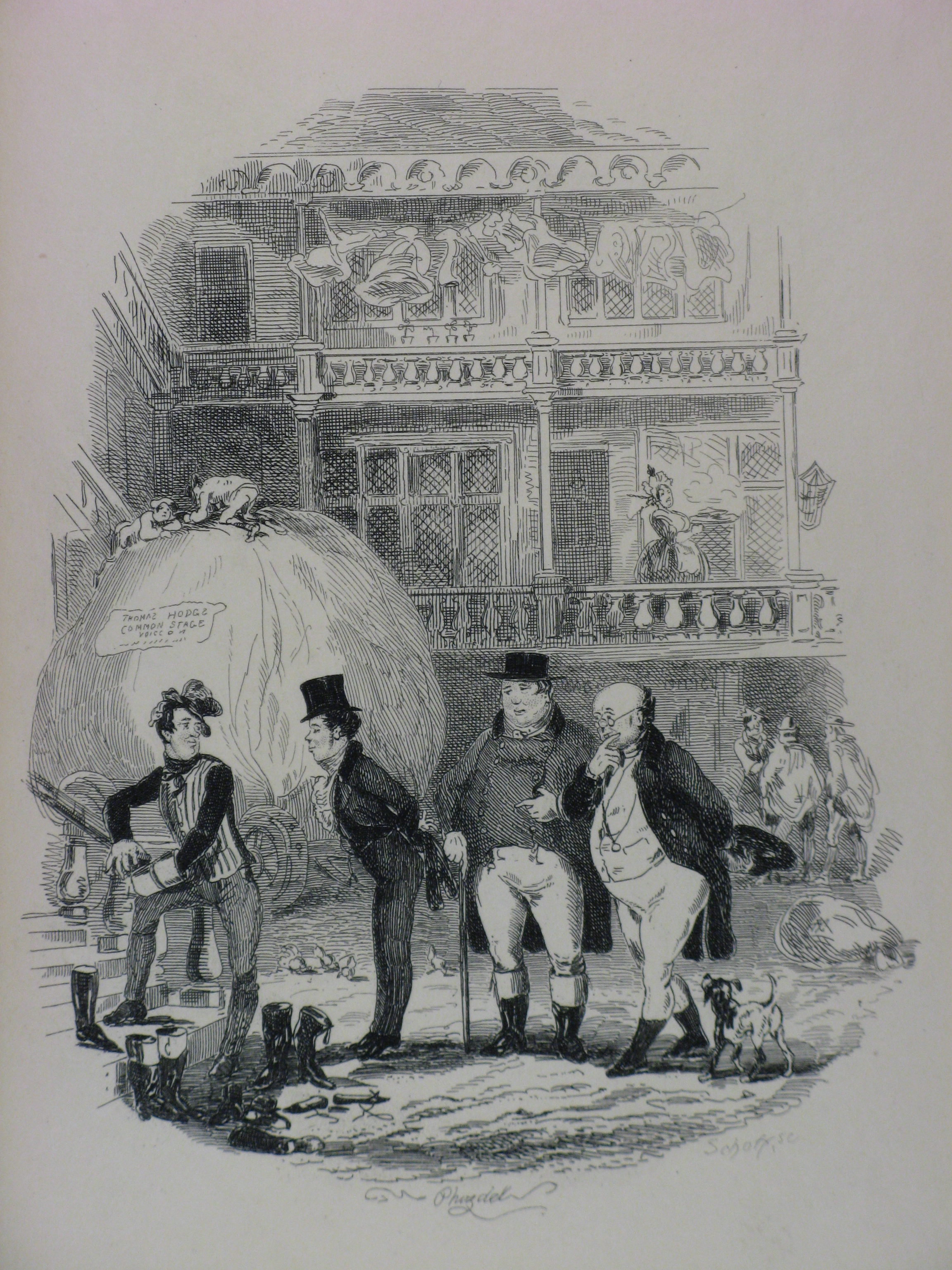
Rencontre avec Sam Weller.

1. 2 mai 1827 : le Pickwick Club se réunit et décide de fonder une « Association de membres correspondants » dite Corresponding Society, dont les statuts prévoient qu'elle voyage de par le pays et envoie ses comptes rendus au siège de Londres. Le groupe sera conduit par le fondateur du club qui porte son nom, Mr Samuel Pickwick, président remarquable pour sa théorie dite des Tittlebats, exposée dans son premier ouvrage The Theory of Tittlebats,. M. Pickwick sera accompagné de trois autres messieurs, Tracy Tupman, grand admirateur du beau sexe, Augustus Snodgrass, poète, et Nathaniel Winkle, adonné à la pratique dite « sportive »,.
Au beau milieu de son discours inaugural, M. Pickwick se voit interrompu par Mr Blotton, mercier de son état, qui le traite de « fumiste » (humbug). La dispute qui s'ensuit s'apaise lorsque Mr Blotton accepte de reconnaître que le mot est à prendre « dans son acception pickwickienne » (in its pickwickian sense).
2. Les Pickwickiens prennent la route le lendemain, mais Pickwick commence mal : les notes qu'il prend sur sa conversation avec un cocher ne plaisent nullement à ce dernier, et il faut l'intervention d'un étranger pour le tirer de ce qui devient un mauvais pas. Le voyageur, qu'enveloppe un manteau vert, s'en va lui aussi à Rochester ; et le soir même, Mr Tupman prête à cet inconnu, répondant au nom d'Alfred Jingle, acteur de son état, le costume de M. Winkle pour lui permettre de l'accompagner à un bal. Nouvel incident à cette soirée : cette fois, c'est Jingle qui offense un certain Dr Slammer, médecin militaire du régiment en garnison. Le lendemain matin, Mr Winkle reçoit la visite d'un second de l'offensé ; il y a erreur sur l'identité de l'offenseur, mais Mr Winkle ne se dérobe pas et se rend au duel où, n'étant pas reconnu par son adversaire, l'échange est annulé.

### Deuxième partie (mai 1836)
3. Le lendemain matin, Jingle présente aux Pickwickiens un acteur ambulant, Dismal Jemmy, qui s'offre à raconter une histoire. Ainsi commence la première digression du livre, dite « Le Conte de l'errant » (The Stroller's Tale), concernant la vie d'un pauvre clown à l'agonie. Lorsque le Dr Slammer et ses amis paraissent, ils se trouvent fort surpris d'être en présence de Tupman et de l'homme en vert qui les ont offensés pendant la soirée de bal. Cependant, se rendant compte que Jingle n'est qu'un acteur ambulant, Slammer abandonne son dessein et ne réitère pas sa provocation.
4. Le lendemain, manœuvres militaires au régiment de Chatham : M. Pickwick se trouve pris au piège entre deux fronts et fait connaissance avec les Wardle, venus eux aussi assister aux manœuvres. Mr Wardle n'est autre que le gentilhomme campagnard local, le country squire, qui invite aussitôt les Pickwickiens à Manor Farm (La Ferme du manoir).
5. Sur le chemin de la ferme, le comportement maladroit des passagers effraie les chevaux, qui se cabrent et renversent leur voiture, si bien que les invités finissent par arriver très en retard et rompus de fatigue, après avoir marché sur plus de dix kilomètres.

### Troisième partie (juin 1836)
6. Les Pickwickiens se joignent à la compagnie pour des jeux de société. Tupman est tout sourire envers Rachel, la sœur vieille fille de Wardle. Le pasteur local récite un poème de sa composition, « Vert est le lierre » (The Ivy Green), et se lance dans une histoire, la seconde du livre : « Le Retour du forçat » (The Convict's Return).
7. Le lendemain matin est consacré à une partie de chasse où, à la grande consternation de Rachel, le tireur prétendument d'élite Winkle blesse Tupman, sans gravité il est vrai. L'après-midi est consacré à un match de cricket opposant Dingley Bell et Muggleton ; s'ensuit un dîner où apparaît à nouveau Jingle.
8. Alors que ses amis participent au dîner, Tupman courtise Rachel dans le jardin où Joe, entre deux sommes, les surprend. Les convives, passablement éméchés, reviennent de leurs libations et Jingle en profite pour amuser les dames avec ses histoires. Apprenant alors que les ébats amoureux de Tupman ont été découverts, il lui conseille de délaisser Rachel sans délai et de reporter ses attentions sur Emily, la nièce de la famille. Aussitôt dit, c'est lui qui prend le relais auprès de Rachel qui, apparemment, s'en trouve ravie.

### Quatrième partie (juillet 1836)
9. Les nouveaux amoureux prennent la fuite ; Wardle et Pickwick, jugeant cette aventure désastreuse pour Rachel, se lancent à leur poursuite, mais au moment précis où ils les rattrapent, leur voiture, au grand ébaudissement de Jingle, se renverse sur le chemin.
10. Londres, l'« Auberge du Cerf blanc » (White Hart Inn) : Sam Weller est occupé à cirer des chaussures ; Wardle et Pickwick lui donnent la pièce pour qu'il leur montre la chambre où s'ébattent Jingle et Rachel. Wardle offre 120 £ à Jingle pour qu'il s'en aille, ce à quoi il consent aussitôt. Sur ce, il remet à M. Pickwick son contrat de mariage avec pour tout commentaire : « C'est pour Tuppy » (Its for Tuppy), c'est-à-dire Tupman, ce qui met Pickwick hors de lui.
11. De retour à la ferme, Pickwick apprend que Tupman, en proie à une humiliation suicidaire, est parti se réfugier à « La Bouteille de cuir » (The Leather Bottle) de Cobham. Nouvelle course contre la montre, mais Tupman, attablé devant un plantureux repas, a l'air en excellente santé. Autre découverte : une pierre avec une étrange inscription que Pickwick déchiffre avant de se coucher : « Le Manuscrit d'un fou » (A Madman's Manuscript), document que lui a remis le pasteur de Dingley Bell. Le lendemain, les voyageurs décident de rentrer à Londres pour rendre compte de leur trouvaille.

### Cinquième partie (août 1836)
12. Pickwick, par mégarde, incite sa propriétaire, la veuve Bardell, à croire, bien à tort, qu'il lui fait une proposition de mariage. Elle se jette dans ses bras, émue jusqu'à l'évanouissement, au moment précis où entrent les Pickwickiens, témoins malgré eux des faits. Le quiproquo ne fait que commencer : en fait, Pickwick a interrogé sa logeuse sur l'opportunité d'engager un domestique, ce qu'il fait dès l'après-midi : c'est Sam Weller, le cireur de l'auberge du Cerf blanc.
13. Les Pickwickiens se rendent à Eatansville pour observer les élections opposant les Blues (« Bleus ») et les Buffs « (Chamois »).
14. Pickwick et Winkle séjournent chez Mr Pott, l'irascible rédacteur en chef de la Gazette d'Etansville (Etansville Gazette), le reste du groupe descendant à l'« Auberge du Paon » (Peacock Inn), où un commerçant ambulant leur raconte « L'Histoire du représentant » (The Bagman's Story).

### Sixième partie (septembre 1836)

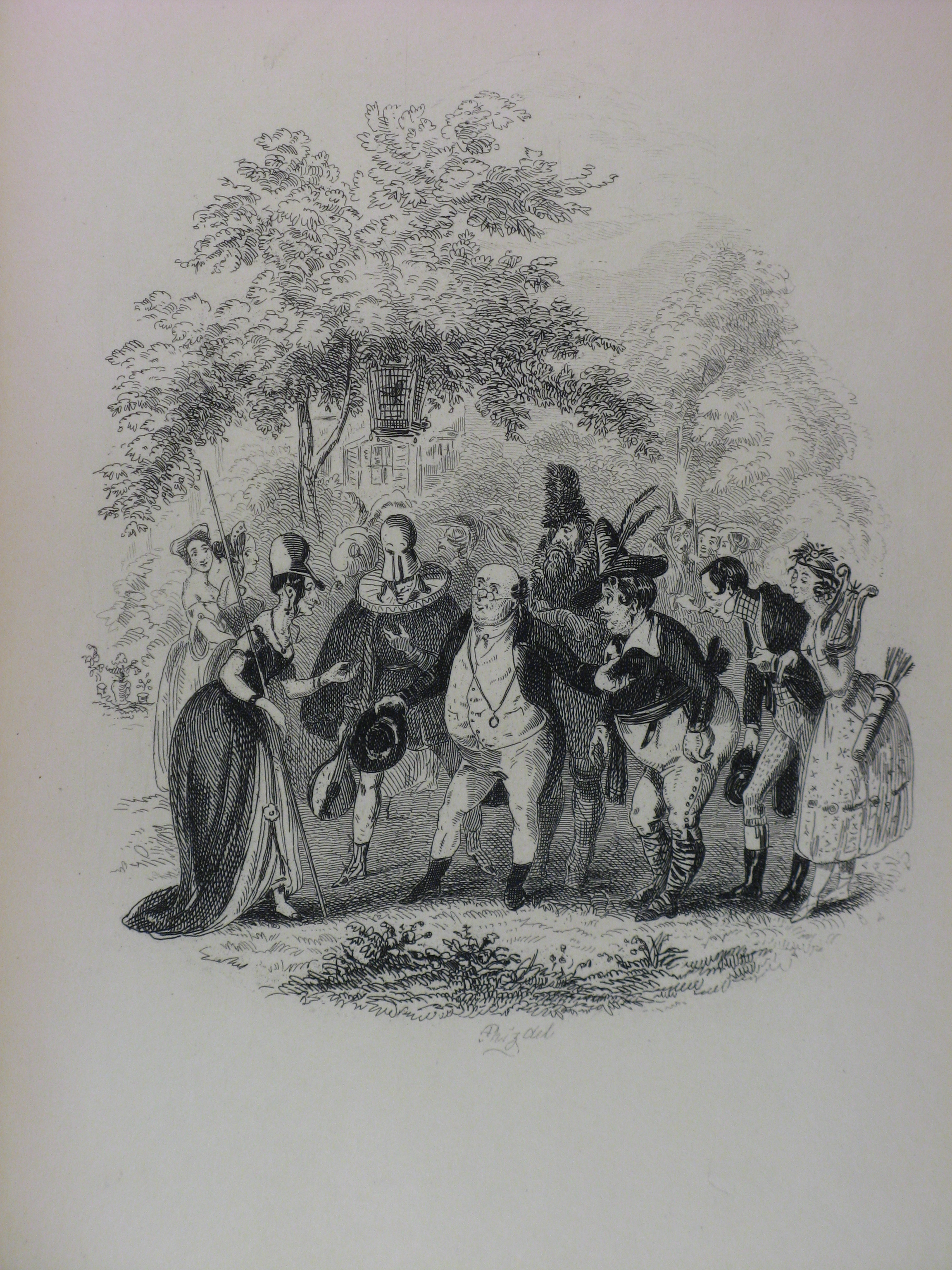
Mrs Leo Hunter déclame son « Ode à la grenouille ».
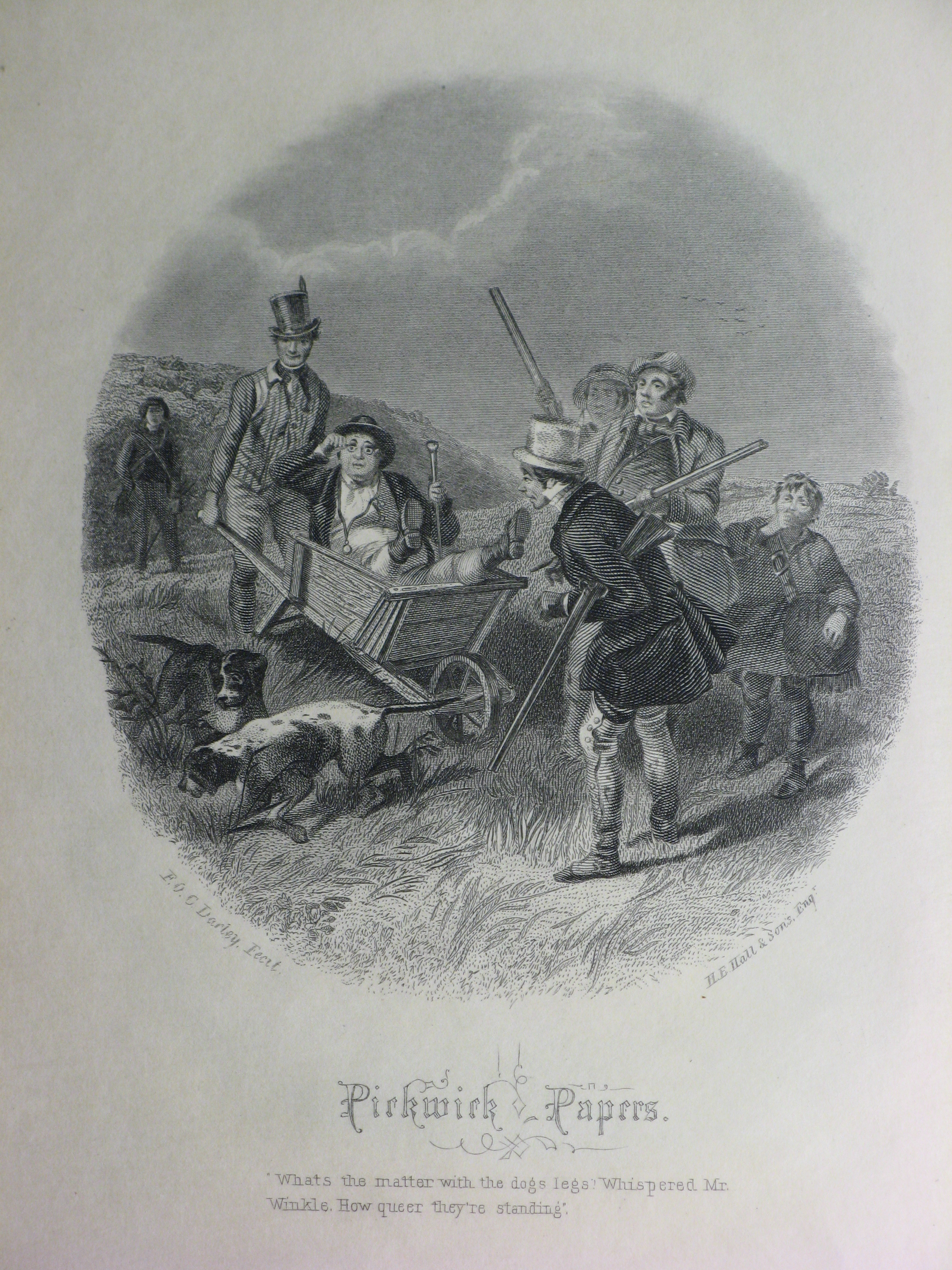
Le retour de M. Pickwick en brouette.
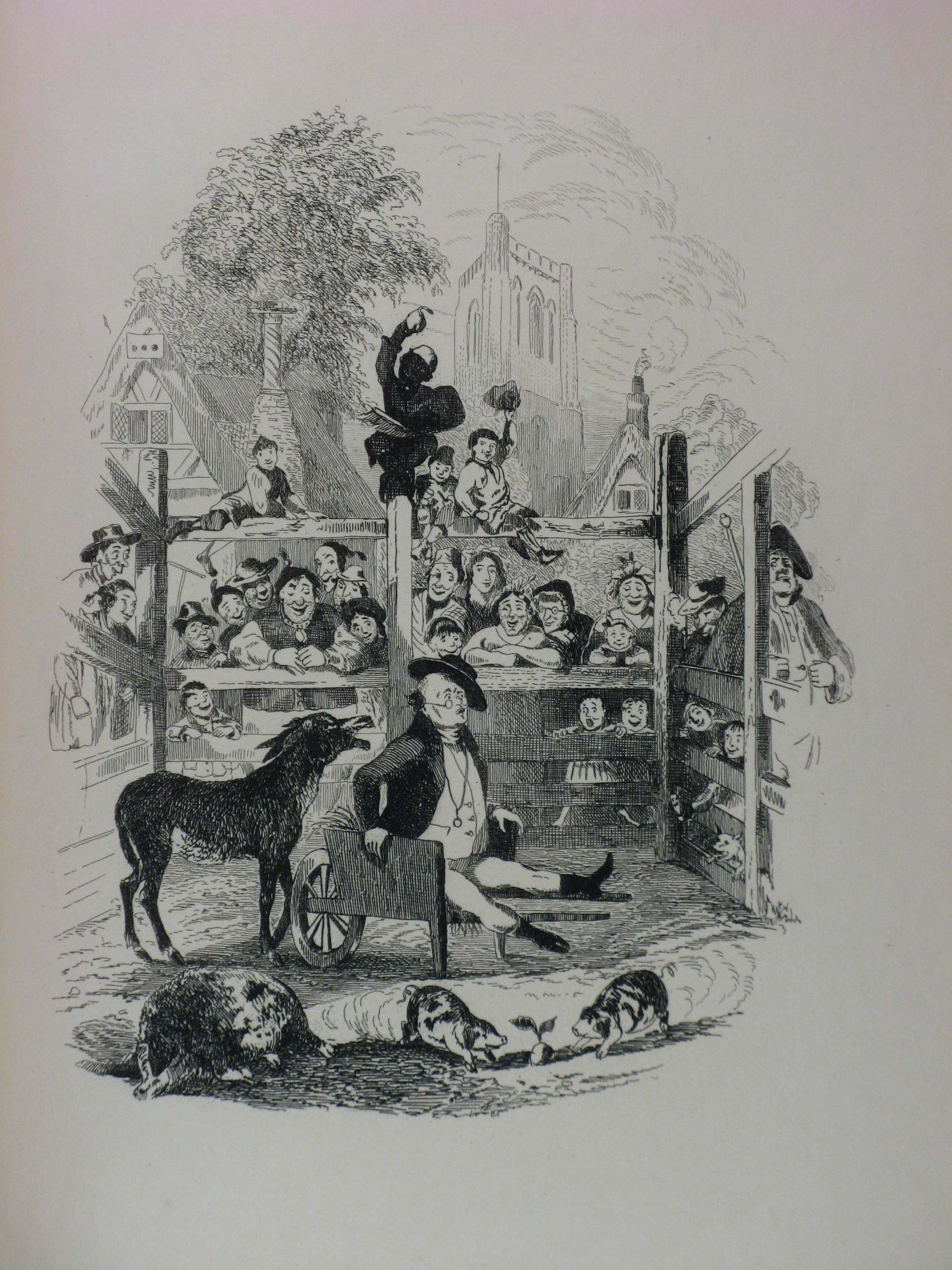
M. Pickwick à la fourrière.
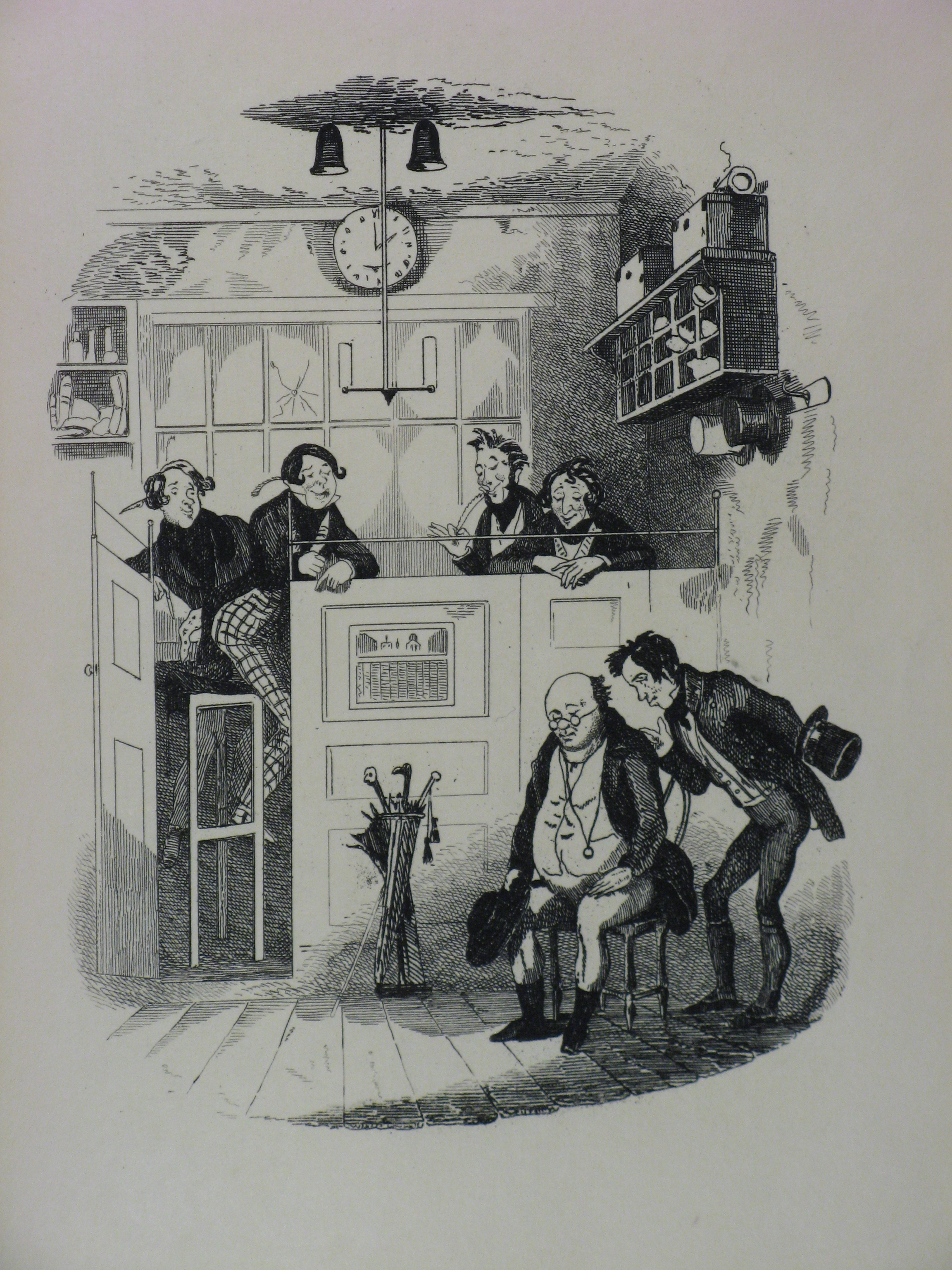
M. Pickwick et Sam Weller chez l'avocat.

15. Les Pickwickiens sont invités à une « fête champêtre » costumée chez Mrs Leo Hunter, dame localement réputée pour son amour des belles-lettres. Il s'agit de faire la connaissance de gens instruits (clever) et d'assister à la récitation par l'hôtesse de son « Ode à une grenouille agonisante » (Ode to a Dying Frog). Au beau milieu des réjouissances paraît Jingle, déguisé en Mr Charles Fitz-Marshall. M. Pickwick, fort surpris, le chasse et se lance à sa poursuite jusqu'à « L'Auberge de l'Ange » de Bury St. Edmunds.
16. En cette ville, Sam apprend de Job Trotter que Jingle s'apprête à s'enfuir le soir même avec une élève de l'école que dirige Miss Tompkin, et Pickwick, décidé à contrecarrer ce dessein, loue la cour de l'établissement de façon à pouvoir, au moment opportun, signaler les faits à Miss Tompkins. Cependant, personne dans cette cour n'a entendu parler de Mr Charles Fitz-Marshall et encore moins de son projet : c'est une mauvaise plaisanterie, et Sam et Wardle interviennent pour tirer Pickwick de ce nouveau mauvais pas.
17. M. Pickwick, en proie à une crise de rhumatisme consécutive à sa déconvenue, passe trois jours à écrire l'histoire du bedeau (Parish Clerk), « Le Bedeau de la paroisse »), qu'il lit à Mr Wardle.

### Septième partie (octobre 1836)
18. Mr Winkle est surpris que Mr Pott le traite de « serpent » et lui montre un article paru dans une gazette rivale insinuant qu'il se livre à des agissements coupables avec son épouse. Ce malentendu est vite réglé, mais M. Pickwick reçoit notification que la veuve Bardell a déposé plainte pour manquement à sa promesse,.
19. Lors d'une partie de chasse avec Wardle, Winkle cause une belle frayeur à M. Pickwick en maniant son fusil à tort et à travers. Déjeuner sur l'herbe, à la suite de quoi Pickwick, assommé par trop de punch froid (cold punch), s'endort dans une brouette où le trouve le capitaine Boldwig qui, le prenant pour un intrus, le pousse jusqu'à la fourrière du village. Sam et Wardle arrivent à son secours, et, furieux, M. Pickwick menace, en quittant les lieux, d'envoyer le capitaine devant les tribunaux.
20. De retour à Londres, M. Pickwick se rend chez les avocats de Mrs Bardell, Dodson and Fogg, qu'en rage il traite de « bandits » (scoundrels). Comme son propre homme de loi est absent, il se met en quête du clerc, Mr Lowten, qu'il trouve à la taverne de « La Pie et la Souche » (The Magpie and Stump).

### Huitième partie (novembre 1836)
21. À un groupe de clercs d'avocat rassemblés à la taverne, un vieil homme raconte l'« Histoire du client bizarre » (The Tale of the Queer Client).
22. Une voiture conduite par Tony Weller, le père de Sam, emmène Sam et Pickwick à Ipswich, à la recherche de Jingle. En route, M. Pickwick fait la connaissance de Peter Magnus qui s'y rend pour demander la main de Miss Witherspoon dont il a fait la connaissance par correspondance. À l'auberge qui les accueille, Pickwick et Magnus dînent ensemble, puis M. Pickwick se perd dans les couloirs et s'installe dans la mauvaise chambre où il se trouve nez à nez avec une femme d'âge mûr en papillotes jaunes.
23. Le lendemain matin, Sam tombe sur Job Trotter qui lui raconte que Jingle prépare un nouveau coup de bien mauvais aloi, ce que Sam se jure de contrecarrer.

### Neuvième partie (décembre 1836)
24. Rencontre entre Peter Magnus et Miss Witherspoon ; le soupirant met en pratique les conseils de séduction que lui a dispensés Pickwick la veille, et les choses se passent à merveille. Cependant, lorsqu'il présente sa future épouse à Pickwick, elle s'avère être la dame que Pickwick a surprise dans sa chambre. Ni elle ni Pickwick ne sont d'humeur à raconter ce qui s'est vraiment passé, ce qui rend Magnus fou de jalousie. Voyant que les choses tournent mal et risquent de se terminer par un duel, Miss Witherspoon dépose plainte contre M. Pickwick et Tupman auprès du magistrat et maire George Nupkins, qui les arrête et les emmène, au vu et su de tous, par les rues de la ville. Sam Weller vole à leur secours, mais se fait arrêter à son tour.
25. Sam a percé les noirs desseins de Jingle qui, en fait, concernent la fille même du magistrat. Pickwick, fort de ce renseignement, s'en ouvre à Nupkins, lui expose la vilenie qui se prépare. Du coup, les prisonniers sont relâchés.
26. De retour à Londres, Pickwick envoie Sam payer son loyer à Mrs Bardell, lui annoncer son congé et la sonder sur les suites qu'elle entend donner à sa plainte. Elle répond qu'elle n'a nullement changé d'avis et est bien décidée à aller jusqu'au procès.

### Dixième partie (janvier 1837)
27. Sam se rend au « Marquis de Granby » (Marquis of Granby) à Dorking pour y voir son père Tony et sa belle-mère. Il y trouve aussi Mr Stiggins, guide spirituel de l'évangéliste Mrs Weller, qui passe son temps au pub et emprunte sans cesse de l'argent à Mr Weller. Sam conseille à son père de se débarrasser de cet individu, mais se voit opposer un gentil refus au chef qu'il n'entend rien aux subtilités du mariage.
28. Les Pickwickiens retournent à Dingley Dell pour la veillée et le jour de Noël, emportant dans leurs bagages une grosse morue et plusieurs tonneaux d'huîtres. Ils y fêtent aussi le mariage d'Isabella Wardle et de Mr Trundle, participent aux festivités de saison, jeux de société, libations à la santé générale et embrassades sous le gui.
29. À la fin de la veillée, Mr Wardle raconte l'histoire « Les Lutins voleurs de bedeau » (The Goblins Who Stole a Sexton).

### Onzième partie (février 1836)

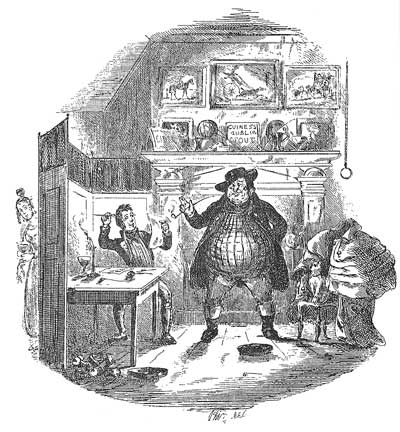
Le poème de la Saint-Valentin.
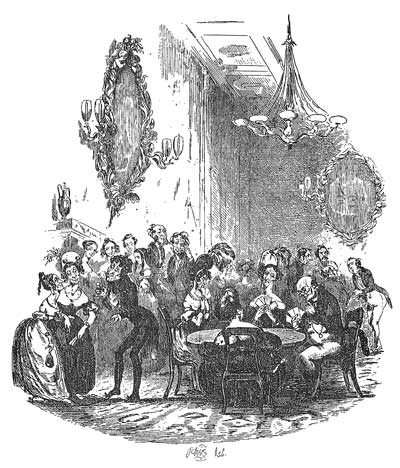
La salle des jeux de cartes à Bath.
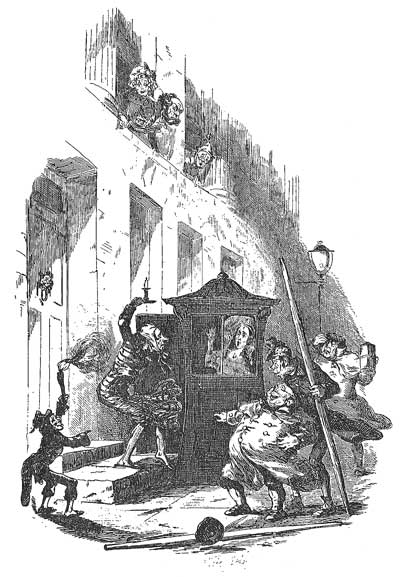
Mr Winkle dehors en chemise de nuit.
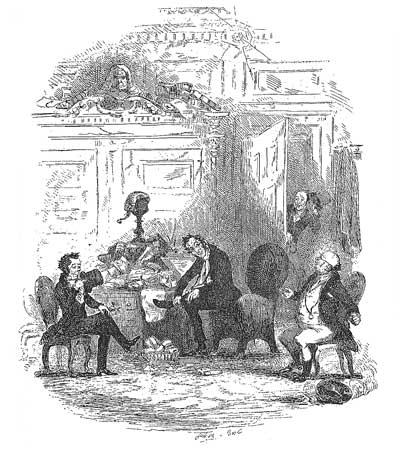
Premièr entretien de M. Pickwick avec Mr Sergeant Snubbin.
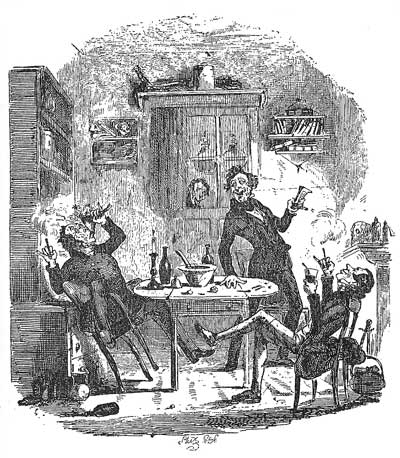
La fête chez Bob Sawyer.

30. Noël : le gel est au rendez-vous et la joyeuse compagnie se prépare à aller patiner sur la glace. Arrivent deux étudiants en médecine, Benjamin Allen, frère d'Arabella que Mr Winkle dévore aussitôt des yeux, et Bob Sawyer. On parle chirurgie au petit-déjeuner, et Bob Sawyer fait des prouesses sur la glace, alors que Mr Winkle s'avère si incapable que M. Pickwick ne peut que lui appliquer l'épithète pickwikienne de « fumiste » (humbug). Pickwick lui aussi s'y essaie, réussit quelques glissades, puis s'effondre sous la glace d'où on l'extirpe trempé. Enfin, les convives se séparent sur l'invitation de Bob Sawyer à une fête de célibataires chez lui à Londres.
31. De retour à la capitale, Winkle, Snodgrass, Tupman et Sam Weller reçoivent de Dodson and Fogg des citations à comparaître en qualité de témoins pour le compte de Mrs Bardell. M. Pickwick, ulcéré par le manque de scrupules de ces hommes de loi, déclare à Perker qu'il ne leur donnera pas un sou, quoi qu'il arrive au procès, déjà fixé au 14 février. Perker le rassure, la défense, assurée par Serjeant Snubbin, ayant affûté sa stratégie, ce à quoi Pickwick consent à la condition expresse que Snubbin dise clairement qu'il est convaincu de son innocence.
32. C'est la fête promise chez Bob Sawyer à Lant Street ; les Picwickiens s'y amusent si bruyamment qu'au petit matin, le voisinage est aux abois et que Mrs Raddle, la logeuse, déjà aigrie par des loyers impayés, met tout le monde à la porte.

### Douzième partie (mars 1837)
33. Sam compose un poème de la Saint-Valentin pour Mary, la bonne des Nupkin, qu'il signe du nom de M. Pickwick. Tony, son père, le convainc de l'accompagner à une association recommandant la tempérance (The United Grand Junction Temperance Association) pour y prouver l'hypocrisie de Stiggins, qui prêche l'abstinence alors qu'il est constamment en état d'ébriété.
34. Le procès opposant la veuve Bardell et M. Pickwick a lieu le jour de la Saint-Valentin. Les témoins ayant vu Mrs Bardell dans les bras du prévenu sont facilement manipulés par les avocats. Sam, à la fois évasif et malin, fait de son mieux pour venir au secours de son maître, mais le jury tranche en faveur de Mrs Bardell, lui accordant 750 £ de dommages et intérêts, ce dont M. Pickwick jure de ne jamais s'acquitter.

### Treizième partie (avril 1837)

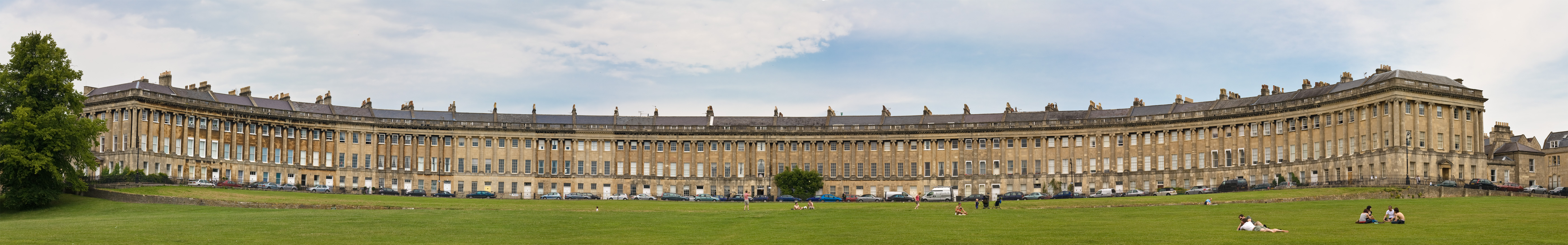
Le « Royal Crescent » de Bath, où s'installent les Pickwickiens.

35. Disposant de deux mois avant que la peine devienne exécutoire, M. Pickwick prend la résolution de se rendre à Bath. En chemin, il rencontre Mr Dowler qui le présente au maître de cérémonie de la grande salle des pas perdus des thermes (Assembly Room), Mr Angelo Cyrus Bantam, M. C., aux allures de dandy.
36. Les Pickwickiens et Mr Dowler s'installent ensemble dans un immeuble du Royal Crescent, le « Croissant royal », où, dans un tiroir, M. Pickwick tombe sur un manuscrit intitulé « La véritable légende du prince Bladud » (The True Legend of Prince Bladud). Tout le monde est au lit, sauf Mrs Dowler, encore à une soirée, d'où ses cochers la ramènent à trois heures du matin, ce qui réveille Winkle. Il va ouvrir la porte que le vent violent referme aussitôt et il se retrouve dehors en chemise de nuit avec la dame. Les occupants de la maison finissent par se réveiller à leur tour et Dowler s'en prend à Winkle, qu'il accuse d'enlever sa femme et qu'il poursuit en pleine nuit dans la célèbre avenue.
37. Sam est invité à une soirée (« a swarry ») de valets bouffis de prétention et de condescendance, où sa langue acérée, sertie de quelques épithètes bien senties, dégonfle ces baudruches chamarrées. Le lendemain matin, Pickwick lui apprend que Winkle a disparu et il lui demande de partir à sa recherche.

### Quatorzième partie (mai 1837)
38. Winkle est à Bristol où il est descendu à l'Auberge du Buisson (The Bush Inn). Lors d'une promenade en ville, il tombe sur Bob Sawyer qui y fait profession d'apothicaire. Les deux compères sont rejoints par Benjamin Allen et passent leur journée à boire. De retour à l'auberge, Winkle qui, entre-temps, a appris la présence en ville d'Arabella, la sœur de Benjamin, trouve Dowler, venu, tout contrit, implorer son pardon et la réconciliation. Sam arrive à son tour et insiste pour ramener Winkle à Bath, mais ce dernier le persuade de rester à Bristol pour y rechercher la jeune Arabella Allen.
39. Pickwick apprend les va-et-vient de Winkle et se lance lui aussi à la recherche d'Arabella. Sam rencontre l'ancienne bonne des Nupkin, Mary, qui vient de se placer à Bristol, et lui assure qu'Arabella est gardée au secret dans une maison avoisinante. Il grimpe sur un poirier pour la voir lors de sa promenade du soir dans le jardin, réussit à lui parler et met au point un rendez-vous avec Winkle pour le lendemain soir. Winkle s'y rend, accompagné de Pickwick et de Sam, et, s'il finit par s'entretenir avec Arabella, les trois compères, pris pour des marauds dans l'obscurité de la nuit, se voient contraints d'abandonner la place en toute précipitation.
40. Les voilà de retour à Londres, et Pickwick, les deux mois fatidiques étant écoulés, est arrêté sur ordre de l'officier judiciaire (sheriff) ; Perker lui conseille de payer l'amende infligée, mais le contrevenant se déclare opposé à enrichir la firme Dodson and Fogg, et affirme préférer la prison de la Fleet.

### Quinzième partie (juillet 1837)

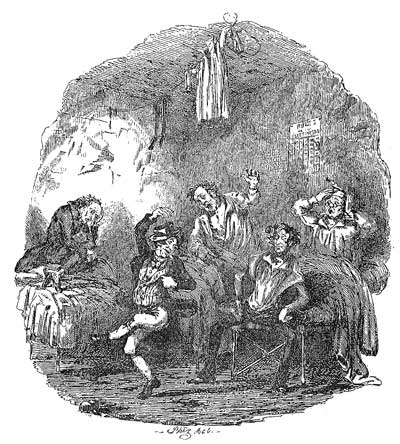
La loge du gardien à Fleet Street.
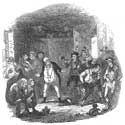
On découvre Jingle incarcéré.
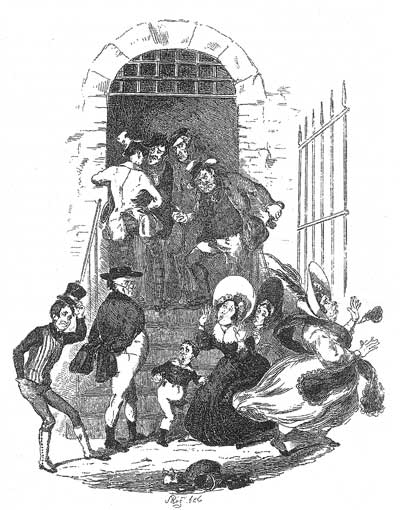
Rencontre avec Mrs Bardell en prison.
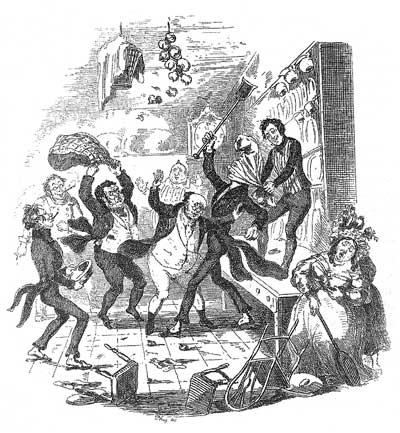
La bataille des éditeurs d'Eatansville.
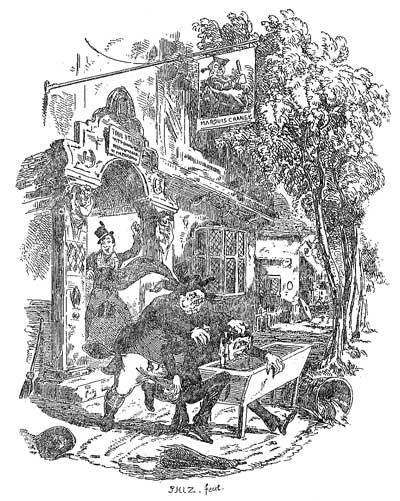
Tony met Stiggings à la porte.

41. Pickwick est en prison, horrifié par l'état des cellules où sont gardés certains détenus. Louant, pour sa part, un lit au gardien, il est réveillé en pleine nuit par trois prisonniers ivres. Il s'agit de Mivens, Smangle et d'un troisième homme sans nom qui lui font acheter de l'alcool et des cigares.
42. Le lendemain matin, il est consigné dans une cellule étroite et sans air, qu'il partage avec deux ivrognes, un pasteur et un boucher. Apprenant qu'il peut se payer une chambre à part, il loue celle d'un prisonnier pour 1 £ par semaine et donne 27 shillings au gardien, Mr Roker, pour quelque mobilier. Puis il part en reconnaissance et visite les quartiers de ceux qui ne peuvent se loger à leurs frais. Là, il tombe sur Jingle et Job Trotter, et, pris de compassion, donne de l'argent à Trotter, retourne dans sa chambre et renvoie le fidèle Sam pour la durée de son incarcération.
43. Sam demande aussitôt à son père de porter plainte contre lui pour qu'il soit arrêté pour dettes, et le voilà de retour à la prison avec tout un attirail de cocher. Pickwick offre son aide pour rembourser le créditeur, au grand dam de Sam qui refuse sous le prétexte que, par principe, il ne saurait enrichir un méchant homme.

### Seizième partie (août 1937)

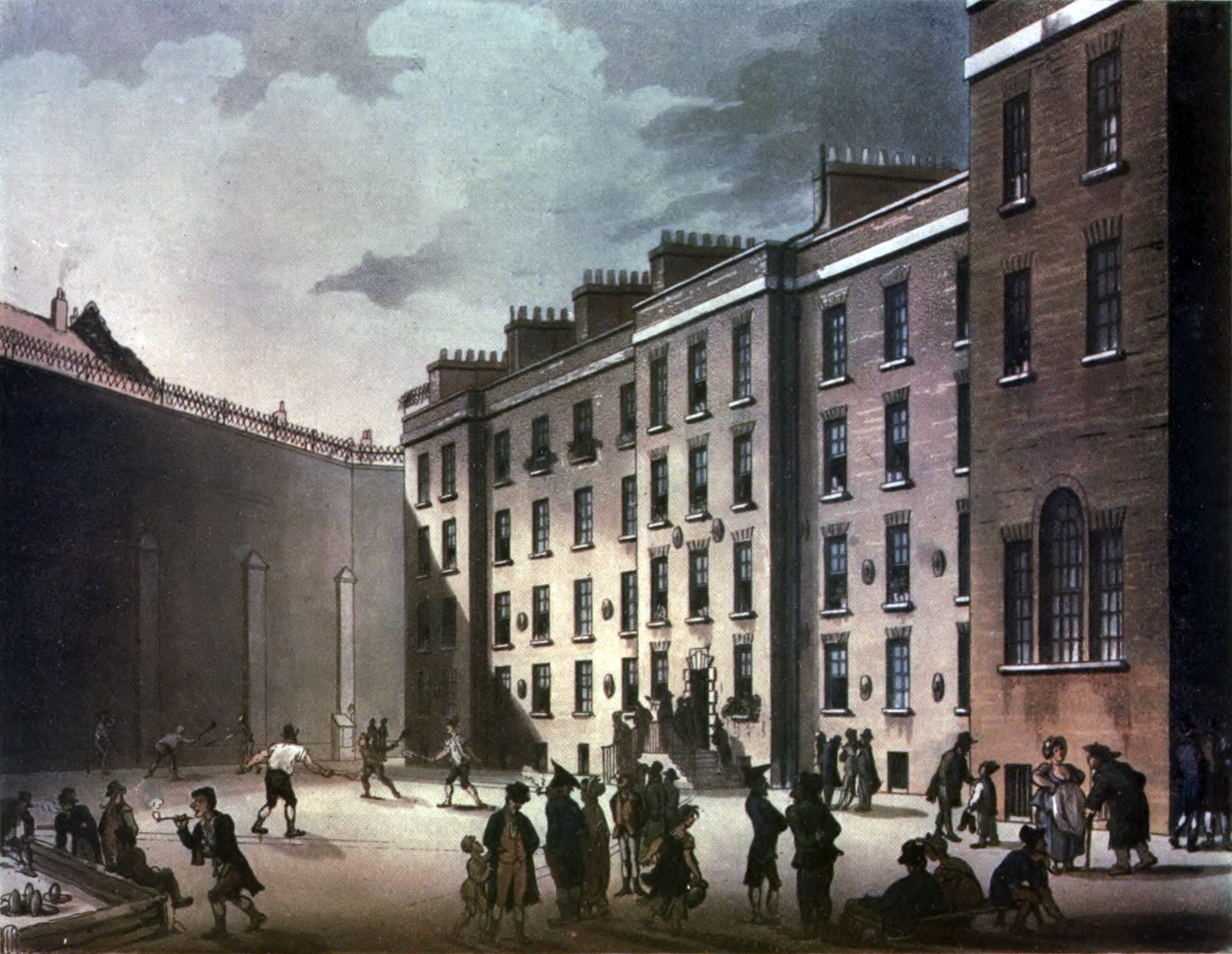
La prison de la Fleet en 1809.

44. Les Pickwickiens visitent la prison. Winkle annonce qu'il doit s'absenter pendant quelque temps et qu'il aurait bien aimé être accompagné de Sam, ce que son statut de prisonnier rend impossible.
45. Tony Weller, Susan et Stiggins rendent visite à Sam. Stiggins se restaure au bar de la prison, puis se met à sermonner Sam. Pickwick emmène Sam voir Jingle et Trotter, et Sam apprend que son maître, cet « ange en collants et guêtres » (« angel in tights and gaiters »), lui a procuré une chambre, de la nourriture et des vêtements. La déréliction de la prison est telle que M. Pickwick, au désespoir, se confine en ses appartements pour trois mois, à l'exception d'une petite sortie nocturne.
46. Vers la fin juillet, Mrs Bardell et plusieurs de ses amis s'en vont prendre le thé chez « Les Espagnols de Hampstead » (The Spaniards of Hampstead). Alors qu'ils devisent gaiement, apparaît Mr Jackson de la firme Dodson and Fogg, dont la mission, dit-il, est de conduire Mrs Bardell à un rendez-vous. En réalité, c'est en prison qu'il l'emmène pour n'avoir pas réglé les frais consécutifs au procès. Assistant par hasard à cette incarcération, M. Pickwick se détourne sans un mot, mais Sam envoie chercher l'avocat Perker.

### Dix-septième partie (septembre 1837)

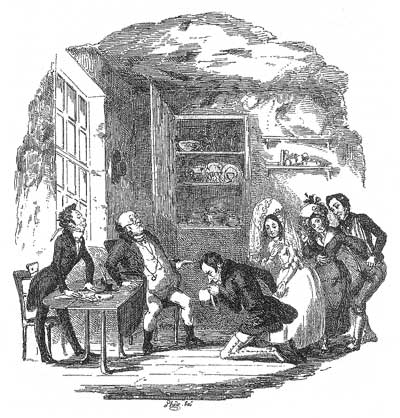
L'extraordinaire retour de Mr Winkle.

47. Le lendemain matin à dix heures, Perker arrive à Fleet Street et explique à M. Pickwick qu'il est seul à pouvoir sortir la veuve Bardell de prison. M. Pickwick n'en a nulle envie, mais Perker lui fait miroiter qu'il sera reconnu comme celui qui aura révélé au monde les fâcheuses pratiques de Dodson and Fogg. Il lui montre aussi une lettre de Mrs Bardell qui l'absout de toute culpabilité et accuse le cabinet d'avocats d'avoir manigancé l'affaire. Et voici Winkle et sa nouvelle fiancée, Arabella Allen, qui ont besoin eux aussi de M. Pickwick pour intervenir en leur faveur auprès de Mr Winkle père ainsi que de Benjamin Allen. C'en est trop, M. Pickwick se laisse convaincre de payer les dépens et peut donc quitter la prison. Il en profite pour régler les dettes de Job Trotter et de Jingle, et aussi le dû de Mrs Bardell, qui sont aussitôt libérés.
48. Bob Sawyer et Ben Allen ont un plan : si Bob épouse Arabella, il sera financièrement tiré d'affaire ; hélas, la nouvelle du mariage d'Arabella leur parvient et Ben en est ulcéré. Il y faut toute la persuasion de Pickwick et une bonne dose d'alcool pour que les deux amis acceptent la future union. Il est décidé qu'Allen accompagnera M. Pickwick lors de son entrevue avec le père de Winkle.
49. De retour à l'auberge, Pickwick rencontre pour la deuxième fois le colporteur borgne qui lui raconte « L'Histoire de l'oncle du colporteur » (The Story of the Bagman's Uncle).

### Dix-huitième partie (octobre 1837)
50. Le lendemain matin, Pickwick, Sam, Bob et Ben sont en route pour Birmingham où habite Mr Winkle père. Après de fréquents arrêts bien arrosés, ils arrivent enfin et annoncent la nouvelle du prochain mariage ; Mr Winkle reste de marbre, d'où la déception et la colère des voyageurs qui reprennent la route pour Londres.
51. Une pluie torrentielle les oblige à descendre à l'auberge « La Tête du Sarrasin » (The Saracen's Head) à Towcester. Ils y trouvent Pott, le rédacteur en chef de la Gazette d'Eatansville, et Slurk, responsable du journal rival, L'Indépendant d'Eatansville. S'ensuit une violente bagarre à laquelle Sam met fin non sans mal.
52. Londres : Sam apprend que la seconde femme de son père est morte, il s'en va le réconforter. Tony raconte à son flls que Susan avait bien compris avant de mourir que la religion lui avait fait du mal, avait gâché sa vie et leur mariage. Il explique que, depuis son veuvage, il est harcelé par une cohorte de veuves essayant d'attirer ses attentions. Stiggins, le prétendu guide spirituel, s'enquiert de savoir ce que la morte lui a laissé en héritage et refuse de croire qu'il ne figure pas sur son testament. Sur quoi Tony le prend par le collet, le soulève et le jette dehors dans une auge pour chevaux.

### Dix-neuvième et vingtième parties (novembre 1837)
53. Le lendemain matin, de bonne heure, Pickwick se rend dans le bureau de Perker où il reçoit avec plaisir la gratitude de Jingle et de Job Trotter en partance pour les Indes occidentales (West Indies). Arrivent Dodson and Fogg qui, très courtois, réclament leurs honoraires ; mais la colère monte en Pickwick qui les poursuit en leur criant « Voleurs ! », et c'est grandement soulagé qu'il s'en revient.
54. Wardle apprend que Snodgrass et sa fille Emily se sont épris l'un de l'autre, ce qui l'ennuie beaucoup et l'irrite au plus haut point. Finalement, il se laisse convaincre d'accepter l'union projetée.
55. Sam Weller accompagne son père Tony au cabinet de Solomon Pell, l'avocat exécuteur testamentaire de Susan. Elle a légué 200 £ à Sam et le reste de ses biens à Tony. Pell donne sa sanction juridique au testament et c'est le courtier Wilkins Flasher qui liquide les fonds. Tony se retrouve avec la coquette somme de 1 180 £.
56. Il remet cet argent à M. Pickwick en le priant de bien vouloir le gérer, ce que Pickwick refuse dans un premier temps, puis, se ravisant, rappelle Tony, l'entretient de l'affection que son fils porte à Mary et se déclare prêt à leur monter une affaire. Sam, cependant, confirme sa détermination de demeurer à son service. Pendant ce temps, Mr Winkle père se rend anonymement chez sa future belle-fille qu'il trouve absolument charmante, ce qui, du coup, le réconcilie avec son fils.
57. Pickwick décide de mettre un terme à ses voyages et dissout le Pickwick Club. Il s'installe dans une maison de Dulwich où bientôt, avec tous les amis assemblés dans le jardin, sont célébrées les noces de Snodgrass et d'Emily Wardle. Puis c'est au tour de Sam de convoler avec Mary et d'avoir des enfants tout en restant fidèlement au service de M. Pickwick. Les Winkle, quant à eux, sont installés dans le voisinage où M. Pickwick est connu de tous et unanimement respecté.

### Récapitulation
Pendant longtemps, l'épisode Bardell-Pickwick a été considéré comme le principal, sinon le seul élément d'intrigue de ce roman à méandres. Cependant, en 1968, Sylvère Monod a montré qu'à côté, se développent trois intrigues secondaires contribuant à ce que Dickens a lui-même appelé « un ensemble passablement harmonieux » (« a tolerably harmonious whole ») : d'abord la relation qui s'établit entre Mr Wardle et Pickwick, puis la poursuite de Jingle, enfin la « saga Weller ». À cela, Monod ajoute que certains épisodes n'ont de rapport avec aucun de ces éléments. Quant à Dickens, dans sa préface de 1847, il donne raison à tous : « Il me paraîtrait peut-être souhaitable aujourd'hui que ces chapitre fussent cousus d'un fil directeur plus ferme, mais tels qu'ils sont, tels ils ont été conçus » (« I could perhaps wish now that these chapters were strung together on a stronger thread of general interest, still, what they are they were designed to be »). Ce qui domine, cependant, c'est le voyage, la route, les arrêts, les incidents, les jalons de cette « pérégrination et [cette] exploration » dont parle l'auteur.

#### L'itinéraire des Pickwickiens
L'itinéraire géographique

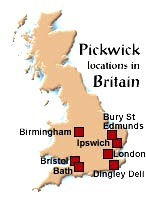
Les voyages des Pickwickiens.

Partis de Londres, les Pickwickiens se rendent d'abord à Rochester, puis s'en reviennent. Leur deuxième expédition est pour Cobham, elle aussi dans le Kent, puis ils retournent à leur point de départ. Nouvelle escapade, cette fois à Eatansville où se tiennent des élections, puis à Bury St Edmunds située dans le comté voisin, le Suffolk, d'où ils regagnent à nouveau Londres. Ensuite, c'est à Ipswich, chef-lieu du même comté, qu'ils se retrouvent, avant de rentrer encore une fois à Londres. Sam prend la route de Dorking, à environ 40 km au sud dans le Surrey, et les Picwickiens partent pour Dingley Dell, à nouveau près de Rochester dans le Kent, puis reviennent à Londres. Intervient alors l'expédition de Bath, en Angleterre du Sud-Ouest, dans le comté du Somerset, que suit l'escapade à Bristol à la limite du Gloucestershire, puis le retour et l'incarcération à la prison de la Fleet à Londres. Après quoi, les Pickwickiens vont à Birmingham au centre de l'Angleterre dans les Midlands de l'Ouest, reviennent à Londres, et, pour finir, M. Pickwick se retire à Dulwich, au sud de la capitale.
Ce qui donne : Londres-Rochester-Londres-Cobham-Londres-Eatansville (Sudbury [?])-Bury St. Edmunds-Londres-Ipswich-Londres-Rochester (Dingley Bell)-Londres-Bath-Bristol-Londres-Birmingham-Londres-Dulwich.
Chaque voyage, à moins d'un développement inattendu, ce qui n'arrive que deux fois, est suivi d'un retour à Londres qui sert de base pour de nouvelles aventures. Plutôt qu'un itinéraire suivi, il s'agit donc d'un rayonnement à partir de la capitale. La première étape se situe dans le Kent où Dickens a passé la meilleure partie de son enfance et où il cherchera toujours à revenir. Les autres conduisent les Pickwickiens dans les comtés voisins, à une quarantaine de kilomètres, parfois plus, comme celle d'Eatansville et Bury St. Edmunds qui représente presque 113 km. Le voyage de Sam à Dorking est court, à peine 31 km. Les expéditions les plus lointaines sont celles qui mènent vers l'ouest et le sud-ouest à Bath et Bristol, environ 145 km, ainsi que celle de Birmingham, près de 165 km.
La coloration des lieux

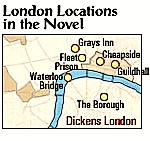
Le Londres des Pickwickiens.

Chacun des lieux visités est soumis à une coloration particulière qui change au gré des événements vécus par le protagoniste, ce qui permet de mesurer son évolution. En cela, Londres est privilégiée du seul fait qu'il y revient sans cesse et qu'il y subit aussi ses plus rudes épreuves.
Lors du départ pour Rochester, les Pickwickiens sont débordants d'une naïveté quasi infantile : l'est de la capitale vit sous le signe d'une innocence farceuse et gaie qu'autorise la propriété édénique des Wardle à Dingley Bell. En revanche, prévalent à Londres, lors des recherches concernant Jingle, la malhonnêteté et la ruse. Déjà, l'innocence est entamée et Dingley Bell devient un refuge occasionnel où retourner pour se refaire une santé morale.
Les aventures suivantes se passent au nord-est de la capitale. Là règne aussi la tromperie : élections truquées d'Eatansville, fausseté du cercle adulant Mrs Leo Hunter, mauvaise plaisanterie de Bury St. Edmonds, embrouilles des Nupkins à Ipswich. Au cours de ce voyage, Pickwick est obligé de retourner brièvement à Londres où l'attendent la chicanerie judiciaire et le coup monté du procès. Il est à nouveau nécessaire de se ressourcer, et c'est le bref retour à Dingley Bell pour Noël, qui recharge le cœur moins confiant en la bonté humaine. Londres le réclame à nouveau, où triomphe l'imparable tricherie juridique. Une diversion s'avère nécessaire, que procure le voyage à Bath où sévit un fléau inattendu, le snobisme des étages comme du sous-sol.
Mais voici un noble défi : Winkle aime de belle passion et il convient de l'aider. Dès lors, le roman bascule, la tromperie recule et la vertu mise à mal regagne en importance et même en pouvoir. Londres et sa sinistre prison n'en viennent pas à bout : Pickwick et Sam, à eux seuls, humanisent ce lieu de malheur, l'un des plus repoussants, dangereux et tristes qui soient. Pickwick, que conforte la fidélité de son valet, donne enfin libre cours à la charité qui l'habite, et, à sa sortie, la capitale semble avoir perdu un peu de sa noirceur et de sa nocivité.
La métamorphose des sites
La dernière aventure vers l'ouest (Bristol) et le nord-ouest (Birmingham) conforte la métamorphose : il s'agit de promouvoir définitivement le doux sentiment qu'incarnent les jeunes Winkle. Après cela, Londres se défait de toutes ses menaces et même sait se montrer accueillante : les amours ébauchées, les unions longtemps souhaitées s'y concluent ; M. Pickwick et ses compagnons s'y réfugient, certes non au cœur des choses, mais en lisière, dans l'anodine Dulwich que n'a pas encore englobée la capitale. Avec l'expérience s'est renforcée l'innocence première, désormais délestée de sa naïveté, et la couleur des lieux a suivi les progrès de M. Pickwick et de ses compagnons qui, malgré maladresses, éclats ou excentricités, finissent tous en bons citoyens.
Cette métamorphose des lieux, reflet de celle des âmes, porte un nom que la critique accorde volontiers, d'après John Ruskin, aux descriptions romantiques : il s'agit de la pathetic fallacy, c'est-à-dire, selon le dictionnaire Larousse, de « l'attribution à la nature de sentiments humains ».

#### Transport et auberges
The Pickwick Papers se situe dans le sud de l'Angleterre entre 1827 et 1831, en une période où les beaux jours des diligences et des calèches, les coaching days comme disent les Anglais, commencent à être comptés tant se développe le réseau ferroviaire. En accordant ce recul de quelques années, Dickens entend célébrer la nostalgie de la route avec ses voitures à cheval, ses cochers, ses chemins poudreux, ses routes à macadam ou pavées, ses auberges-relais.
Véhicules
En général, les trajets sont décrits en détail, souvent dans un luxe d'excitation, d'espoir et de gaieté. Liens entre diverses aventures, diligences ou calèches sont source d'incidents, d'accidents et de rencontres. Ainsi se brisent des roues, se rebiffent des chevaux récalcitrants, s'irritent des cochers, mais aussi se recrutent l'inénarrable Alfred Jingle, Peter Magnus, le capitaine Fowler ; et l'un des contes intercalés relate des aventures concernant un véhicule abandonné. Ces voitures constituent un moyen de transport rapide et sûr : en général, les voyages ne prennent pas plus d'une journée, même pour aller de Londres jusqu'à Bath : The Pickwick Papers est un roman de la vitesse, du passage, des départs et des arrivées.
Auberges
Bien des incidents, des quiproquos, des disputes naissent dans les auberges, dont onze sont mentionnées dans le roman, chacune avec son nom traditionnel et souvent loufoque. Ainsi le lecteur fréquente-t-il tour à tour l'Auberge du Cerf blanc (The White Hart Inn) qui a vraiment existé et a été démolie en 1889, l'Auberge de la Bouteille de cuir (The Leather Bottle Inn) à Cobham, Au Grand cheval blanc (The Great White Horse) à Ipswich, Le Sanglier bleu (The Blue Boar) de Leadenhall Market, l'Hôtel du Cerf blanc (The White Hart Hotel) de Bath, La Cloche (The Bell) de Berkeley Heath, le Vieil Hôtel Royal (The Old Royal Hotel) de Birmingham, la Perche de saut (The Hop Pole Inn) de Tewkesbury, la Taverne du buisson (The Bush Tavern) de Bristol, l'Ange (The Angel) de Bury St. Edmunds (toujours florissant) et l'Hôtel de la Croix d'or (The Golden Cross Hotel) de Charing Cross à Londres.
Ce sont d'étranges établissements, souvent à étages, avec des galeries et des méandres de couloirs ; on y mange et surtout on y boit abondamment (ainsi la table « amplement couverte d'une volaille rôtie, de bacon, de bière et d'et cœtera » [« well covered with a roast fowl, bacon, ale, and et ceteras »] de « La Bouteille de cuir »), parfois sans retenue. Dickens a pris plaisir à les décrire et les faire vivre telles qu'il les a connues lorsque, journaliste reporter, il les fréquentait assidûment.

#### Les histoires intercalées

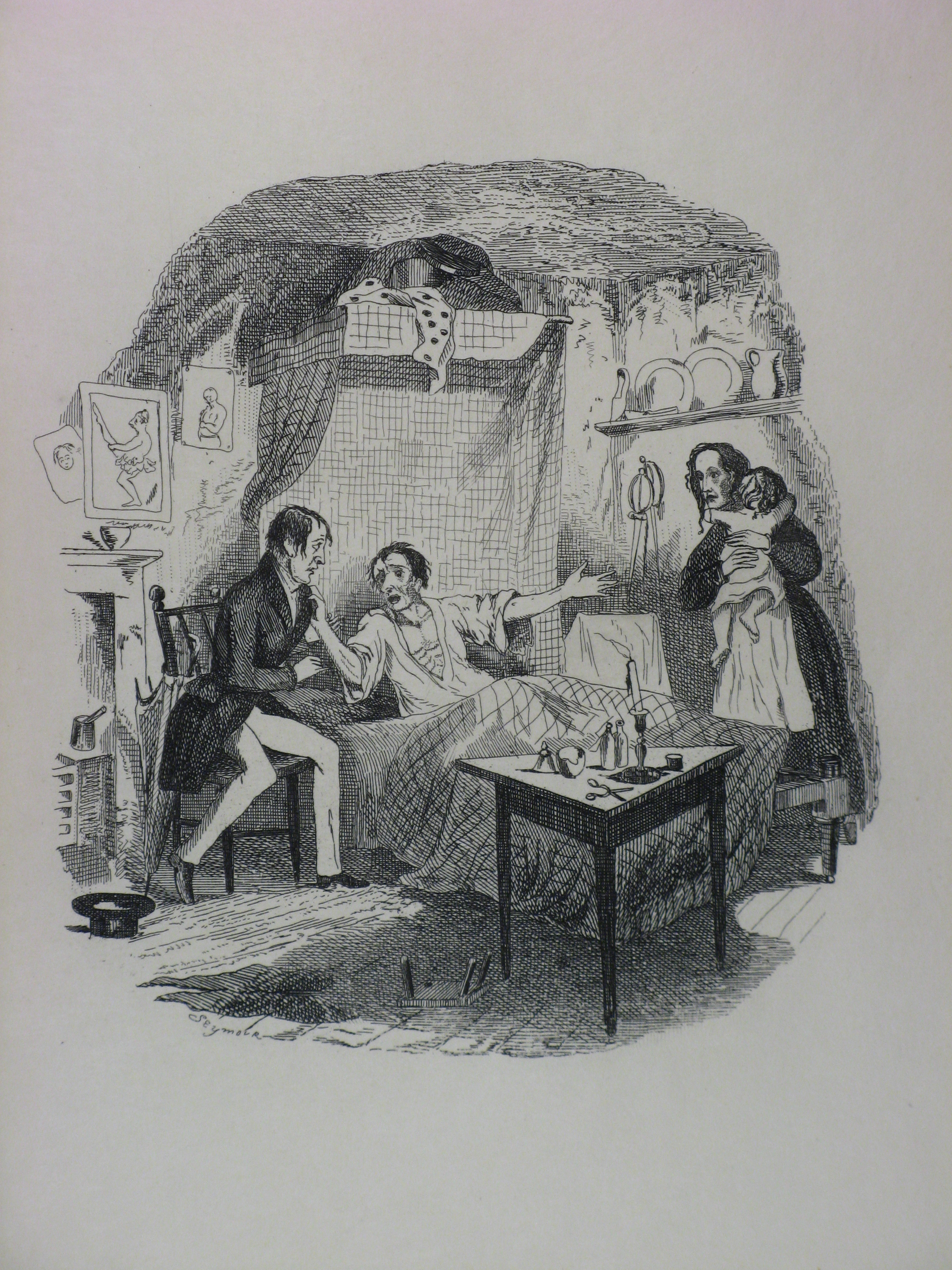
Le clown à l'agonie (« Le Conte de l'errant »), gravure de Robert Seymour.
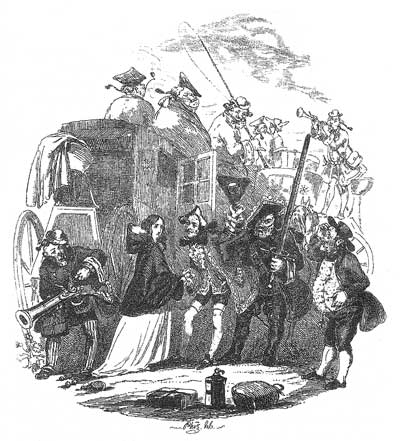
La calèche fantôme et ses passagers.
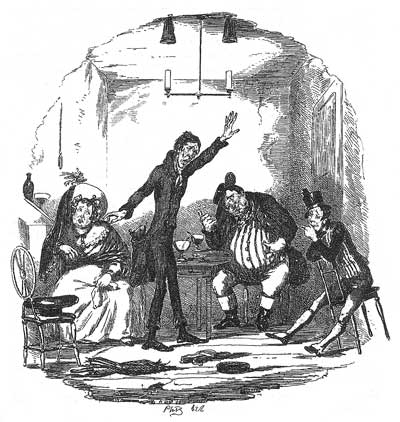
L'homme au nez rouge raconte son histoire.
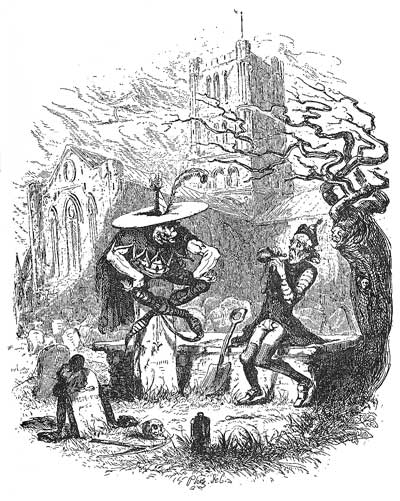
Le lutin et le bedeau.

Elles sont surtout présentes dans la première partie. Loin d'être du remplissage, elles ont, d'après Robert L. Patten, une fonction structurelle dans la mesure où leur noirceur s'oppose à l'histoire ensoleillée de M. Pickwick.
Neuf contes
En tout, neuf histoires parsèment le roman. La première est celle du mime John, The Stroller's Tale (« Le Conte de l'errant » qui meurt d'alcoolisme et maltraite sa famille). Puis se raconte celle du forçat John Edmunds, The Convict's Return (« Le Retour du forçat », responsable repenti de la mort de ses parents). Elle est suivie par l'histoire de l'auteur fou, The Madman's Manuscript (« Le Manuscrit du fou » qui se venge de l'indifférence de sa femme sur elle et son frère). Plus héroïque est The Bagman's Tale (« Le Conte du colporteur » qui sauve une veuve innocente des griffes d'un voyou). Puis vient l'histoire du maître d'école Nathaniel Pipkin, The Parish Clerk (« Le Bedeau de la paroisse »), dont le héros perd Maria Lobbs et son héritage pour l'amour d'une belle cousine de Maria. Suit celle du prisonnier George Heyling, qui s'appelle The Strange Client (« L'Étrange Client ») et conte la sinistre histoire du condamné qui, à sa sortie de prison, se venge de son beau-père sans hâte mais avec une insigne cruauté. Gabriel Grub, lui, raconte l'histoire du « Bedeau misanthrope volé par les lutins » qui le convertissent à l'amour du prochain. Puis vient l'histoire du malheureux Prince Baladud, The True Legend of Prince Baladud (« La Véritable Légende du prince Baladud » qui se rebelle contre son méchant père et sombre dans la plus noire détresse). Enfin, la série se clôt par l'histoire de Jack Martin, The Bagman's Uncle (« L'Oncle du colporteur », un ivrogne qui, lors d'une chevauchée fantomatique, secourt une dame victime de deux bandits).
Rôle thématique
D'un strict point de vue littéraire, ces histoires intercalées, qui s'éloignent de la tonalité comique du roman, ne sont pas assez bien écrites pour former à elles seules des entités de valeur. Elles participent cependant aux grands thèmes dans la mesure où, sauvages, violentes, sinistres, mélodramatiques, elles aussi parlent des relations entre père et fils, des effets de l'alcool (parfois bénéfiques dans le récit, terrifiants dans le conte), de l'évolution des personnes (celle de Gabriel Grub reprend l'aventure pickwickienne à l'envers). Avec elles, des plages de cauchemar viennent rompre la bonhomie pickwickienne sans pour autant la dissoudre, car elles restent entre parenthèses et, alors que le récit est censé rapporter des faits réels, elles demeurent des contes issus de l'imagination. Ainsi, par une subtile astuce narrative, plusieurs éclairages sont projetés sur les thèmes sans pour autant en rompre la tonalité générale.

## Contexte et sources

### La mode des histoires sportives

#### Les magazines spécialisés

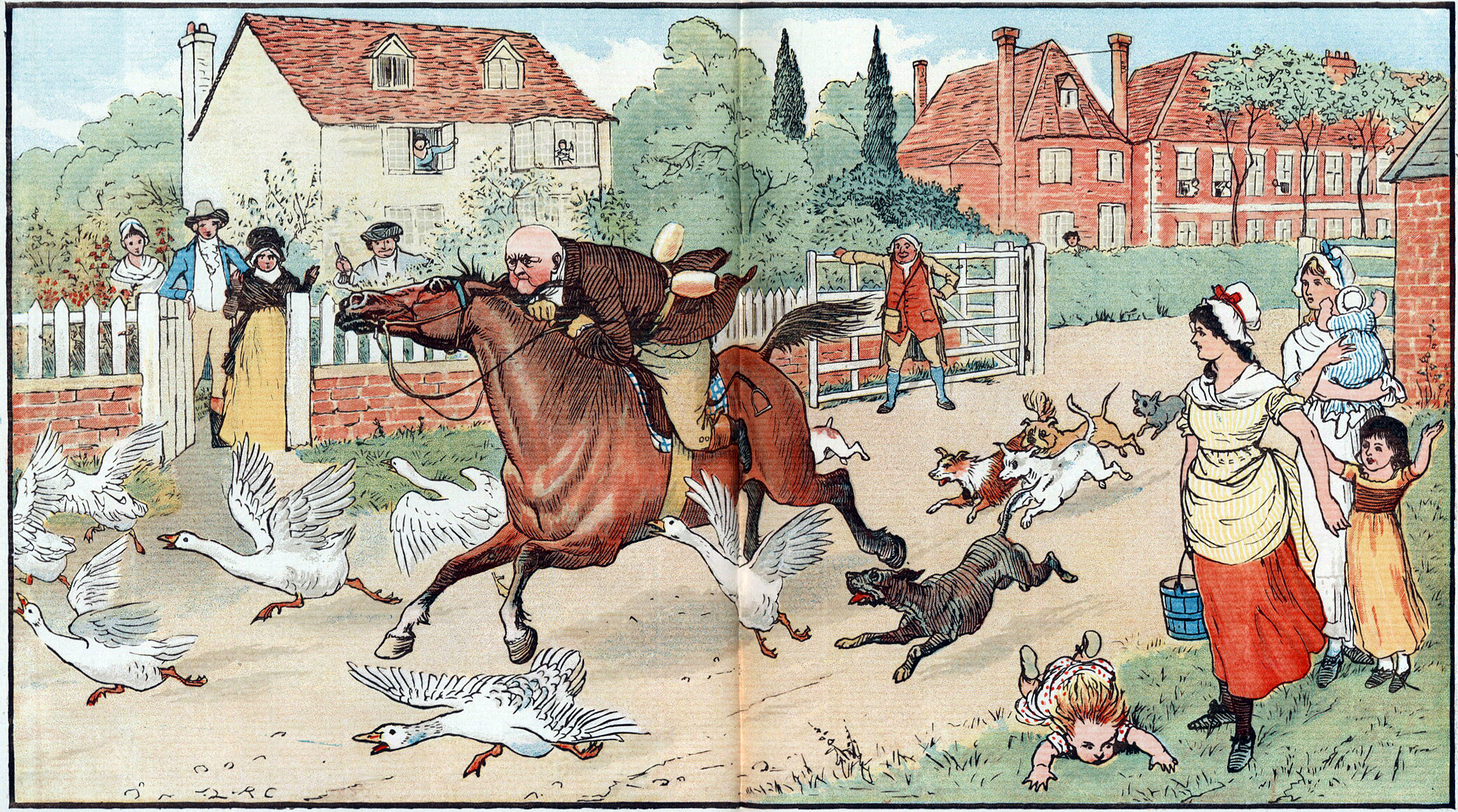
John Gilpin (William Cowper), illustration de Randolph Caldecott.

La richesse induite par la révolution industrielle aidant, la classe moyenne urbaine gagne en pouvoir sur la noblesse de province, la gentry, et en adopte peu à peu les loisirs campagnards : la chasse, en particulier, devient un « emblème de ce changement » (« an emblem of this shift of power »). Les journaux se plaisent à raconter les aventures et les mésaventures des chasseurs de renard : deux périodiques rivalisent même d'ardeur, The Sporting Magazine (en), créé en 1792 et adonné à la plume de « Nimrod », alias Charles James Apperley (en), et le New Sporting Magazine, fondé en 1831 par R. S. Surtees (en) qui crée un nouveau type de héros, Jorrocks, l'épicier dont la passion et l'adresse pour le renard égale celle de ses nobles prédécesseurs, mais non l'inélégance du propos ou la vulgarité du comportement.
D'autres périodiques préfèrent ridiculiser cette classe moyenne en quête de beau loisir en la dépeignant dans toute sa maladresse de néophyte : ainsi le succès du poème déjà cité de William Cowper, John Gilpin (voir Hablot Knight Browne), qui raconte les mésaventures d'un drapier dont le cheval s'emballe lors d'une excursion familiale. Il y en a d'autres, comme Epping Hunt de Thomas Hood, dont le pauvre héros, autre épicier, n'est pas loin de se faire empaler au lieu du cerf qu'il convoite. C'est ce qu'il est d'usage à l'époque d'appeler le genre cockney, le nom signifiant simplement « élevé à Londres » et ne désignant pas encore la classe ouvrière des quartiers est.

#### Un genre graphique en parallèle
En parallèle, le genre graphique connaît lui aussi un essor ; après Thomas Rowlandson au siècle précédent, James Gillray au début du XIXe siècle, Cruickshank dans son Almanach comique (Comic Almanach), John Poole (en) dans The New Monthly Magazine (en) (1814-1884), Robert Seymour lui-même dans une série d'illustrations des Maxims and Hints for an Angler, and Miseries of Fishing de Richard Penn (1833) s'y sont essayés non sans succès. Il en est d'autres, comme les aventures sportives, déjà citées, de l'épicier londonien dépeint par Robert Smith Surtees (en) (1805-1864). Dickens connaît toutes ces publications et, d'ailleurs, à la suggestion de son éditeur, il accepte, quoique sans enthousiasme, d'inclure le personnage de Nathaniel Winkle dans son The Pickwick Papers, en hommage au concepteur initial de la série.

#### Le ridicule et la découverte de soi
Ce genre « parle » à Dickens, écrit David Parker, parce qu'il concerne, comme ses Sketches by Boz, la mobilité sociale, sujet auquel, il l'a rapidement compris, il peut associer celui de l'acquisition de la sagesse. Ainsi, sa nouvelle fable concerne bien l'avancée de la classe moyenne, mais aussi sa propre découverte par elle-même (its self-discovery). Les Pickwickiens ont donc vocation à se rendre ridicules, mais bien au-delà des activités campagnardes (country pursuits) traditionnellement raillées, mais aussi, à la différence de leurs ascendants, celle d'apprendre à en tirer la leçon : ces personnages, en effet, et c'est là l'originalité de Dickens, sont destinés à changer, ce qui rend, en définitive, leur appartenance sociale secondaire. Ce que furent les affaires de M. Pickwick dans sa vie antérieure nous reste inconnu, et le statut des autres membres du club n'est indiqué, en guise de présentation au chapitre 1, que par des allusions obliques, leur nom, bien roturier, et le fruit des recherches géographiques antérieurement menées par M. Pickwick, Hornsey, Highgate, Brixton et Camberwell.
Autre différence : si l'ambition des pseudo-héros de William Cowper ou de Hood reste très limitée (une promenade à cheval aller et retour, la participation équestre à une chasse), M. Pickwick, lui, s'avère d'emblée en quête de savoir érudit, s'érigeant en philosophe et exigeant des égards à ce seul titre, ce que ses amis proches, convaincus de partager sa marotte, lui accordent naturellement, même s'il demeure, est-il insinué dès le début, matière à progrès : « écouter son cœur plus que sa tête » (« listen to his heart, less to his head »), par exemple.
Les proches compagnons eux aussi visent l'excellence, de la séduction pour Mr Tupman, de la réussite poétique pour Mr Snodgrass, de la pratique sportive pour Mr Winkle. Pourtant, ils portent, eux, l'habit de l'emploi, ce qui, d'après David Parker, renvoie à une certaine superficialité selon l'adage, inversé en l'occurrence, que l'habit fait le moine ; M. Pickwick, tout au contraire, ne revêt pas les emblèmes du professeur ou du philosophe inspiré, indice que l'auteur entretient de plus hautes ambitions à son égard.

### L'influence des écrivains duXVIIIeet du début duXIXesiècle

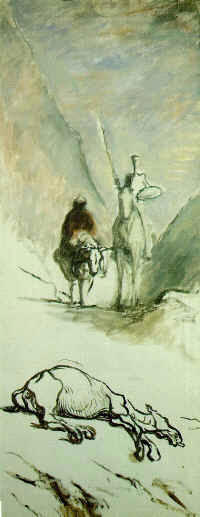
Don Quichotte et Sancho Panza, par Daumier.

Le 3 décembre 1836, l'Athenaeum (en) propose une recette restée célèbre : deux livres de Smollett, trois onces de Sterne, une poignée de Hook, et un « soupçon grammatical » (a grammatical dash) de Pierce Egan (en). Smollett et Sterne sont deux écrivains du siècle précédent, dont les personnages voyagent avec truculence pour l'un et sentimentalité ironique pour l'autre. Plus contemporains, Hook est un auteur célèbre pour ses farces comiques et Egan un écrivain-illustrateur spécialisé dans les aventures citadines qu'accompagnent ses propres estampes. Les ingrédients recommandés sont donc l'aventure itinérante, une dose de sentiment ironique, le sarcasme et la satire, l'observation graphique.
Dickens a tenu compte de ce conseil : la petite bibliothèque de son père comprend les grandes œuvres des siècles précédents, et il apprécie Smollett, en particulier Roderick Random et Humphrey Clinker, Daniel Defoe et ses Robinson Crusoé et Moll Flanders, le Français Lesage, son Gil Blas de Santillane et son Diable boiteux ; mais il l'a accommodé à sa façon : du XVIIIe siècle, il a plutôt imité Henry Fielding dont il a adapté la rhétorique héroï-comique, les aventures de la route, et aussi, pour reprendre la terminologie de Kingsley, le genre comic romance (roman comique sentimental) qui parsème Joseph Andrews et Tom Jones, sans pour autant négliger la veine pathétique que lui a apprise la lecture de The Vicar of Wakefield d'Oliver Goldsmith, auquel son rendu des scènes de prison est en partie redevable.
En deçà du XVIIIe siècle, le grand maître reste Cervantes et ses motifs fondateurs : le maître d'innocence accompagné du valet d'expérience, que reproduit, d'après le prototype Don Quichotte-Sancho Panza, la paire Samuel Pickwick-Sam Weller (qui portent le même prénom),, et aussi les clubs, duels, aventures nocturnes et autres éléments « devenus passe-partout » (stock motifs). Bien d'autres grands antécédents peuvent être relevés : d'après Paul Schlicke, la satire contre Nupkins est « shakespearienne », celle qui affecte Stiggins est « johnsonienne » (Dr Johnson, 1709-1784), et même Washington Irving (1783-1859) est convoqué pour les vieilles diligences, les voitures à cheval et les célébrations de Noël : de tous ces ingrédients, ajoute-t-il, « Dickens a réalisé un mélange éminemment dickensien » (« the mixture was distinctively Dickens's »).

### L'expérience personnelle de Dickens

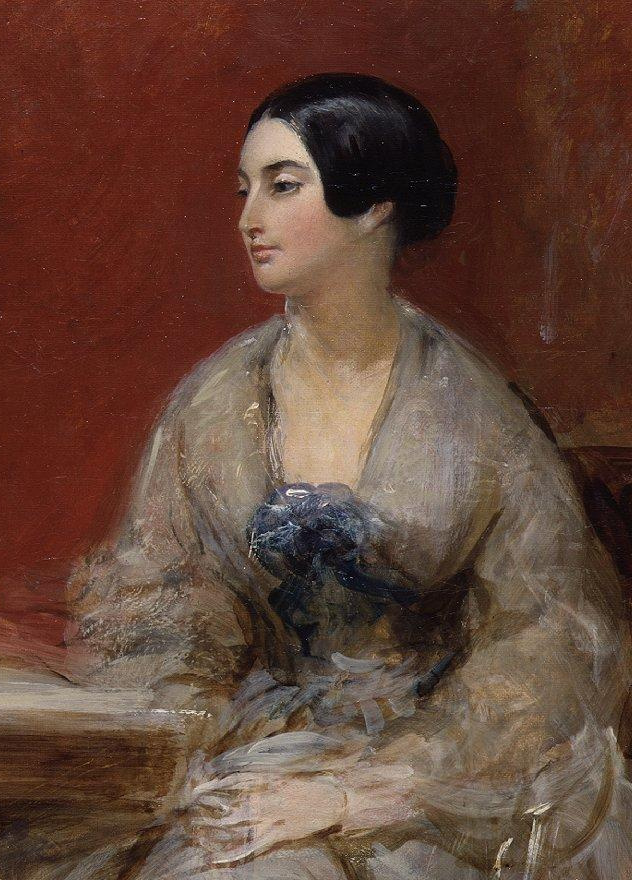
La belle Caroline Norton (Frank Stone).

À bien des égards, cependant, Dickens n'a trouvé de modèle qu'en lui-même. Robert L. Patten souligne qu'il utilise comme décor les lieux qu'il a connus enfant, journaliste ou clerc d'avocat. L'emprisonnement de son père pour dettes en 1824 lui a rendu l'univers carcéral familier ; ses chroniques au Morning Chronicle le jettent au contact de l'actualité quotidienne : ainsi, l'altercation entre M. Pickwick et Blotton du premier chapitre s'appuie sur des joutes oratoires entendues au parlement entre Canning et Brougham ; les démêlés électoraux d'Eatansville se nourrissent des fraudes de Sudbury en 1835 et d'Ipswich qui ont enflammé la chronique en mai 1836 ; la scène du procès rappelle son propre compte rendu du scandale Norton-Melbourne, rendu notoire par la célébrité du prévenu, le Premier ministre Lord Melbourne en personne, poursuivi pour adultère par l'Honorable George Chapple Norton, avocat, parlementaire, mais aussi mari abusif de Caroline Norton, petite-fille de Richard Brinsley Sheridan et grande figure, par sa beauté, son intelligence et sa culture, des salons londoniens. Ses personnages, outre les modèles du siècle précédent, empruntent beaucoup au théâtre comique à la mode, par exemple à The Boarding House (« La Pension de famille »), farce déjà ancienne qui tient allègrement la rampe, et même les Wardle ressemblent à des stéréotypes de comédie, le père de famille au tempérament carré, les filles à marier, la tante vieille fille jalouse. Enfin, certains des noms choisis figurent sur les pierres tombales de Chatham ou sur les livres de compte de Ellis and Blackmore, d'anciens employeurs.
De plus, comme le souligne John Sutherland, la technique de la publication échelonnée de mois en mois, qu'il inaugure vraiment avec The Pickwick Papers, apporte d'emblée à Dickens le souffle et le cadrage dont il a besoin. John Sutherland explique, en effet, que le commerce du livre est en chute dans les années 1830, le réseau des distributeurs s'est rétréci, les libraires ferment boutique. Avec la publication mensuelle, la distribution passe aux mains du système journalistique couvrant tout le territoire et assurant ainsi, grâce aux librairies ambulantes (circulating libraries), des livraisons à domicile touchant tous les foyers : avantage certes, mais contraignant pour l'auteur qui, mois après mois, se doit de passionner, de créer l'attente et à qui aucune faiblesse n'est pardonnée. En outre, le format dit « magazine » crée d'autres obligations : nombre de pages strictement limité, une certaine dose d'actualité, même si elle est camouflée par un recul chronologique, des références complices. Tout cela, écrit Adam Roberts, fait qu'avec The Pickwick Papers de Dickens, le lecteur devient l'un des maîtres d'œuvre de l'architecture de l'imaginaire. L'humour, par exemple, ne peut fonctionner que s'il est « reconnu », les personnages ne sont acceptés que dans la mesure où ils correspondent, même s'ils ont vocation à évoluer, à des types déjà identifiés, etc.
Enfin, comme le signale encore Adam Roberts, certains de ses contemporains, Thackeray, Bulwer-Lytton, Wilkie Collins en particulier, donnent à Dickens, sans qu'il s'en rende toujours compte, du grain à moudre, encore, ajoute-t-il, qu'il sache faire naturellement du Dickens de tout : ainsi, avec The Pickwick Papers, « son génie a su de façon significative se tailler une place résolument à part dans le roman de son temps » (« Dickens's own genius, in a significant sense, sets him apart from the novel of his age »). En fait, écrit Robert L. Patten, « ce ne sont pas les sources qui restent quelque peu rebelles à l'analyse, mais la sauce piquante » (« It is not the sources, but the sauce piquante, that has remained relatively impervious to analysis »).

## La manufacture du roman
De quoi ce premier roman, qui, d'après G. K. Chesterton, « essaie de raconter dix histoires à la fois » (« He tries to tell ten stories at once »), est-il fait ? Dickens, écrit Chesterton, met au pot les fantasmes et les expériences de son enfance, insère des nouvelles sans réel rapport avec son propos, commence des épisodes et les laisse inachevés. Pour autant, précise-t-il encore, il a une vision, « c'est la vision de l'univers dickensien, le dédale des routes blanchies, la carte bourrée de villes fantasmagoriques, les voitures tonitruantes, les marchés résonnant de clameurs, les auberges en furie, d'étranges silhouettes fanfaronnes. Telle est la vision de Pickwick » (« It was the vision of the Dickens world — a maze of white roads, a map full of fantastic towns, thundering coaches, clamorous market-places, uprorious inns, strange and swaggering figures. That vision was Pickwick »). De plus, au fur et à mesure de son avancée, le livre monte en puissance et en maîtrise (powerful and masterly). C'est un roman, une épopée, un déferlement d'imagination, et aussi un livre de sagesse, composantes parfois héritées de la tradition, le plus souvent originales et dont l'amalgame, selon Chesterton, reste unique en son genre.

### La composante d'origine picaresque

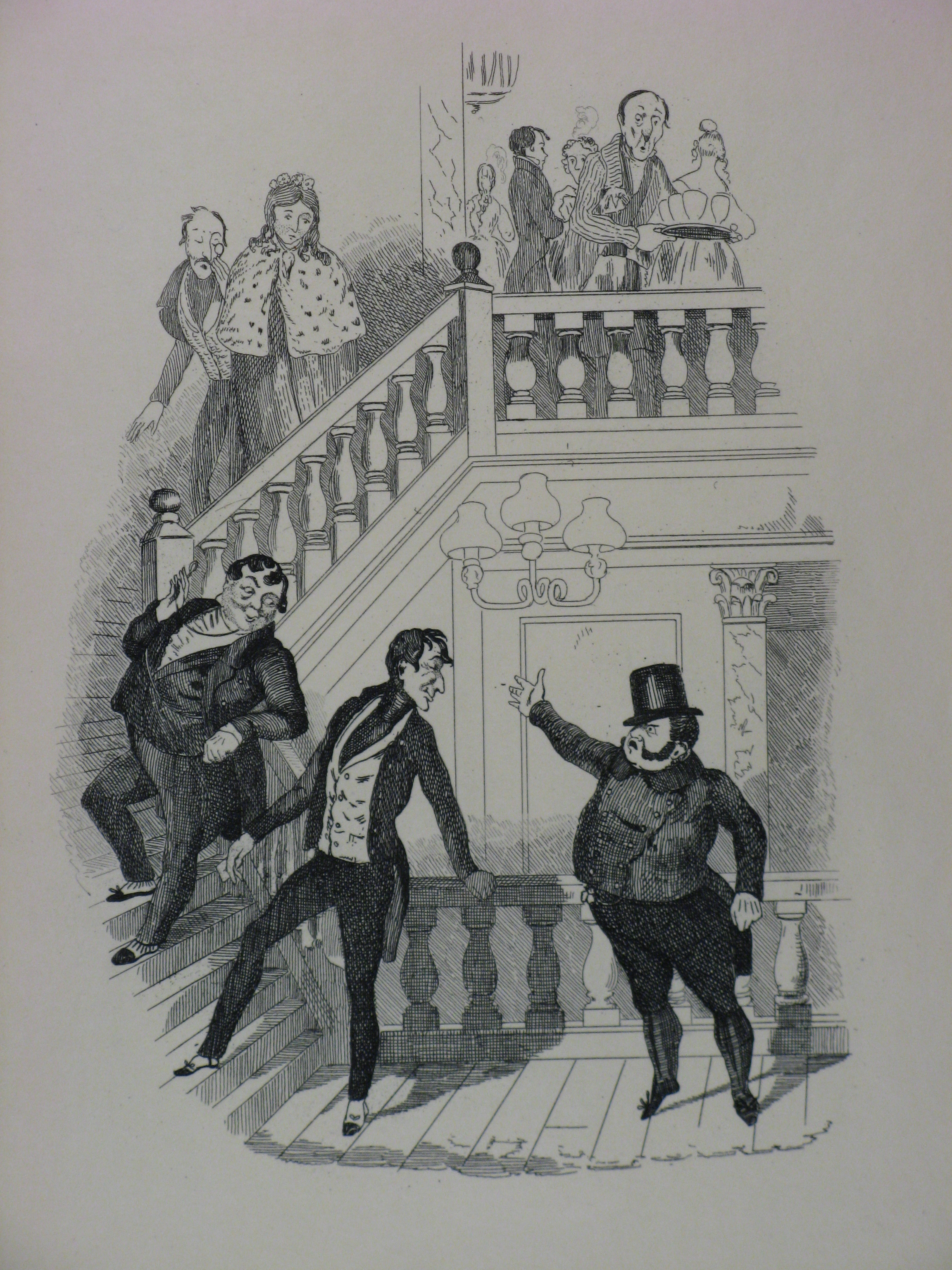
Le Dr Slammer aux prises avec Jingle (Robert Seymour).

Du roman picaresque, The Pickwick Papers possède de nombreux ingrédients : une aventure routière qui convoie des passagers d'auberge en auberge dans des villes où le hasard, plus souvent que leur choix, les jette sans qu'ils n'y puissent mais ; un couple central moulé sur le prototype cervantesque, le maître et son valet, l'un innocent et l'autre futé ; des rencontres de passage dont certaines s'agglutinent au groupe, ne serait-ce que le temps d'une étape ; des digressions sous la forme de nombreuses histoires rapportées.
Le modèle diverge, cependant, dès la première description. Le héros bedonnant, à la face rubiconde et binoclarde, habillé à l'ancienne, célibataire endurci, est déjà d'un certain âge, avec un passé dans les affaires. Rien en lui du jeune roué affamé en quête de bonne fortune (et le plus souvent de fortune tout court), ni du squelettique chevalier errant que consument des fantasmes chevaleresques. Comme le résume Robert L. Patten, « son corps bien nourri est emblématique de sa différence d'avec le picaro traditionnel » (« Pickwick's well-fed body is emblematic of his difference from the traditional picaro »). De plus, ni lui ni sa suite n'émanent d'une société marginale ou délinquante et ne songent à la ruse ou la tromperie pour se tirer d'affaire. Enfin, ce n'est pas le héros qui raconte sa propre histoire, mais un narrateur facétieux dont les intrusions, franchement explicites ou discrètement implicites, ne cessent d'orienter le lecteur.
D'autre part, si satire et humour il y a bien et en abondance, ils s'exercent moins aux dépens de l'environnement rencontré qu'à l'encontre des protagonistes que leur maladresse ou leur naïveté placent en porte-à-faux par rapport aux personnes croisant leur chemin. Ainsi, ce sont eux qui, le plus souvent, se retrouvent dans des situations critiquables ou ridicules : alors que Gil Blas franchit un mur d'un saut, M. Pickwick se hisse par-dessus à grand-peine, soulevé à bout de bras par Sam, et retombe lourdement de l'autre côté sans pouvoir se relever. La deuxième scène, c'est-à-dire la première du voyage, présente déjà un schéma qui va se répéter d'épisode en épisode : M. Pickwick croit opportun, en effet, de commencer ses observations dans la voiture de louage conduisant le groupe au terminus de Rochester, et ses questions innocentes reçoivent des réponses narquoises ou grotesques qu'il prend pour argent comptant — le cheval a quarante-deux ans, etc. —, tant et si bien que le cocher se fait bientôt soupçonneux, puis belliqueux, se demandant s'il n'a pas embarqué des espions à l'affût des abus, bien connus de lui, que commet sa profession.
L'ultime recours qui s'offre à Pickwick est en soi une autre humiliation : un compagnon de voyage mal habillé mais apparemment avisé, qui remet chacun à sa place : « Voilà, n° 924, prends tes sous et disparais, et quant à vous, honorés messieurs, […] assez de vos sottises… » (« Here, No. 924, take your fare, and take yourself off — respectable gentlemen […] none of your nonsense »),. Et quand, à Rochester, Mr Winkle est à son tour victime d'un irascible médecin militaire, l'étranger secourable les tire encore d'affaire, mais, comble de colère et nadir de l'humiliation, il n'est, apprennent-ils, qu'un acteur itinérant qui les a dupés par son génie de la métamorphose et la virtuosité de son bagout, les deux brillamment adaptés à chaque situation et à chaque interlocuteur (chapitre 3).
Quels personnages Dickens a-t-il donc choisis ? Quatre fumistes (humbugs) d'âge mûr. Dans ces conditions, en effet, rien d'étonnant à ce que le tout premier épisode suffise à révéler ces Pickwickiens pour ce qu'ils sont, des incompétents mal lotis, en dépit de leurs prétentions, pour affronter un monde plein d'énigmes, l'étroitesse d'esprit « prolétarienne » d'un cocher et un protocole militaire indéchiffrable. Les héros doivent leur salut à l'expertise d'un simulateur sans rang ni sens moral (« low class and conscienceless »), un vulgaire « Alfred Jingle », mystificateur de génie, impudent de surcroît, que Dickens utilise comme joker dès le second numéro et tout au long de son épopée. À sa façon, comme Sam Weller, Jingle est devenu indispensable, son rôle s'est affermi ; créateur d'événements et catalyseur de révélations, le pantin se mue peu à peu, par ses frasques et ses astuces, enfin par sa déréliction, en maître à « faire penser ».
Malgré tout, une qualité picaresque de choix demeure en M. Pickwick, écrit Robert L. Patten, que le valet Sam Weller résume à sa façon imagée : « Grâce soit rendue à ses vieilles guêtres. Grâce me soit rendue si je n'pense pas que son cœur est né vingt-cinq ans après son corps, au moins » (« Bless his old gaiters. Blessed if I don't think his heart must ha' been born five-and-twenty years arter is body, at least! »). Sam rend ici hommage à la jeunesse d'esprit (youthful spirit) de son bouffon de maître, et justement, ajoute Patten, une bonne partie de l'humour de ce roman réside dans la disparité entre cet esprit et la rotondité du contenant. Mais c'est cette jeunesse d'esprit qui lance le bedonnant retraité vers l'inconnu, preuve qu'il s'agit là de bien plus qu'un simple procédé comique.

### La composante populaire: Sam Weller

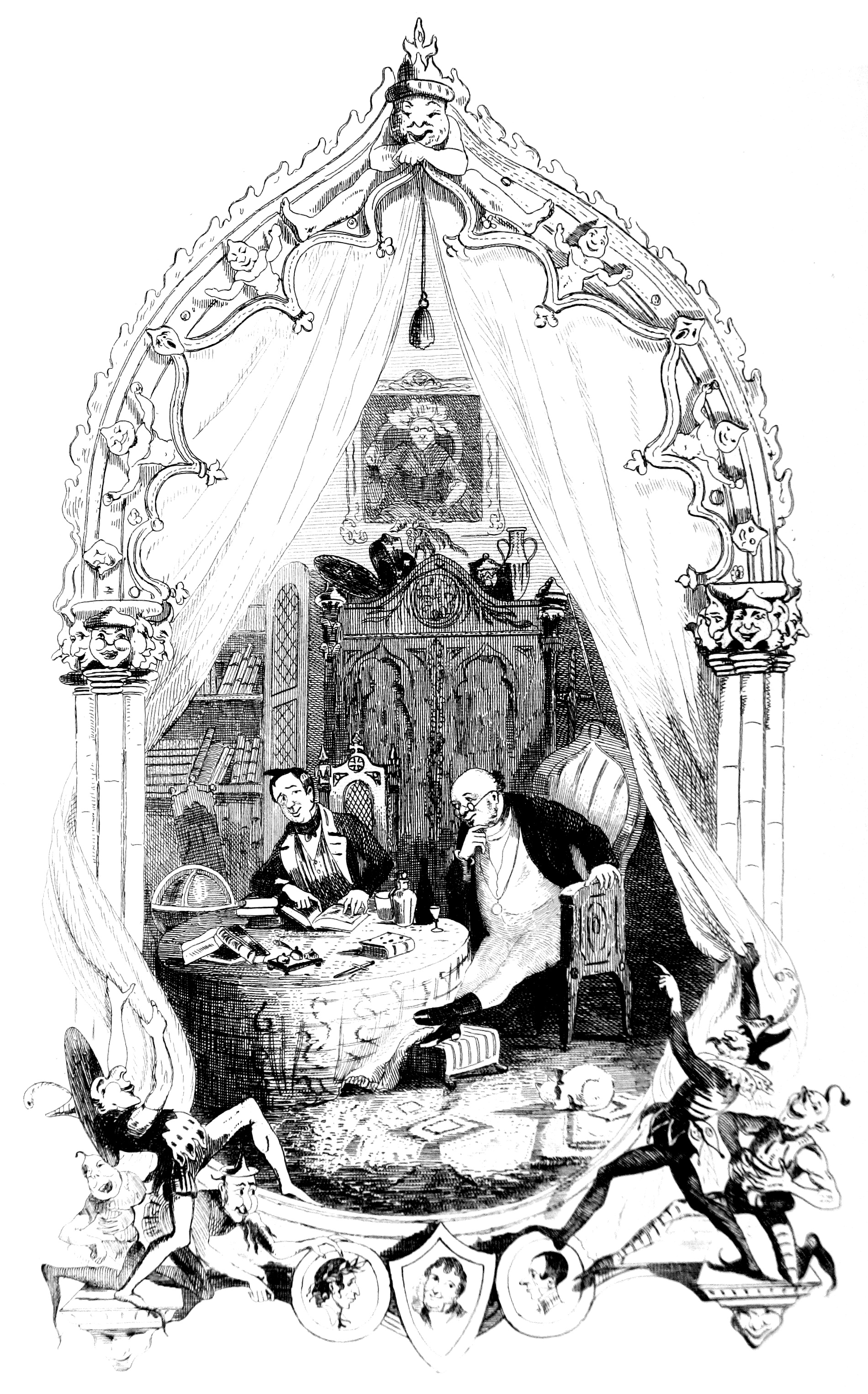
M. Pickwick et Sam Weller.

Dans la mesure où les Pickwickiens, et singulièrement leur mentor, sont incapables d'observer correctement le monde qu'ils se sont donné pour mission d'analyser, l'Angleterre du début du siècle n'apparaît d'abord qu'a contrario, par l'envers des déboires dus à leur incompétence. Il faut attendre l'arrivée de Sam Weller pour que les choses soient enfin vues à l'endroit et que s'explique l'absurde dans lequel personnages et lecteurs sont immergés. Il y a là un paradoxe que souligne G. K. Chesterton : Sam Weller, un valet, donne du sérieux à l'histoire. Outre le fait qu'il supplante en humour M. Pickwick qui devient sa principale cible, il rend tout son crédit à l'intrigue parce qu'à lui seul, il y introduit sa composante essentielle : le peuple anglais (« Sam Weller introduces the English people »).
Sam Weller est en effet, ajoute Chesterton, le grand symbole de la populace anglaise : « son flot incessant de saines absurdités » (« His incessant stream of sane nonsense »), cette ironie permanente, cette « divine dérision » appartiennent au « petit peuple » (the English poor) et il incarne l'esprit de la rue. Désormais, « le lecteur ne peut se contenter d'être seul à rire des gens maintenant qu'il a trouvé quelqu'un avec qui le faire » (« The reader cannot go on being content merely with people to laugh at when he has found some one he can laugh with »). De plus, à la différence des traditionnels couples maîtres-serviteurs comportant souvent un valet voyou et un maître grugé, ici, même si l'ironie de Sam s'exerce souvent à l'encontre de Pickwick, ni l'un ni l'autre n'est lésé par leur association : Weller n'a rien du filou et Pickwick reste un homme de bonne volonté. Ainsi, fait remarquer Chesterton, « Sam Weller représente en quelque sorte une connaissance joyeuse du monde et Pickwick une ignorance encore plus joyeuse du même monde » (« Sam Weller stands in some ways for a cheerful knowledge of the world; M. Pickwick stands for a still more cheerful ignorance of the world »).
Chesterton trouve une autre vertu à cette association : dans ce livre dénué de pathos, explique-t-il, Sam Weller garantit en quelque sorte la sincérité du sentiment. Lorsqu'il s'agit de rester en prison, pour Pickwick, c'est d'abord affaire de principe, alors que, pour Sam, c'est tout de suite une question de fidélité, donc d'amour. Ainsi, malgré ses efforts pour brider sa compassion, Dickens laisse poindre une tendresse, inégalée ailleurs, sans jamais rompre le flot continu de l'humour : tant de complicité entre deux êtres si différents et devenus complémentaires ressemble à de l'affection, et Sam Weller touche au sublime lorsqu'il rend visite à son père après la mort de sa seconde femme. Aucun faux-semblant chez eux pour prétendre que la morte a été différente de ce qu'elle a vraiment été, une épouvantable mégère, explique Chesterton ; leur respect va à la mort et au mystère de la faiblesse humaine. Dans cette scène, écrit-il, « peut-être pour la première et la dernière fois, Dickens atteint à la dignité du pathétique. Il commence par brider sa compassion, puis lui laisse libre cours » (« He is restraining his compassion, and afterwards he let it go »). Le pathétique, ici, reste privé, « étroit » (narrow pathos), à la différence de ce qu'il devient plus tard, « public, contagieux, une sorte de journalisme de la rougeole » (« infectious, public, as if it were journalism of the measles »).

## La thématique du roman

### L'unification thématique

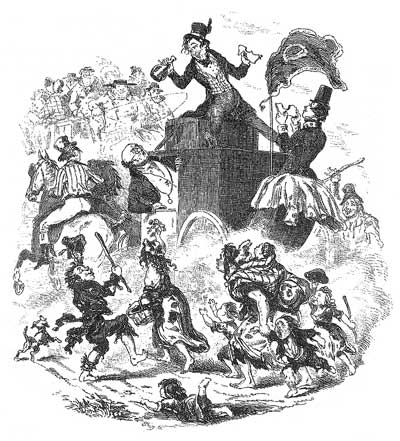
Les dissipations de la jeunesse : Bob Sawyer en voyage.

Robert L. Patten souligne que dès le début se trouvent les germes d'une unification thématique : Dickens commence à la hâte, jette pêle-mêle des stérérotypes, des algarades de farce, une langue pas encore assurée , et il atteint à ce que Steve Marcus appelle une « transcendance […] une représentation de la vie […] cadrant avec la vision idéale des relations humaines en communauté » (« [a] transcendence […] a representation of life that fulfills that vision […] of the ideal possibilities of human relations in community »).
Cette unification passe par les personnages qui sont mutuellement définis selon une méthode de contrastes que Dickens inaugure dans The Pickwick Papers et qu'il développe tout au long de son œuvre. C'est en les opposant qu'il révèle la matière de leur être ; non seulement ils sont conduits à entrer en collision entre eux et avec le monde, mais chacun se mesure en outre à l'aune de son chef, qui lui-même gagne en épaisseur psychologique à leur contact : ainsi se compose peu à peu le tableau de ses attitudes envers les femmes, les amis, les voyous, les ennemis vaincus, le mariage intéressé, l'amour véritable, le voyage, l'alcool, la bonne chère, le snobisme.
Dickens choisit une galerie de portraits très vaste, qu'il élabore hiérarchiquement : à l'étage supérieur, la quasi-perfection du personnage central s'oppose à la bestialité des héros figurant dans les histoires intercalées ; en dessous, la bonté innée d'un Sam Weller se confronte aux dissipations de la jeunesse que représentent Bob Sawyer et Ben Allen. À côté, les compagnons, chacun se frottant aux autres et tous à la perversité du monde, sont conduits à reconnaître, accepter et réparer leurs travers réciproques. En définitive, ils réussissent à acquérir un statut moral, passant du stade de personnages types de comédie traditionnelle à celui de bons bourgeois rangés, à l'image de leur mentor ; même Alfred Jingle, cet habile chenapan ramassé en chemin, connaît une forme de grâce que ses souffrances en prison semblent lui avoir méritée, puisque Pickwick, en achetant sa liberté, lui rend une dignité d'homme.
En ce sens, l'épisode de la prison sert de catalyseur : la noirceur y est bien réelle et non fictive comme dans les contes ; que sont les travers et les anicroches du monde, en effet, au regard des souffrances qu'elle recèle ? Amis, ennemis, tous s'y retrouvent à la même enseigne : Pickwick met deux mois à faire la part des choses, puis prend résolument le parti du pardon, de la charité, et du même coup, de la maturité. C'est lui, en définitive, le démiurge tout-puissant qui triomphe des forces du mal, assure la paix des cœurs et crée le petit paradis, humble réplique de Dingley Bell, qui se rassemble à Dulwich,.

### «L'instinctive bienveillance chrétienne» (Robert L. Patten)
Jem Huxley fait remarquer à M. Pickwick que « le matin du jour et le matin de la vie, c'est du pareil au même » (« The morning of day and the morning of life are but too much alike »). Autre façon imagée de dire les choses, James R. Kincaid commence son article sur The Pickwick Papers en évoquant la symbolique de Noël qui, écrit-il, est au cœur du roman, avec ce pouvoir, qu'exprime Dickens au chapitre 28, de nous rendre les illusions perdues de nos jeunes années (« Happy, happy Christmas that can win us back the delusions of our childish days »). Noël, précise-t-il, symbolise la reconquête de la liberté et de la joie que célèbre le roman. Robert L. Patten ajoute qu'en effet, la jeunesse d'esprit et une grande part de l'humour sont bien plus qu'un procédé comique, mais bien le thème princeps qu'entend développer Dickens, et il souligne lui aussi l'importance de Noël, plage d'harmonie, de paix et de bonne volonté, où « chante l'esprit de M. Pickwick » (« the spirit of M. Pickwick sings »), où même la vieille Mrs Wardle, d'habitude si renfermée, ouvre la danse au bras de son hôte.
De cette innocence première, Pickwick se doit de préserver « l'instinctive bienveillance chrétienne » (« its instinctive Christian benevolence »), authentique et altruiste dont il a été doté, celle, justement, qu'illustre a contrario le conte du curé de Dingley Bell, « Le Retour du forçat ». Contrairement à Heyling, le pauvre héros du « Conte du client bizarre » que raconte cette fois Jack Bamber, M. Pickwick, à l'orée de ses aventures, n'a connu ni la culpabilité ni la privation. Mais en prison, il se trouve face à de jeunes débauchés qui ont trop tôt rencontré la vulgarité et à des hommes d'âge mûr affichant une pâleur et une mine défaite inconnues. Là rôde le danger : M. Pickwick risque de se faire prendre dans les filets du vilain monde qui a détruit la jeunesse et saccagé la bienveillance.

### «L'éducation à la picaresque» (Robert L. Patten)
M. Pickwick change-t-il vraiment ? Les critiques sont radicalement divisés sur ce point : Barbara Hardy et John Hillis-Miler le nient ; Edgar Johnson et K. J. Fielding l'affirment. Robert L. Patten, quant à lui, parle de « métamorphose » : le savant pompeux se fait humble étudiant, le reporter crédule devient efficace diplomate, le voyageur irascible se mue en gentleman réfléchi. Il est vrai que deux guides l'ont, en quelque sorte, pris par la main, à son corps défendant pour le faux maître Jingle dont les frasques doivent être prévenues ou réparées, pour son plus grand bonheur avec l'excellent pédagogue qu'est Sam Weller. De cette association naissent les premiers bourgeons d'une prise de conscience, d'abord l'acceptation que, livré à sa seule sagacité, il est incapable d'explorer le monde. Sam, lui, est depuis longtemps averti des choses : déjà, avec son premier métier, il savait mesurer les gens « du soulier jusqu'en haut plutôt que du cœur jusqu'en bas » (« from the shoes up rather than from the heart down »), et maintenant, il apprend des choses toutes simples à son maître, aveugle jusque-là malgré son immense longue-vue, par exemple que bien des gens ne peuvent, comme lui, se payer des tonneaux d'huîtres et que d'autres n'ont pour tout logis que les piles du pont de Waterloo. Lui au moins sait, comme il le dit si bien, « jouer à saute-mouton avec les soucis » (« at leap-frog with life's troubles »), ce qui lui permet de guider son élève dans le labyrinthe de la vie, comme il n'y a guère dans le dédale des couloirs à « L'Auberge du cheval blanc ». Pour autant, il n'est pas indemne de naïveté (ne croit-il pas, avant de revenir sur cette absurdité, son maître capable de se compromettre avec des dames sans défense ?) qui s'avère, elle aussi, sujette à correction. La leçon est vite assimilée, cependant, et elle lui donne l'idée, dans la prison de la Fleet, de vaincre les idées préconçues de Pickwick, devenues pernicieuses, par la parabole de l'« homme à principes qui s'est tué pour en faire la preuve ». Du coup, le regard change, et triomphe vraiment l'amour, non plus du monde en général, mais d'autrui en particulier, un amour instruit et avisé cette fois, produit de la bienveillance innocente de l'un et du cynisme optimiste de l'autre.
Comment mesurer ce changement ? Au départ, M. Pickwick se meut dans un monde qui, bien que trompeur et coléreux, résout ses problèmes de façon comique. Seules les histoires intercalées poursuivent leur implacable logique du mal jusqu'à ce qu'il soit trop tard. Sept d'entre elles, fait remarquer Robert L. Patten, sont concentrées dans les premières parties, illustrant les dangers de la vie avant que M. Pickwick n'en rencontre un seul qui puisse s'y comparer, d'abord le procès, puis, et surtout, l'incarcération, son entrée réelle, et non par procuration, dans les ténèbres. De façon significative, le dixième récit, qui narre la vision de Gabriel Grub, se situe au centre même du roman (dixième partie), comme un ultime résumé des menaces exposées par les neuf autres et aussi un exemple positif de conversion, puisque le regard misanthrope du héros y devient attentif et secourable. Ce conte si stratégiquement placé sert donc de charnière, technique pour l'intrigue, et morale en ce qui concerne le schéma général.

### «Le triomphe de l'amour» (Robert L. Patten)

#### De l'homo gloriosusà l'amant sérieux
Le triomphe n'est pas chose facile ; les pantins de comédie du début, Dickens les change peu à peu de homines gloriosi en amants sérieux : Winkle, Snodgrass et Sam trouvent une âme sœur idéale, Pickwick lui-même s'éprend d'une autre, moins en chair mais plus vaste, l'humanité qu'il fait sienne. Pour lui comme pour les autres, la route n'a pas été facile. Tupman surtout, le premier à aimer, est meurtri par son contact avec le faux-semblant quand ce n'est pas la fausseté, et sa capacité à aimer s'en trouve bien entamée ; Snodgrass est exposé lui aussi à la chute, et il lui faut des mois pour s'en remettre. C'est en ce schéma que W. H. Auden discerne le mythe de la chute de l'homme, si commun à nombre d'œuvres victoriennes : Wuthering Heights (Emily Brontë), Jane Eyre (Charlotte Brontë), Le Moulin sur la Floss (George Eliot), L'Épreuve de Richard Feverel (en) (George Meredith), qui concernent tous l'expulsion hors d'un paradis naturel abritant l'innocence. Dans The Pickwick Papers, ce paradis existe, réduit clos et protégé que bouleverse bientôt une invasion inopinée et brutale dispersant ses membres et disloquant ses certitudes, et qui n'est qu'imparfaitement reconstitué à la fin en son harmonie première.

#### Les quatre invasions

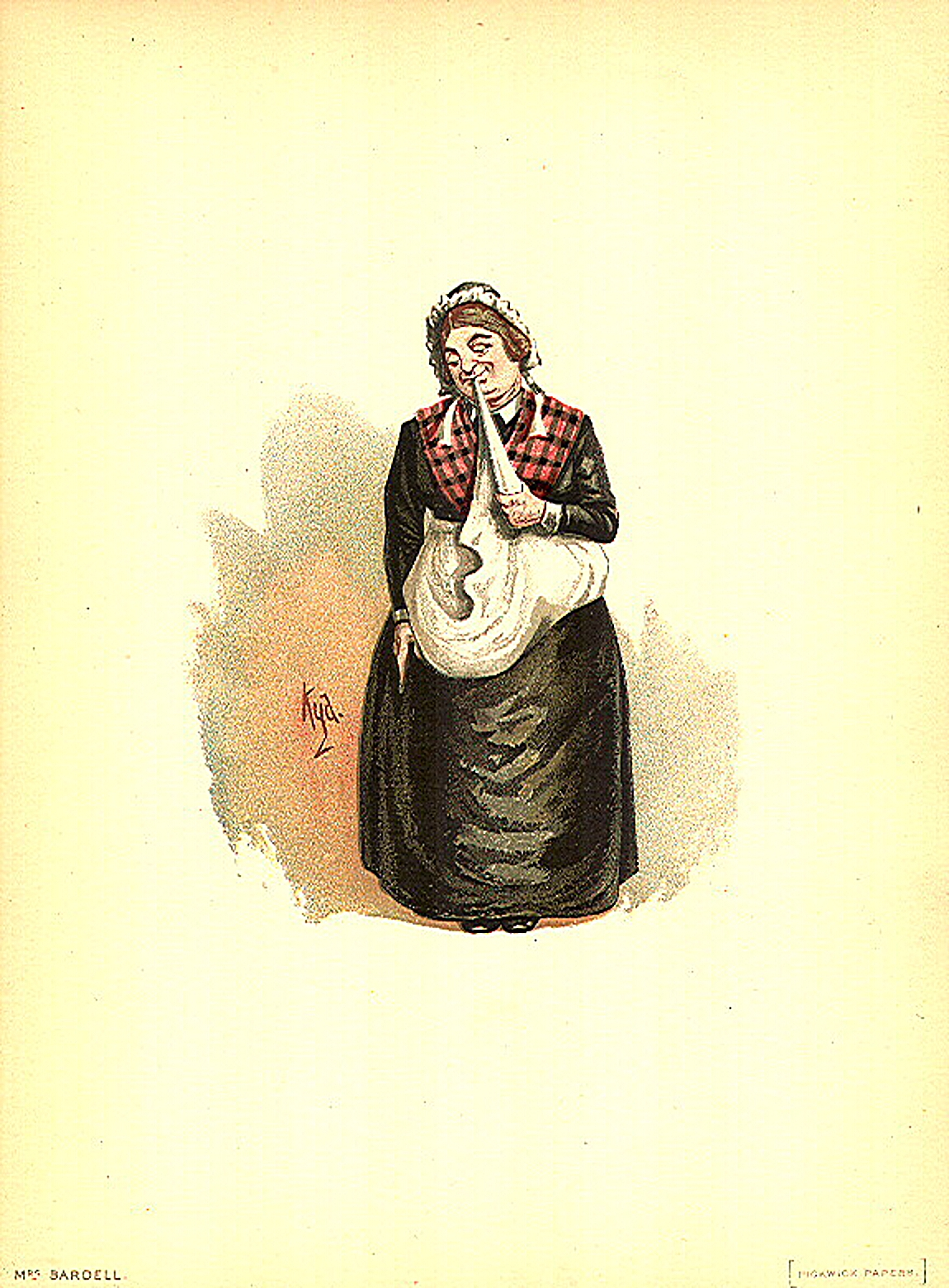
Mrs Bardell, que le discours tarabiscoté de M. Pickwick a induite en erreur.

Robert L. Patten identifie quatre sortes d'invasions dans le roman, d'abord destructrices, puis constructives, puisque, peu à peu, leçon en est tirée.
La première est l'œuvre de Jingle, cette « couleuvre » (snake in the grass) qui se glisse dans la voiture, puis à Dingley Bell, et qui, caché derrière sa façade linguistique, perçoit ce qui s'y passe avec une acuité paradoxalement partagée par le gros gars enclin à dormir. L'harmonie rompue par le rocambolesque enlèvement est certes réparée, puisque Rachel est ramenée au bercail, mais Tupman, blessé en son âme ou tout simplement dépité, fuit à Cobham où la bonne chère de « La Bouteille de cuir » s'avère, il est vrai, réparatrice.
La deuxième invasion est celle de Mrs Bardell dont l'indéniable bonne foi a été induite en erreur par l'incompétence verbale de son locataire : ainsi, à son corps défendant, M. Pickwick détruit lui-même son oasis de Goswell Street et se prépare des lendemains qui déchantent, surtout que ses meilleurs amis, tous gens de parole, ont été directement témoins.
Troisième rupture, Mr Winkle joue au « serpent » à Eatansville. Tout se passe alors comme si, à elle seule, l'innocence restait incapable de préserver son harmonie des forces destructrices qui l'assaillent : lorsque Pickwick se met en tête d'intervenir, il se fait duper par Jingle qui, se jouant de lui, lui donne le rôle d'envahisseur de l'hortus conclusus de Westgate House où s'abritent tant de jeunes filles. Il progresse cependant et, perché lui-même tel un trop gros serpent au sommet d'un arbre trop haut, il réussit à surprendre le doux marivaudage de Winkle et d'Arabella, un authentique amour celui-là, qu'il reconnaît comme tel.
La quatrième invasion, enfin, est la prison de la Fleet qui, en retenant Pickwick, détruit de facto son cocon douillet de célibataire argenté. La prison, fourrière au centuple, jardin stérile : c'est Spike park, comme la dénomme Jingle, « le parc aux piques ». Là aussi, M. Pickwick, restant primus inter pares, s'efforce de faire le bien. Dans un sens, c'est lui qui désormais envahit, puisqu'il visite les lieux jusqu'aux recoins les plus sordides : mais face aux souffrances des hommes déchus, sa bonne volonté s'avère encore impuissante, et, vaincu, il se retire dans sa chambre, non par caprice ou mortification, mais seulement parce qu'il vient de mesurer sa petitesse, son inefficacité : enfin, il sait qu'il ne sert à rien.

#### Les gens de la lettre et ceux de l'esprit

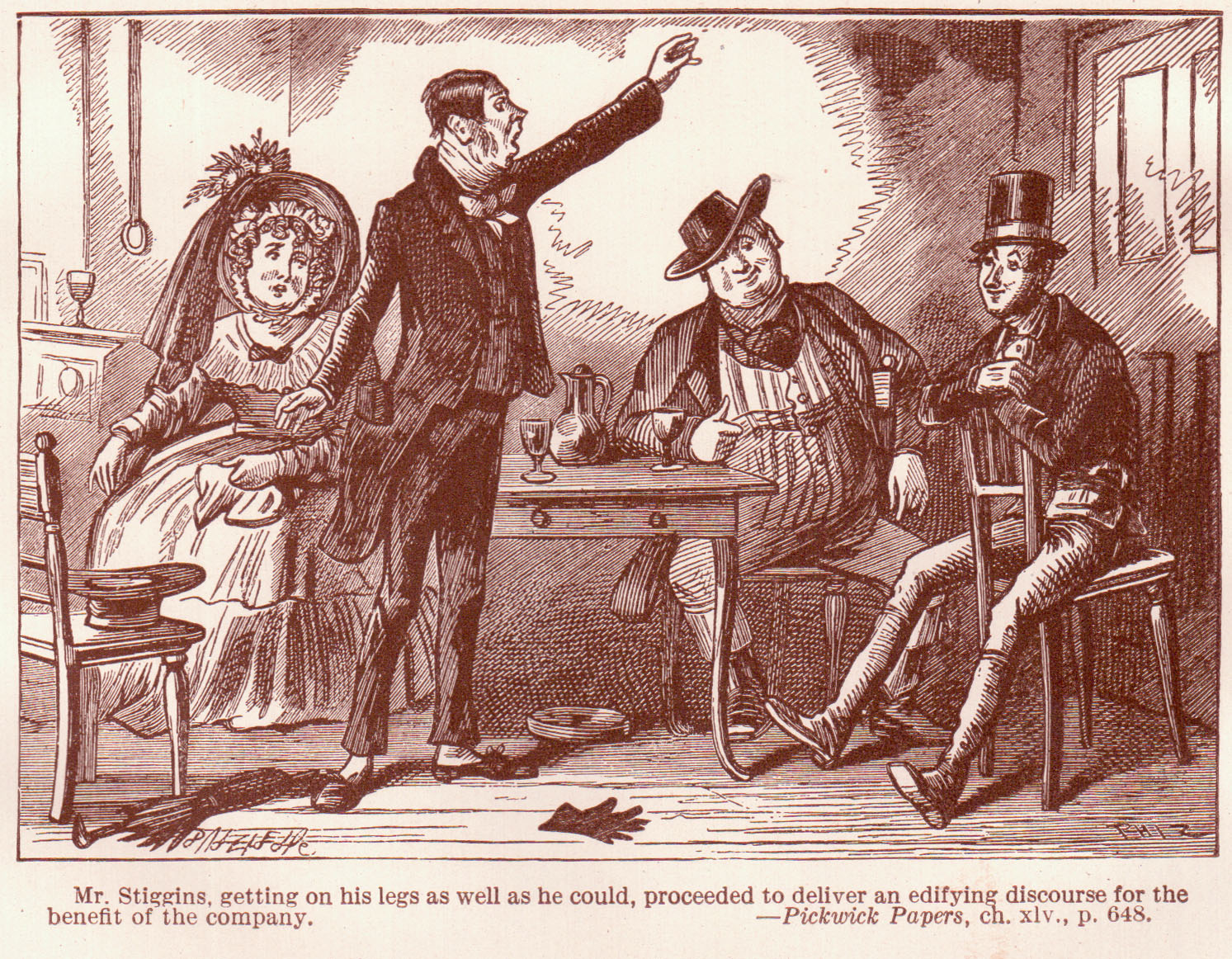
Mr Stiggins se lève avec peine et discourt pour l'édification de la famille Weller.

De plus, poursuit Robert L. Patten, le bouleversement du « beau jardin de l'harmonie » (« fair garden of harmony ») n'est pas seulement physique. La distribution des rôles le révèle d'emblée : d'un côté, des hommes que ne concernent que les affaires ; de l'autre, ceux qui se préoccupent de l'humanité. Les premiers parlent lettre, les autres esprit ; pour les uns le langage est outil de tromperie, pour les autres il est agent de révélation, quelle que soit la maladresse avec laquelle ils le manient. Dans la première catégorie se trouvent les hommes de loi, les docteurs, les acteurs, les ministres du culte, les pédants ; dans la seconde, des gens comme Mr Wardle, et surtout Sam et son père Tony qui ne jouent le rôle de débiteurs impécunieux que pour servir une bonne action. Ne pas respecter la lettre est dangereux : en fait, ce sont des périphrases qui mènent M. Pickwick derrière les barreaux ; mais l'appliquer à la règle, comme le font Buzfuz et le révérend Stiggins, l'évangéliste dont les principes ruinent et tuent, est une façon de se tromper soi-même et de léser autrui par la même occasion.

#### La vraie retraite deM.Pickwick
Lorsque M. Pickwick, comme l'écrit James R. Kincaid, a terminé sa propre éducation en « subissant une mise en cause réductrice de son identité, passant de M. Pickwick meneur d'homme, savant détaché, gentleman, à homme bienveillant, puis simple être humain » (« undergo a reductive questioning of identity. M. Pickwick as a leader of men, a detached scientist, a gentleman, a benevolent man, and simple human being »), lorsqu'il ne se préoccupe plus de ce qui lui est dû, mais de ce qui est dû aux autres, lorsque les « vrais » couples, Winkle et Arabella, Snodgrass et Emily, Sam et Mary, sont enfin réunis, ses efforts ayant payé, il peut annoncer sa retraite, la seconde en réalité puisqu'il n'est plus au travail depuis longtemps, mais celle qu'il a vraiment méritée, après l'expérience de la prison, par son militantisme de l'amour. Son pèlerinage a servi à son éducation et à celle de ses compagnons, mais a aussi profité au narrateur et au lecteur, puisque le rire qu'il a généré les a menés de la bouffonnerie à la réflexion. Il a rassemblé les couples, uni les familles, père, fils et filles, frères et sœurs : pour reprendre l'expression de Tony Weller, il a servi en « bon cocher, comme un maillon reliant le célibat au mariage » (« a reg'lar coachman, a sort o' connectin' link betwixt singleness and matrimony »),.
Ainsi a été en définitive satisfait le triple rôle qu'il s'était assigné au départ : corriger son ignorance crasse du côté sombre de la vie, acquérir une plus juste compréhension du concept de bienveillance, démontrer la nécessité et la valeur de la charité. Si morale il y a, conclut Robert L. Patten, elle se résume à deux notions : « Il faut agir sur la foi d'un optimisme convaincu et pratiquer la charité envers tous. » (« One must act on the basis of a determined optimism, and practise charity towards all. »

## La manière d'écrire

### Un narrateur omniscient
Le titre complet du roman, qui inclut les mots papers  et posthumous (papiers, documents posthumes), incite à penser qu'il n'est qu'un assemblage de notes, lettres, journaux intimes et minutes de comptes rendus. D'emblée, cependant, le récit prend une tournure différente. Le narrateur Boz est censé faire un travail d'édition, remettre de l'ordre dans les documents du club et les présenter en une histoire unifiée et cohérente. Très vite, cependant, ce rôle se met en veilleuse et un narrateur à la troisième personne prend ouvertement le relais. Ce nouveau venu a ses préférences : certes, il dispose de l'omniscience et de ses deux principaux attributs, l'ubiquité et la clairvoyance, puisqu'il voit et entend chaque chose et partout, qu'il soit ou non au cœur de l'action ; il peut aussi pénétrer à l'intérieur des têtes et y lire les pensées.
Mais telle n'est pas son attitude préférée : il préfère rester dehors et assister au spectacle, yeux et oreilles grands ouverts, comme si les personnages évoluaient sur une scène : il décrit alors leur aspect physique, leurs gestes, et surtout rapporte ce qu'ils disent. Tous disposent d'une langue extraordinairement bien pendue qui leur donne vie en une multitude de rôles rivalisant de diversité, d'exubérance, d'extravagance, voire de loufoquerie.
Comme au théâtre, l'action dans The Pickwick Papers appartient donc à l'immédiat, l'ici et maintenant : le lecteur est aux côtés du narrateur pour assister aux scènes, et si les temps du passé qu'utilise le récit renvoient à la décennie précédente, ce n'est là qu'artifice littéraire, tant s'affichent d'emblée les moindres détails et sont rapportées les plus infimes paroles.

### «Les ventriloques de Dickens» (Nicola Bradbury)
Nicola Bradbury fait remarquer que Dickens délègue souvent son humour à des ventriloques. Certains, comme les conteurs dont le rôle s'arrête lorsque leur histoire est finie, sont de moindre importance. Deux jouent un rôle structurel dans le roman et leur discours caractérisé à l'extrême, épisodique pour le premier en raison de ses absences, quasi permanent pour le second, leur assure une primauté sur les autres personnages.

#### Mr Alfred Jingle
Entre d'abord en lice Alfred Jingle dont le parler économique se passe de tout lien grammatical, ce qui lui confère un redoutable impact dramatique dont témoigne, par exemple, la grotesque aventure de Donna Christina qu'il raconte dans la voiture au deuxième chapitre :
| « Splendid creature-loved me to distraction-jealous father-high-souled daughter-handsome Englishman-Donna Christina in despair-prussic acid-stomach pump in my portmanteau-operation performed-old Bolero in ecstasies-consent to our union-join hands and flood of tears-romantic story-very. » | « Splendide créature-m'aimait à la folie-père jaloux-fille à l'âme noble-bel Anglais-Donna Christina au désespoir-acide prussique-pompe stomacale dans ma malle-opération réussie-le vieux Bolero aux anges-consent à notre union-mains jointes et flot de larmes-histoire romantique-très. » |

« L'histoire, poursuit Nicolas Bradbury, joue à la marelle avec l'absurdité […], bourrée d'action […], se détachant avec l'aplomb d'un polar. » (« The tale skips in and out of absurdity […], action-packed […], emerges with all the aplomb of detective fiction. »)
Dans la prison de la Fleet, alors qu'il est épuisé et affamé, au bord de l'agonie, la forme de son discours ne change pas, même si le contenu macabre en est devenu pitoyable :
| « Nothing soon–lie in bed–starve–die-Inquest–little bone-house–poor prisoner–common necessaries–hush it up–gentlemen of the jury warden’s tradesmen–keep it snug–natural death–coroner’s order–workhouse funeral–serve him right–all over–drop the curtain. » | « Bientôt plus rien-allongé sur le lit-rien à manger-mort-enquête-petite boîte à os-pauvre prisonnier-besoins quotidiens minimum-affaire étouffée-membres du jury en affaire avec gardien-pas de vague-mort naturelle-verdict du juge-enterrement dernière classe-bien mérité-fini-rideau baissé. » |

Les improvisations de Jingle, nerveuses, saccadées, écrit Nicolas Bradbury, sont comme le reflet des origines chaotiques du livre. L'arrivée de Sam Weller au chapitre 10 inaugure un développement plus soutenu, et, avec lui, le roman trouve vraiment sa direction.

#### Sam Weller

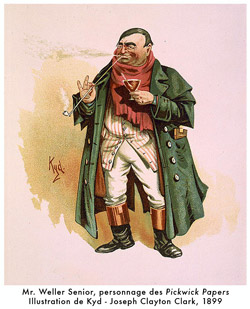
Tony Weller, sous-ventriloque de Dickens

Sam Weller, parfois assisté de son père Tony, est en effet le deuxième ventriloque de Dickens.
Sam a un sens de la repartie qui provoque à coup sûr le rire, comme le lecteur s'en rend compte dès sa première rencontre à l'auberge où il cire les bottes des clients : ainsi est rapporté ce bref échange : « Le numéro vingt-deux veut ses bottes — Demande au numéro vingt-deux s'il les veut maintenant ou s'il attendra qu'il les aient » (« Number twenty-two wants his boots — Ask number twenty-two whether he’ll have ‘em now, or wait till he gets ‘em »).
Mais sa particularité est surtout de s'exprimer de façon proverbiale en détournant le sens des proverbes qu'il utilise ou en les fabriquant de toutes pièces. Florence E. Baer a défini le schéma-type de son discours : « "_________" comme "_________" l'a dit, quand (comme, et) il (elle) "_________" » (« "_________" as ________ said, when (as, and) (s)he ________ »), autrement dit, une citation, l'auteur en étant « nommé ou simplement identifié » (« named or otherwise identified »), puis une phrase ou une expression qui projette la citation sous une lumière radicalement différente ou la place dans un contexte totalement incongru, le tout à des fins le plus souvent ironiques. Par exemple, mais ici, si ironie il y a, elle est bienveillante : au chapitre 23, lors du décès de Mrs Weller, l'acariâtre mégère évangéliste qui meurt d'avoir trop bu, Sam rend visite à son père et trouve le mot de la fin en disant simplement deux choses, quelque peu redondantes ; la première : « D'toute façon, ça d'vait arriver et ça a arrivé, comme disait la vieille dame après avoir épousé le valet de pied, y-a pus rien à y faire maintenant, hein Mary ? » (« Hows'ever, […] it wos to be - and was, as the old lady said arter she'd married the footman - Can't be helped now, can it, Mary ? ») ; et la seconde, tout aussi appropriée : « C'est fini et on y peut rien, et c'est une consolation, comme ils disent toujours en Turquie, quand ils s'sont trompés de tête à couper. » (« It's over and can't be helped, and that's one consolation, as they always says in Turkey, ven they cuts the wrong man's head off. »)

#### Les «wellerismes»
Le mot « wellerism », ajoute Florence E. Baer, a été forgé quelques années après Pickwick, vers 1845, et ce mode de langage, devenu un genre en soi, a fait l'objet d'études universitaires dès 1867. Cela dit, bien que Dickens ait revendiqué comme siens les wellerisms de son roman, Florence E. Baer signale que cette forme d'expression n'est pas née avec Sam Weller ni son père, mais appartient à une tradition orale prévalant dans les quartiers pauvres de Londres pendant la première moitié du XIXe siècle ; qu'elle a même été répertoriée et analysée à l'époque par Henry Mayhew qui a publié des entretiens « avec les pauvres de Londres » (« with the London poor ») en restant au plus près de leur idiome vernaculaire,.
D'un strict point de vue littéraire, cependant, les « wellerismes » sont issus des proverbes constituant l'essentiel du discours de Sancho Panza, le prédécesseur et homologue espagnol de Sam Weller. À la différence de ceux-là cependant, environ quatre-vingts pour cent de ceux de Sam sont morbides ou concernent des sujets relatifs aux dettes contractées, aux méfaits du mariage malheureux, à la misanthropie, au malaise social, comme si Dickens avait délégué une bonne partie de sa satire sociale à son porte-parole préféré.

### Le rire et l'humour
Si Dickens prend en considération les aspects les plus sombres de la vie, en particulier les conditions pénitentiaires qu'il décrit dans les chapitres concernant la prison de la Fleet, s'il montre aussi beaucoup d'irrévérence envers certaines institutions, la maréchaussée, le système judiciaire, la religion, par exemple, son livre ne propose aucune solution de rechange, pas même en faveur des débiteurs qui, comme son propre père, connaissent l'incarcération ; son propos semble plutôt de vouloir tenir la chronique des vicissitudes de la vie et d'en dénoncer les excès, mais par la comédie et le rire. Ainsi son humour est-il surtout de situation, avec des personnages de caricature que le lecteur peut facilement reconnaître autour de lui : l’avocat véreux, le prolétaire réaliste, le bourgeois naïf, etc.

#### L'exubérante joie de vivre
The Pickwick Papers se présente avant tout comme un livre lumineux dont le propos est la joie de vivre, l'amitié, la sympathie, la chaleur et la convivialité des relations humaines. Pas assuré et rapide, œil vif, regard acéré, cœur tendre, le livre pétille, et sa prose enlevée, ses dialogues étincelants, ses écarts et ses excès célèbrent par leur seule exubérance la liberté, l'ouverture, l'horizon de la jeunesse. C'est ce que James R. Kincaid, dans l'ouvrage Dickens and the Rhetoric of Laughter, a appelé « The Vision from the Wheelbarow » (« La vision depuis la brouette »), allusion au passage du chapitre 19 décrivant la béatitude, induite par le punch, qui s'empare de M. Pickwick, lorsqu'il sombre dans le sommeil du bienheureux au fond d'une brouette, le visage rayonnant, le sourire ensoleillé, le rire aux lèvres, l'œil scintillant de joie,.
La béatitude en question est le fruit de l'alcool, véritable potion magique ayant le pouvoir d'apaiser les querelles, de restaurer l'ordre, de procurer ce que Kincaid appelle une « sainteté confortable » (comfortable sanctity). Pour autant, ajoute-t-il, après l'épisode de la Fleet, cette potion, quoique jamais répudiée, devient de moins en moins efficace : c'est qu'elle n'a assuré que d'illusoires victoires, autant d'échappées hors de la réalité, et que, lorsque s'affirme le vrai monde représenté par la loi, l'alcool et la fuite qu'il induit restent inopérants. Mais la vision depuis la brouette demeure, reposant désormais sur des valeurs moins volatiles, ancrée sur une forme de transcendance.

#### L'embrigadement par le rire
L'humour, ici, est une arme de persuasion. C'est par le rire, en effet, que le lecteur se trouve peu à peu embrigadé aux côtés de M. Pickwick et des siens pour condamner les rigueurs de la loi, la rigidité des principes. Au début, M. Pickwick n'est qu'un bon bouffon, à la fin du roman c'est un vieil ami, our old friend, écrit Dickens, voire, ajoute Kincaid, « notre dieu » (our god) en son nouvel Éden : monde éminemment masculin d'ailleurs, ce dont témoigne, outre les centaines de plaisanteries sexistes, l'ostracisme envers les « vieilles filles » en mal d'amour, comme Rachel Wardle qui a disparu, et la place secondaire laissée aux femmes, douces et discrètes. Kincaid explique qu'en fait le lecteur se rapproche du héros plus vite que ne le fait le narrateur qui parfois se fait attendre : vers la fin du roman, sa conversion a suivi celle de M. Pickwick, dont il a appris à partager la nouvelle sagesse, alors que Dickens – car c'est bien de lui qu'il s'agit – feint d'émettre encore quelques doutes. Subtil et savant dosage de l'humour, le rire de l'un se fait un peu décalé par rapport à celui de l'autre, avant que les deux ne se rejoignent et se superposent dans la conclusion.

### «Le décalage entre le style et la substance» (David Parker)
Plus qu'un procédé de style, David Parker écrit, à propos de cette disparité, qu'il s'agit d'un thème central au roman, tant il est vrai que, chez Dickens, la manière d'écrire participe en soi de l'élaboration du message. Les Pickwikiens optent en effet pour un statut stylistique qui les dépasse, ce dont rend compte avec « malice » (archness) la voix narrative. Ainsi le lecteur est-il exposé à un détournement du burlesque, les sonorités de l'épique s'éraillant en une enflure pompeuse, typique, selon Parker, du jargon journalistique prévalant au début du siècle, ce qui souligne à la fois l'absurdité du sujet et l'irresponsabilité de la voix narrative.
Au fur et à mesure que M. Pickwick gagne en sagesse, Dickens délaisse peu à peu cette technique, donnant ainsi à comprendre que son narrateur avance lui aussi en maturité. La description cède alors le pas au dialogue, sans que pour autant la malice s'efface complètement, rappelant de temps à autre le chemin qui reste à parcourir pour l'un comme pour l'autre. Ainsi, précise Parker, dans une scène de la Fleet au chapitre 42, M. Pickwick observe un prisonnier qui interpelle un boucher incarcéré : aussitôt, leurs compagnons de captivité reprennent le cri traditionnel du boucher qui, chaque jour, annonce l'arrivée de son étal dans une rue ou un quartier. Par ce simple procédé, écrit Parker, Dickens montre la complicité qui unit Pickwick au narrateur, ensemble « repoussant le sordide par le confort moralisateur de la philanthropie » (« fending off squalor with comfortable philanthropic sanctimony »). Le lecteur est ainsi averti, ajoute-t-il, qu'il perçoit ici la réalité malgré la narration plutôt que grâce à elle.
À la fin du livre, M. Pickwick dissout son club tout en défendant la validité de ses récentes aventures :
| « I shall never regret having devoted the greater part of two years to mixing with different varieties and shades of human character: frivolous as my pursuit of novelty may have appeared to many […] numerous scenes of which I had no previous conception have dawned upon me – I hope to the enlargement of my mind, and the improvement of my understanding. If I have done but little good, I trust I have done less harm, and that none of my adventures will be other than a source of amusing and pleasant recollection to me in the decline of life. God bless you all! » | « Je ne regretterai jamais d'avoir consacré pratiquement deux années à fréquenter diverses catégories et variétés de la nature humaine : ma recherche de la nouveauté a sans doute paru frivole à certains […], mais de nombreuses scènes dont je n'avais pas idée se sont révélées à moi, pour, je l'espère, l'élargissement de mes vues et l'amélioration de ma compréhension. Je n'ai pas fait beaucoup de bien, mais je crois avoir encore moins fait de mal, et je suis d'avis qu'aucune de mes aventures ne portera à conséquence, sinon pour procurer à mes vieux jours d'agréables et amusants souvenirs. Que Dieu vous bénisse ! » |

Le style et la substance sont enfin en harmonie, conclut David Parker.

## Illustrateurs
Les Papiers posthumes du Pickwick Club ont inspiré de nombreux illustrateurs célèbres comme Cecil Aldin, Roger Brard,C. E. Brock,  Joseph Clayton Clarke dit Kyd, Georges Conrad,Harold Copping, Harry Eliott, René Giffey, Henry Lemarié,Albert Ludovici, Berthold Mahn,Anna Marongiu , Thomas Nast, Pierre Noury (illustrateur),Thomas Onwhyn René Péron, Frank Reynolds,Jacques Touchet.

## Adaptations

### Au théâtre

Le comédien Charles Laughton, un des interprètes de M. Pickwick (portait de 1940).

Trois adaptations scéniques voient le jour à Londres, alors que le roman est encore en cours, l'une d'Edward Stirling,, une autre de William Leman Rede et la dernière de William T. Moncrieff,. Ces pièces ajoutent certains épisodes à l'histoire, et seule la dernière connaît le succès, sans doute, pense Paul Davis, parce qu'elle inclut le personnage de Sam Weller que joue W. J. Hammond. Dickens s'insurge contre le plagiat, mais Moncrieff choisit de se défendre par la louange : l'émulation d'un si grand maître, le caractère désopilant des aventures, l'aspect primesautier de l'intrigue, qui obligent à l'invention, alors qu'il serait si agréable de puiser dans un matériau d'essence supérieure, etc.
La « Pickwickmania », comme l'appelle Paul Davis, a suscité bien d'autres vocations que recense Philip Collins dans sa Cambridge Bibliography of English Literature de 1969, reprenant et complétant une liste établie en 1936 par William Miller dans le Dickensian, sous le titre Imitations of Dickens. Le roman doit aussi à sa structure épisodique d'avoir servi de source à de courtes pièces, sortes de sketches concernant, par exemple, l'affaire Bardell v. Pickwick, mise en scène en 1871 par John Hollingshead d'après le rendu même qu'en faisait Dickens lors de ses lectures publiques, avec J. I. Toole en Sergeant Buzfuz et Miss E. Farren en Sam Weller. Un Pickwick de Frank C. Reilley a connu une certaine célébrité en 1927-1928 sur les scènes de Washington D. C., New York et Londres, avec le célèbre Charles Laughton dans le rôle principal.

### Au cinéma
Six films muets ont été tournés à partir de 1913 sur le thème de Pickwick, le plus réussi restant The Adventures of Mr. Pickwick de Thomas Bentley en 1921, avec Frederick Volpe dans le rôle-titre auquel il était rompu pour l'avoir souvent tenu à la scène ; autre performance d'acteur dans ce film, celle de Bransby William en Buzfuz. Le seul film parlant traitant du sujet date de 1952 avec une mise en scène de Noel Langley et les rôles principaux tenus par James Hayter (Mr Pickwick), Nigel Patrick (Jingle) et Harry Fowler (Sam Weller).
- Mr Pickwick's Christmas at Wardle's (1901) de Walter R. Booth.
- Gabriel Grub the Surly Sexton (1904) de James Williamson.
- Mr Pickwick's Predicament (1912) de J. Searle Dawley.
- The Pickwick Papers (1913) de Laurence Trimble.
- The Adventure of the Shooting Party (1913) de Laurence Trimble.
- Mrs Corney Makes Tea (1913) de Wilfred Noy.
- Mr Pickwick in a Double Bedding Room (1913) de Wilfred Noy.
- The Adventures of Mr Pickwick (1921) de Thomas Bentley.
- The Pickwick Papers (1952) de Noel Langley.

### À la télévision
- (1964-1965) : Les Aventures de Monsieur Pickwick[138] , série télévisée française de René Lucot en 12 épisodes, avec André Gille dans le rôle-titre. (Visionner un extrait en ligne sur le site de l'INA ).
- 1972 : Les Papiers du Pickwick Club (ru) réalisée par Alexandre Prochkine

### Radio et musique
Michael Pointer recense quinze adaptations télévisuelles du roman dans son Charles Dickens on the Screen de 1996. La plus ancienne, 35 minutes extraites d'un opéra d'Anthony Coates, M. Pickwick, date de 1936. The Pickwick Papers a aussi été le premier des romans de Dickens à être adapté par la BBC en 1952, en sept épisodes. En 1985, la même BBC en a proposé une nouvelle version en douze parties avec Nigel Stock dans le rôle de M. Pickwick.
La radio en a offert de nombreuses versions, en particulier BBC7, avec Simon Cadell et Freddie Jones, diffusées les 25, 26 décembre 2007, les15 et 16 décembre 2008 et les 14 et 15 décembre 2009.
Hommage à S. Pickwick Esq. P.P.M.P.C. est un prélude (2d Livre) pour piano de Claude Debussy.
Antony Hopkins a composé une The Pickwick Suite en 1952.
La comédie musicale Pickwick (en) a été composée par Leslie Bricusse et Cyril Ornadel sur un livret de Wolf Mankowitz ; d'abord mise en scène par Bernard Delfont, elle a commencé sa carrière le 3 juin 1963 au Palace Theatre de Manchester avec Harry Secombe en M. Pickwick. Elle a ensuite été reprise le 4 juillet dans le West End au Saville Theatre (en) jusqu'au 27 février 1965 après 694 représentations, dans une mise en scène de Peter Coe, une chorégraphie de Leo Kharibian, des décors de Sean Kenny et des costumes de Roger Furse. Le 4 octobre 1965, l'œuvre ouvre au Broadway Theatre de New York dans une mise en scène du même Peter Coe, une chorégraphie de Lynne, et toujours avec Harry Secombe dans le rôle-titre. L'un des morceaux les plus populaires de cette comédie musicale est If I Ruled the World.